# Sentier de grande randonnée 4
Le sentier de grande randonnée 4 (GR 4) part de Royan (Charente-Maritime) et se termine à Grasse (Alpes-Maritimes), reliant l'Atlantique à la Provence.
Le GR 4, long de 1 470 km, traverse treize départements : la Charente-Maritime, la Charente, la Dordogne, la Haute-Vienne, la Creuse, le Puy-de-Dôme, le Cantal, la Lozère, l'Ardèche, le Gard, le Vaucluse, les Alpes-de-Haute-Provence et les Alpes-Maritimes.

## Tracé
Le sentier passe par les localités et/ou sites suivants (ou à proximité) :

### Charente-Maritime

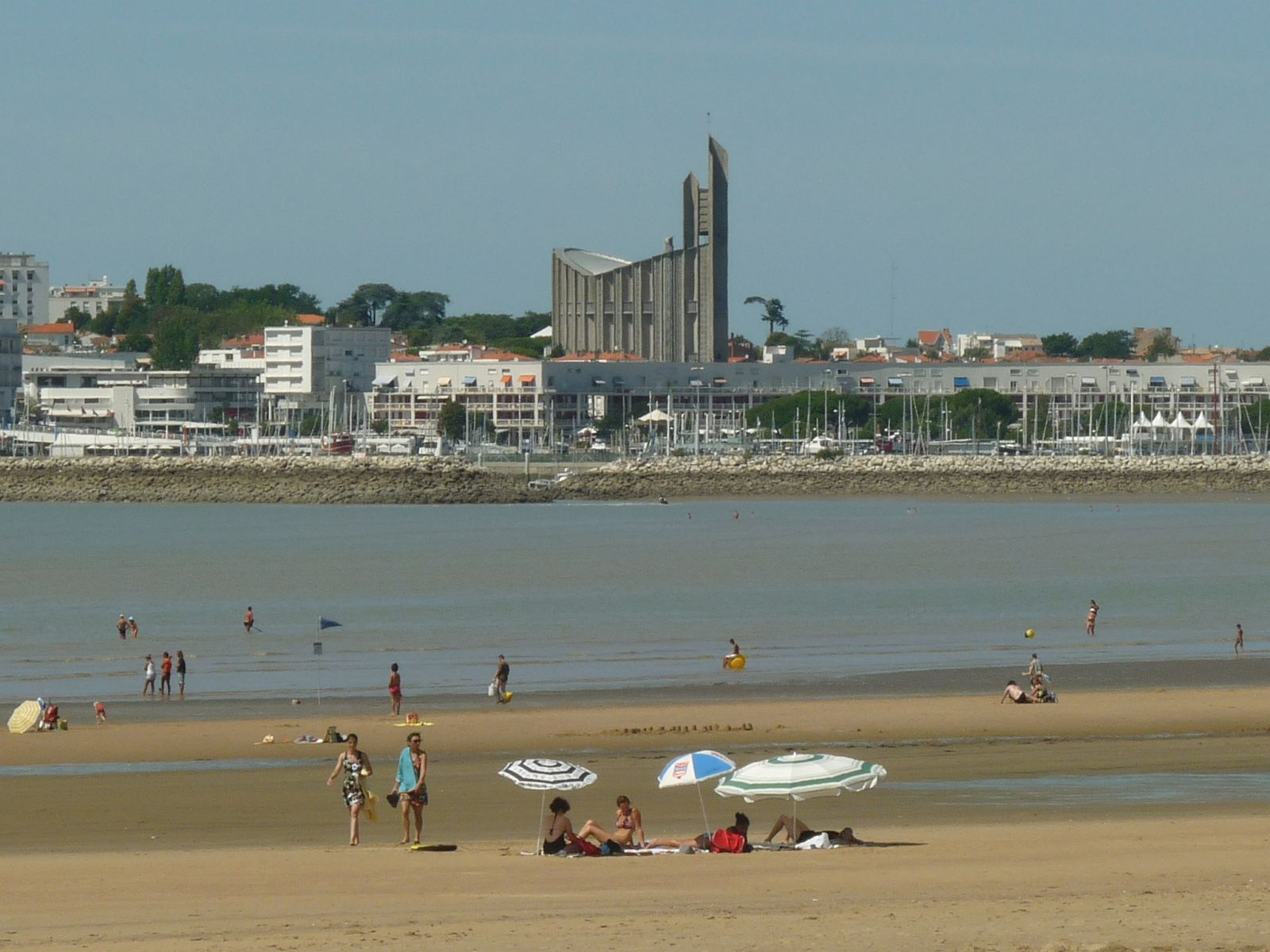
Front de mer, et église Notre-Dame de Royan
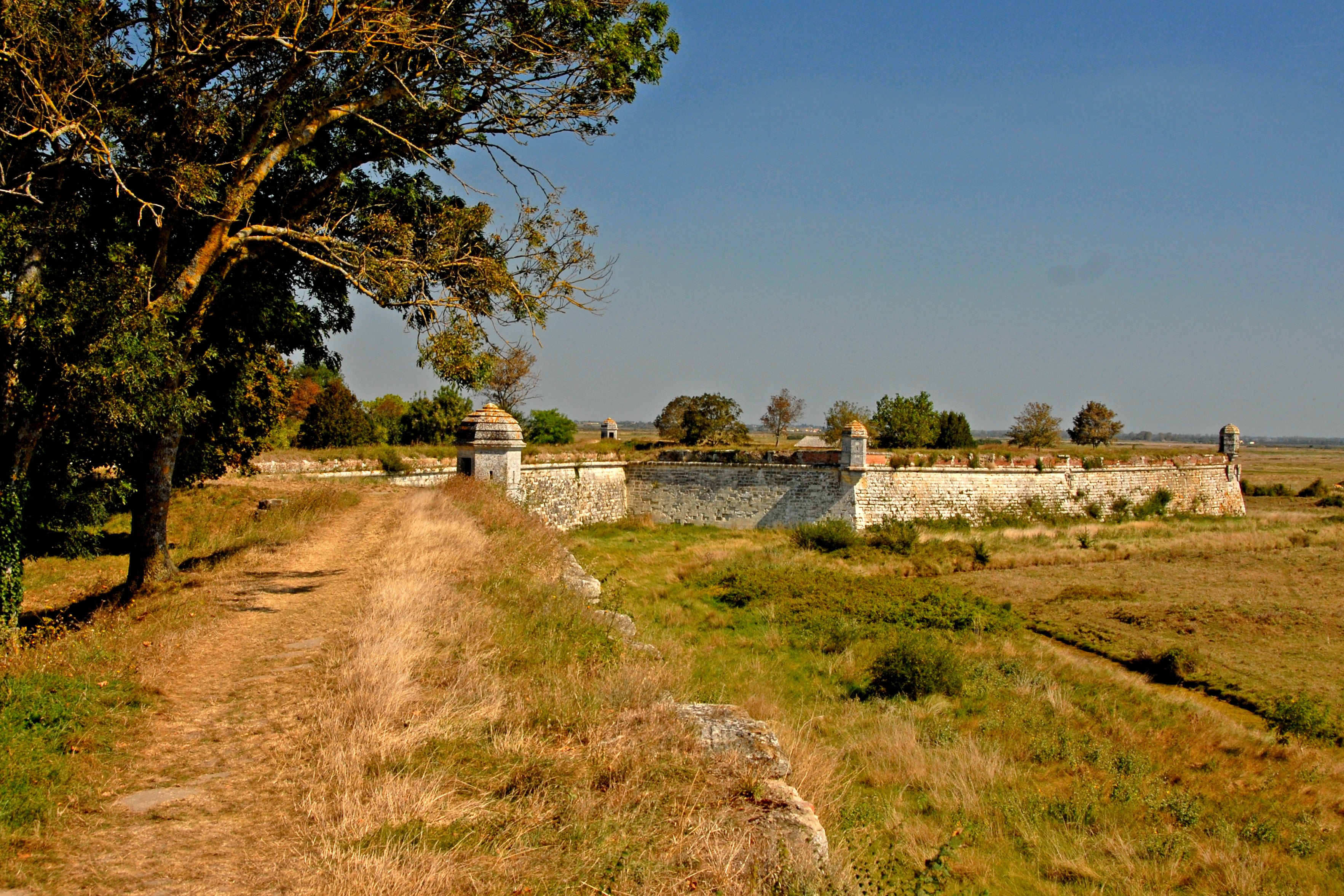
Citadelle de Brouage
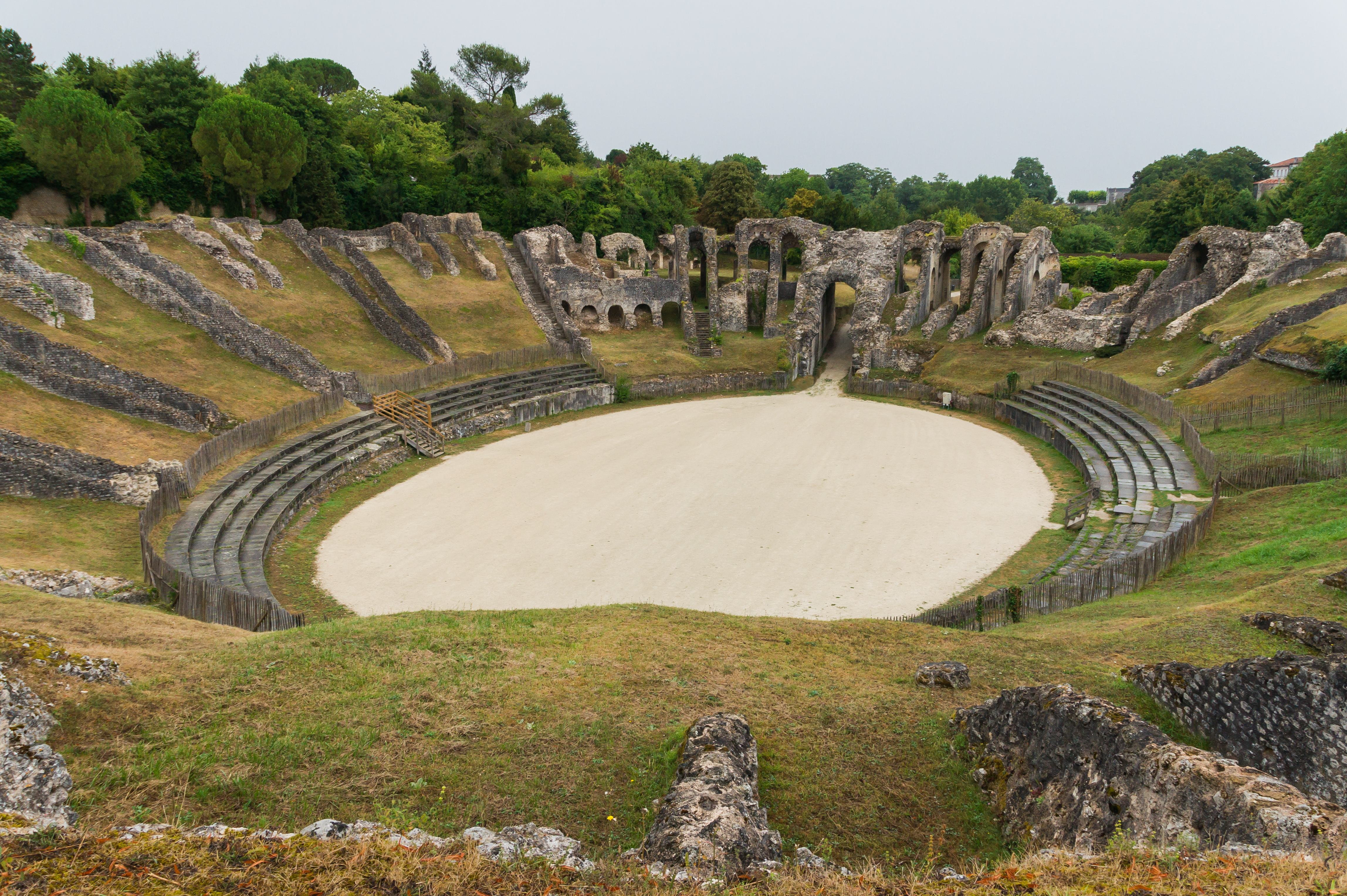
Amphithéâtre de Saintes
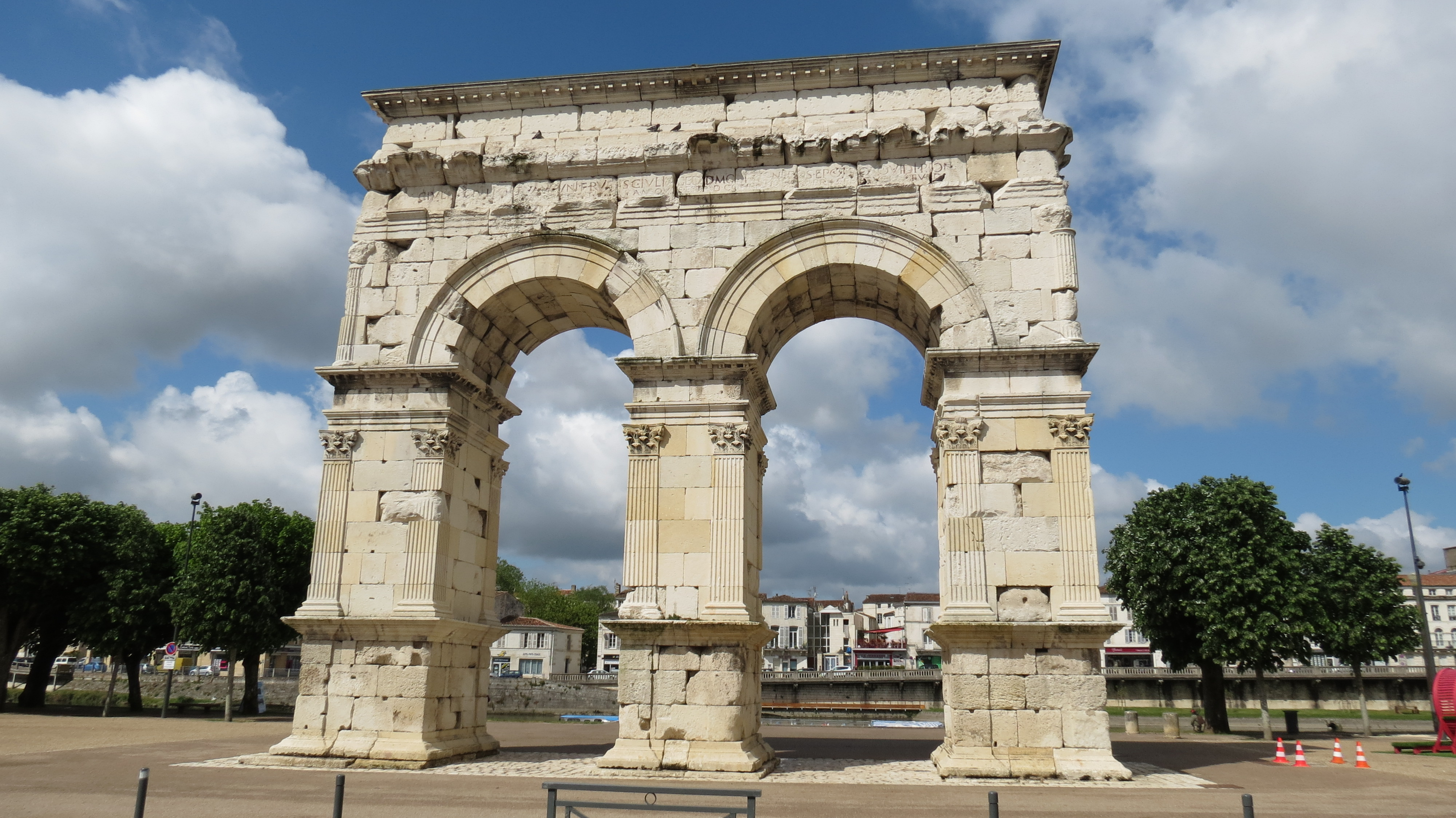
Arc de Germanicus à Saintes
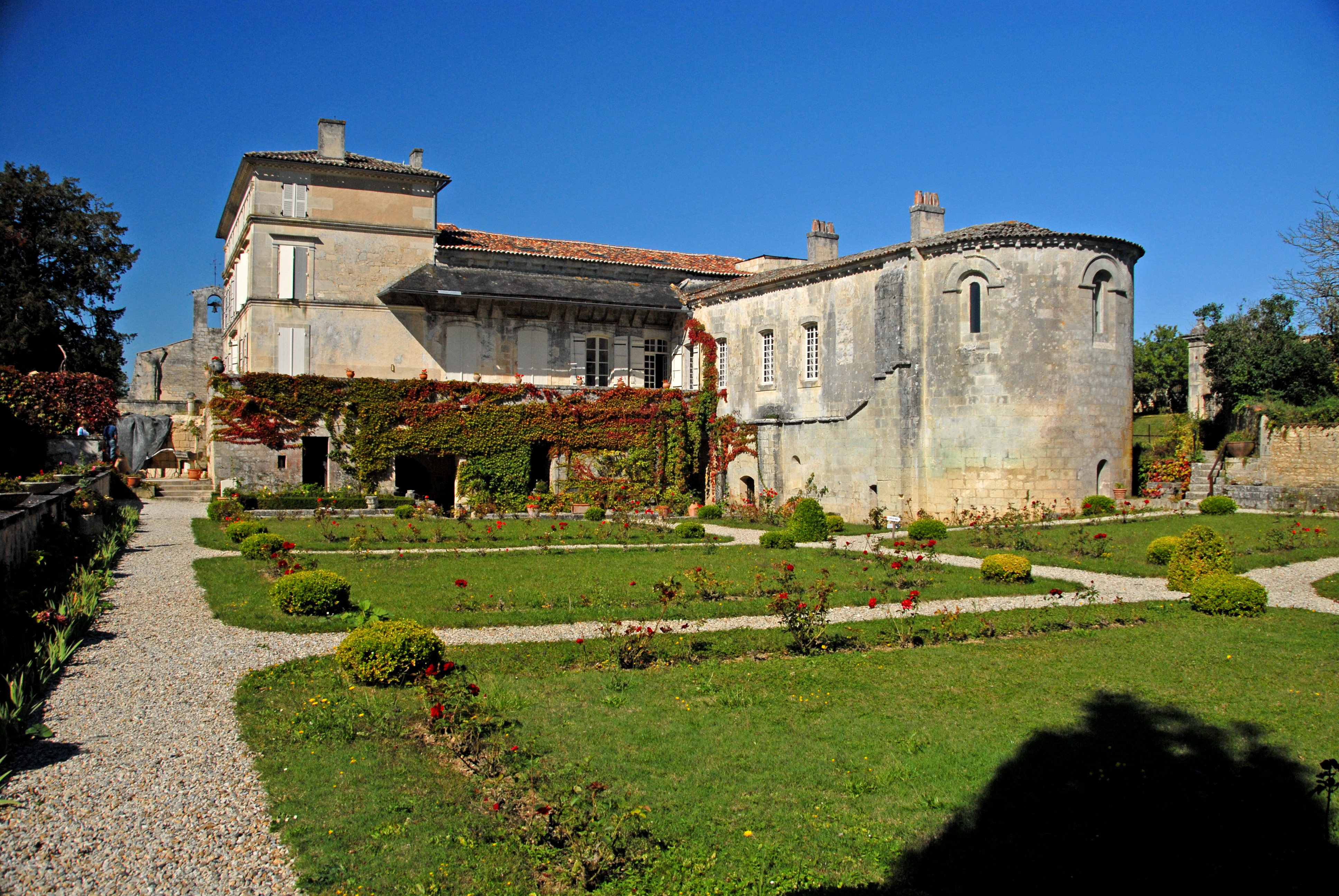
Abbaye de Fontdouce

- Royan : départ à Foncillon
  - Le Chay
  - Pontaillac
- Vaux-sur-Mer
- Saint-Palais-sur-Mer
  - Pont du Diable
  - La Grande-Côte
- Les Mathes
  - Forêt des Combots d'Ansoine
  - La Palmyre (à proximité)
- La Tremblade
  - Forêt domaniale de la Coubre
  - Le Gardour
  - Ronce-les-Bains
  - Pont de la Seudre
  - Estuaire de la Seudre
- Bourcefranc-le-Chapus (à proximité)
- Marennes-Hiers-Brouage
  - Marennes (à proximité)
  - Marais de Brouage, et villages d'Hiers et de Brouage
- Beaugeay
- Saint-Agnant
  - Canal de la Charente à la Seudre
- Champagne
- Pont-l'Abbé-d'Arnoult
  - L'Arnoult (rivière)
- Saint-Sulpice-d'Arnoult
  - L'Arnoult (rivière)
  - Tour de l'Isleau
- Corme-Royal
- Nieul-lès-Saintes
  - L'Arnoult (rivière) : variante au passage de l'Arnoult
  - Château de Nieul-lès-Saintes
- Saint-Georges-des-Coteaux
- Saintes
  - Amphithéâtre de Saintes
  - Basilique Saint-Eutrope de Saintes
  - Cathédrale Saint-Pierre de Saintes
  - Charente (fleuve)
  - Arc de Germanicus
- Fontcouverte
  - Aqueduc de Saintes (Vallon des Arcs)
- Vénérand
  - Aqueduc de Saintes (Vallée de la Tonne (à proximité), Fontaines romaines)
- La Chapelle-des-Pots
- Saint-Sauvant
  - Coran (rivière)
- Saint-Césaire
  - Paléosite
- Saint-Bris-des-Bois
  - Abbaye de Fontdouce
- Via Agrippa (Saintes-Lyon)
- Louzac-Saint-André (Charente, à proximité)
- Chérac

### Charente

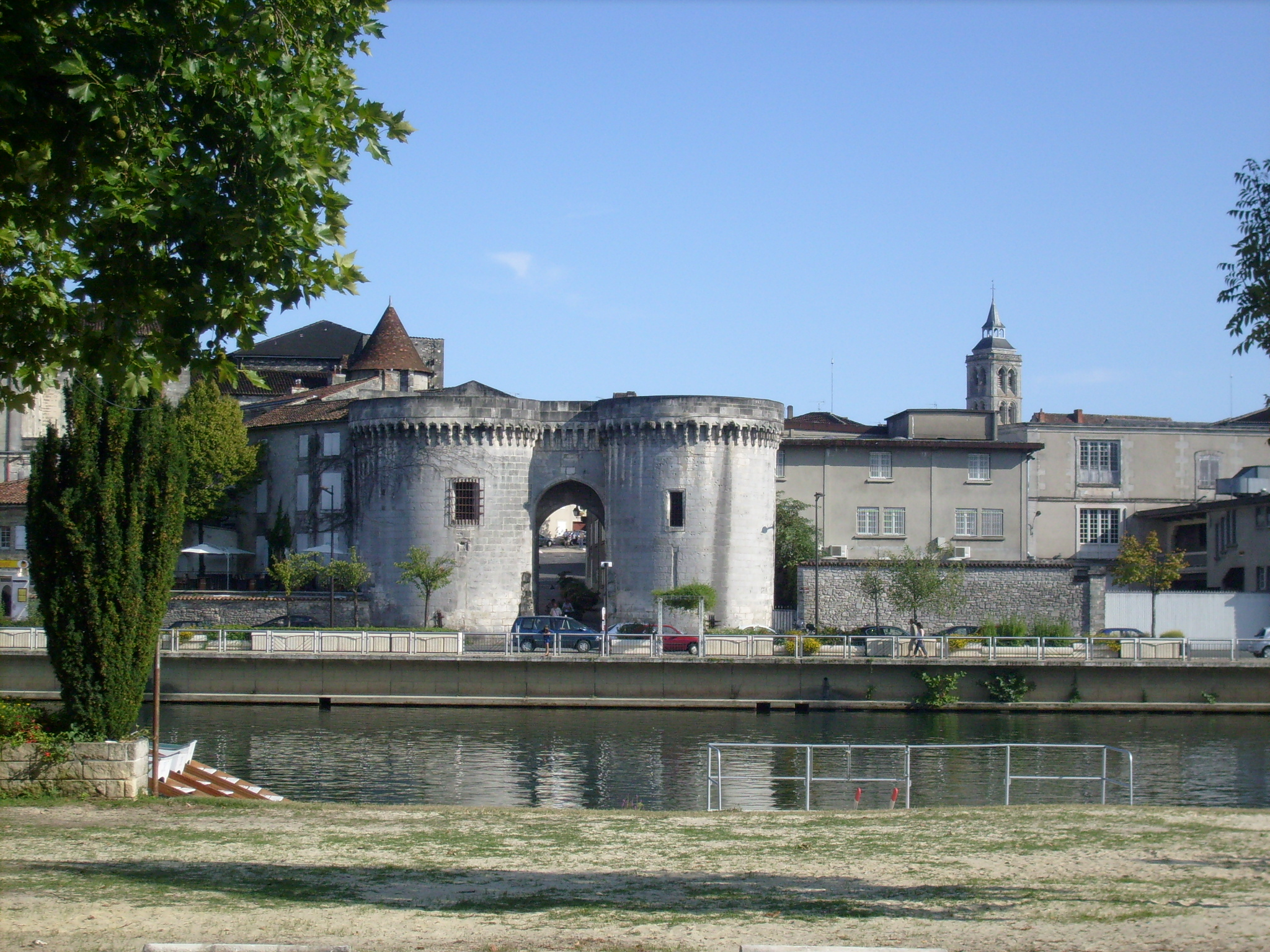
Porte Saint-Jacques, à Cognac
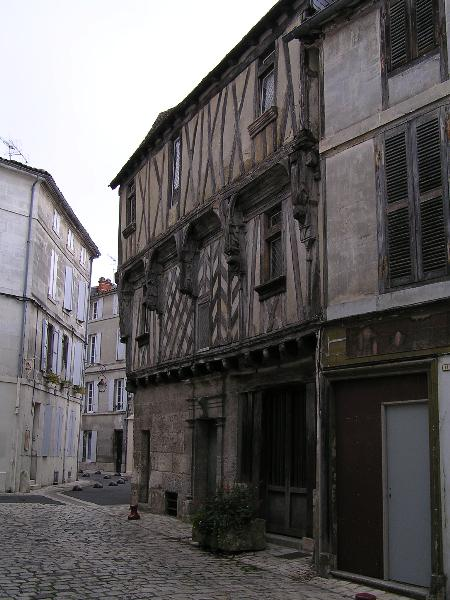
Maisons du vieux-Cognac
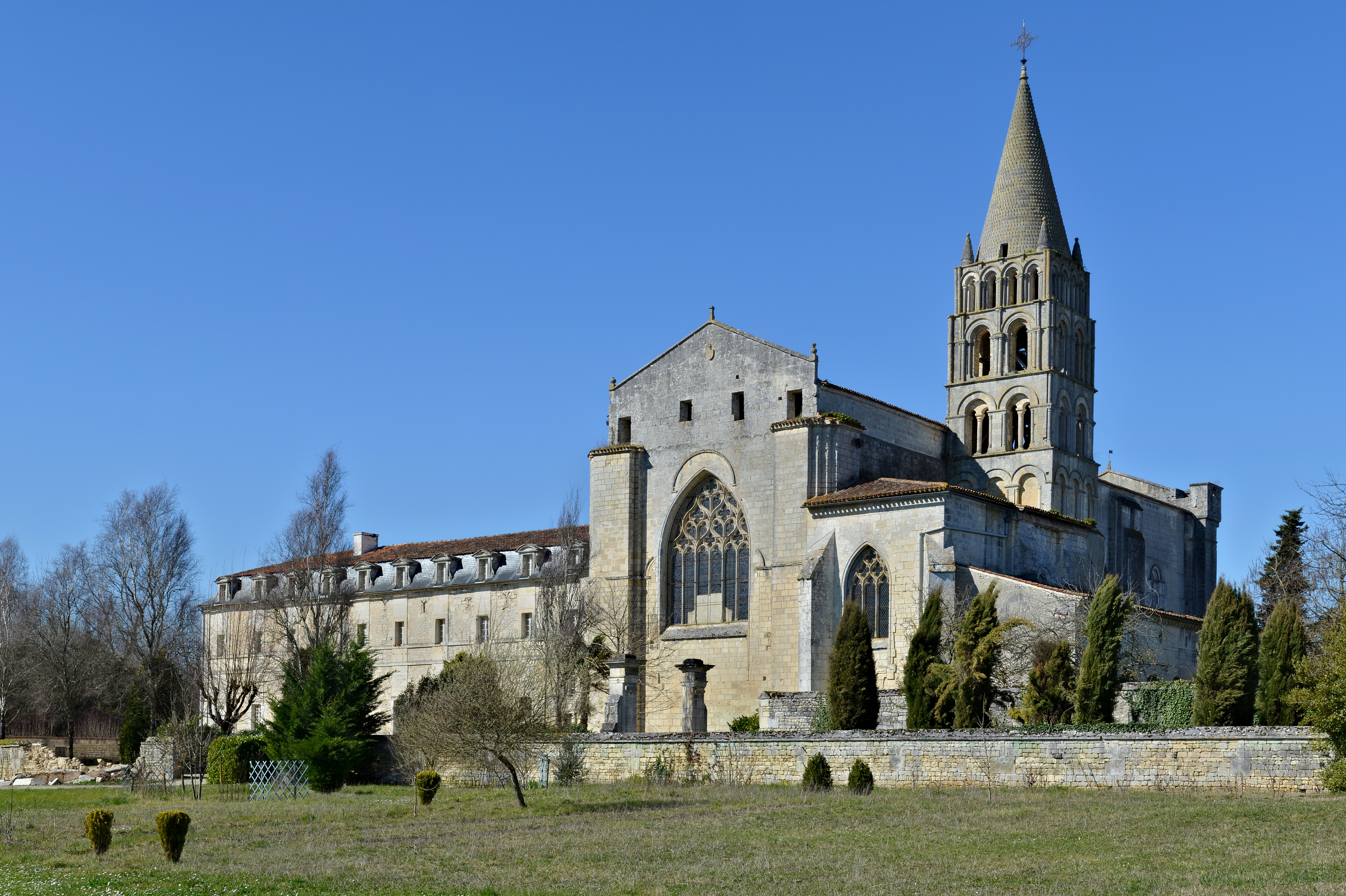
Abbaye de Bassac
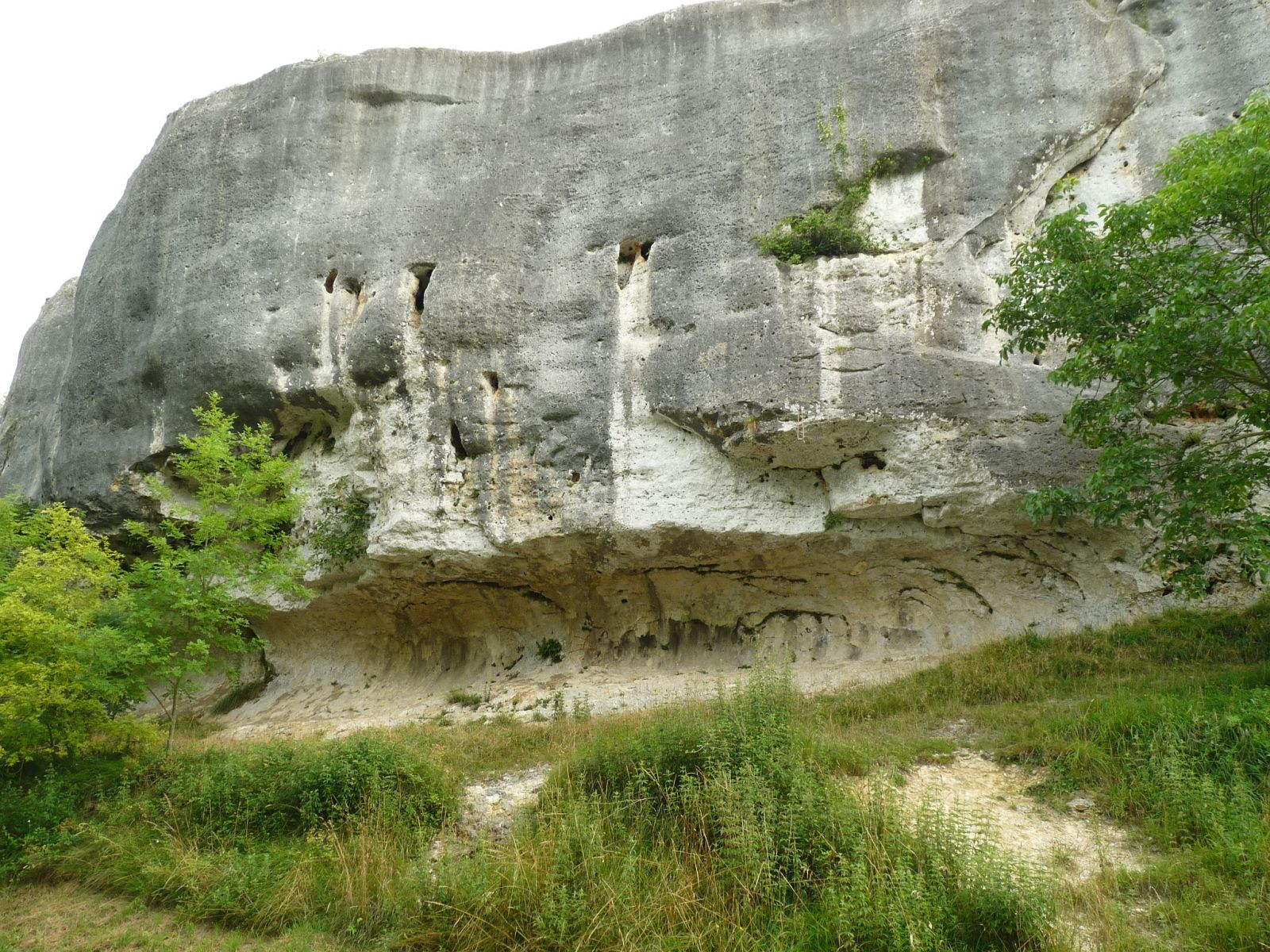
Vallée des Eaux-Claires, à Puymoyen
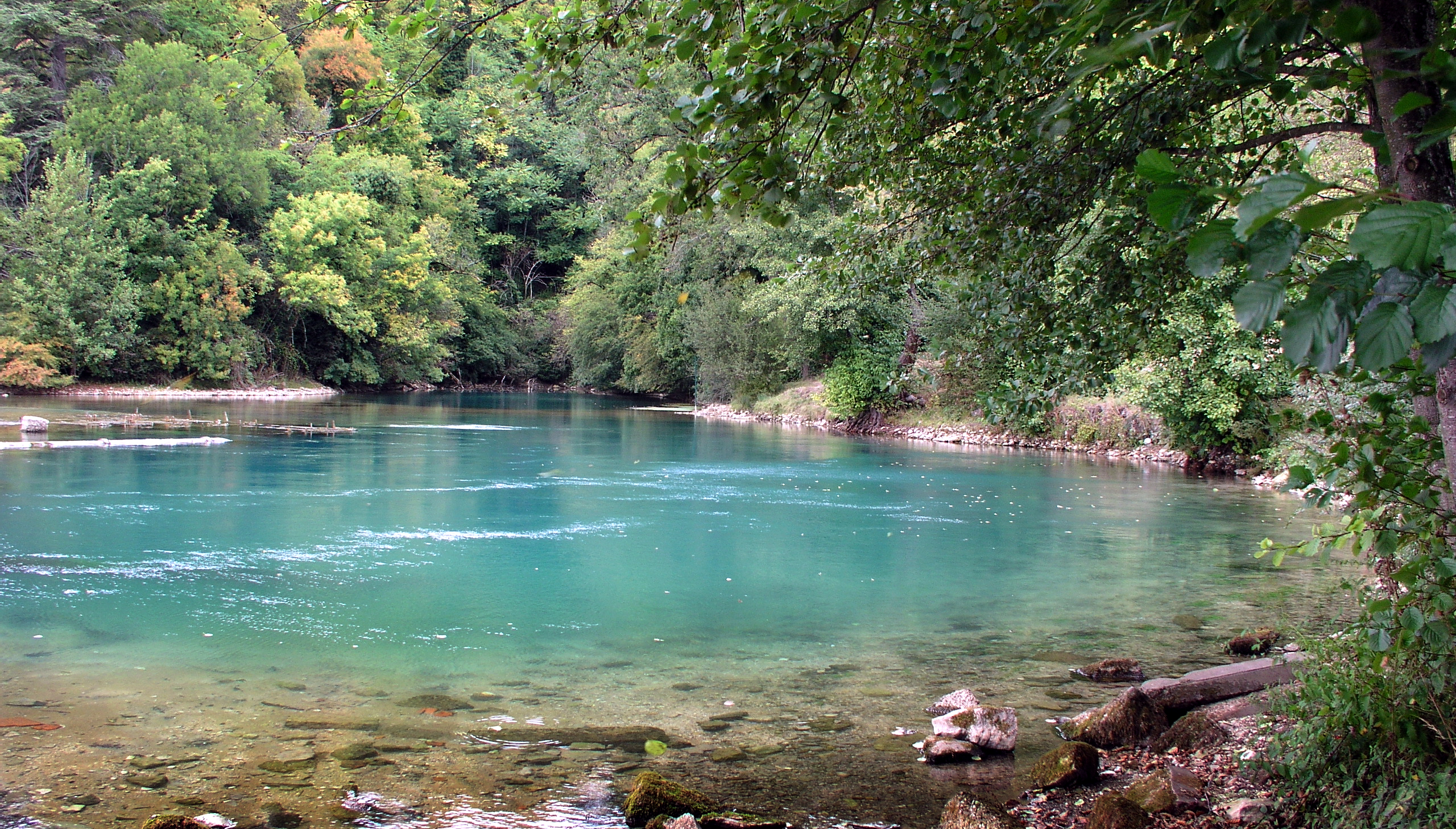
Sources de la Touvre, à Touvre

- Saint-Laurent-de-Cognac
- Louzac (à proximité)
- Richemont
  - L'Antenne (rivière)
- Cognac
  - Charente (fleuve)
  - Porte-Saint-Jacques
  - Château de Cognac
  - Église Saint-Léger de Cognac (à proximité)
- Saint-Brice : variante évitant le village
  - Charente (fleuve)
- Bourg-Charente
  - Charente (fleuve)
- Jarnac
- Bassac (à proximité)
  - Charente (fleuve)
  - Abbaye Saint-Étienne de Bassac (à proximité)
- Saint-Même-les-Carrières (à proximité)
- Angeac-Charente
- Châteauneuf-sur-Charente
  - Charente (fleuve)
- Saint-Simeux
  - Charente (fleuve)
- Mosnac (à proximité)
- Saint-Estèphe
- Claix (à proximité)
- Mouthiers-sur-Boëme
- La Couronne (à proximité)
  - Abbaye Notre-Dame de La Couronne (à proximité)
- Giget (à proximité)
- Puymoyen
  - Eaux-Claires (rivière)
- Angoulême (à proximité)
- Dirac (à proximité)
  - Anguienne (rivière)
- Garat (à proximité)
  - Château de la Tranchade
- Touvre
  - Touvre (rivière)
  - Forêt de la Braconne
- Pranzac
  - Bandiat (rivière)
- Rancogne (à proximité)
- Vilhonneur
  - Tardoire (rivière)
- Montbron
  - Tardoire (rivière)
- Eymouthiers
  - Tardoire (rivière)

### Dordogne

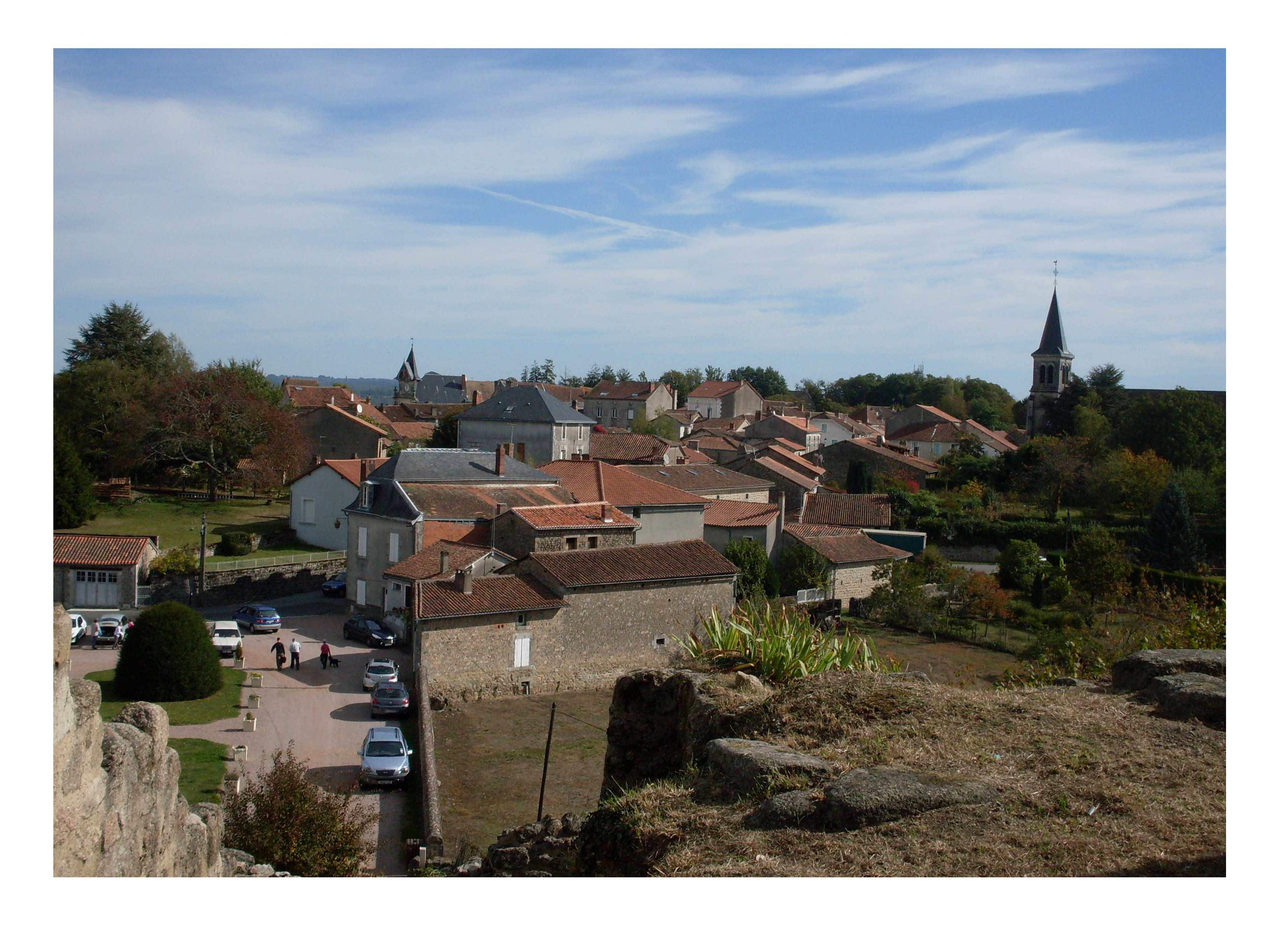
Village de Piégut-Pluviers, en Périgord
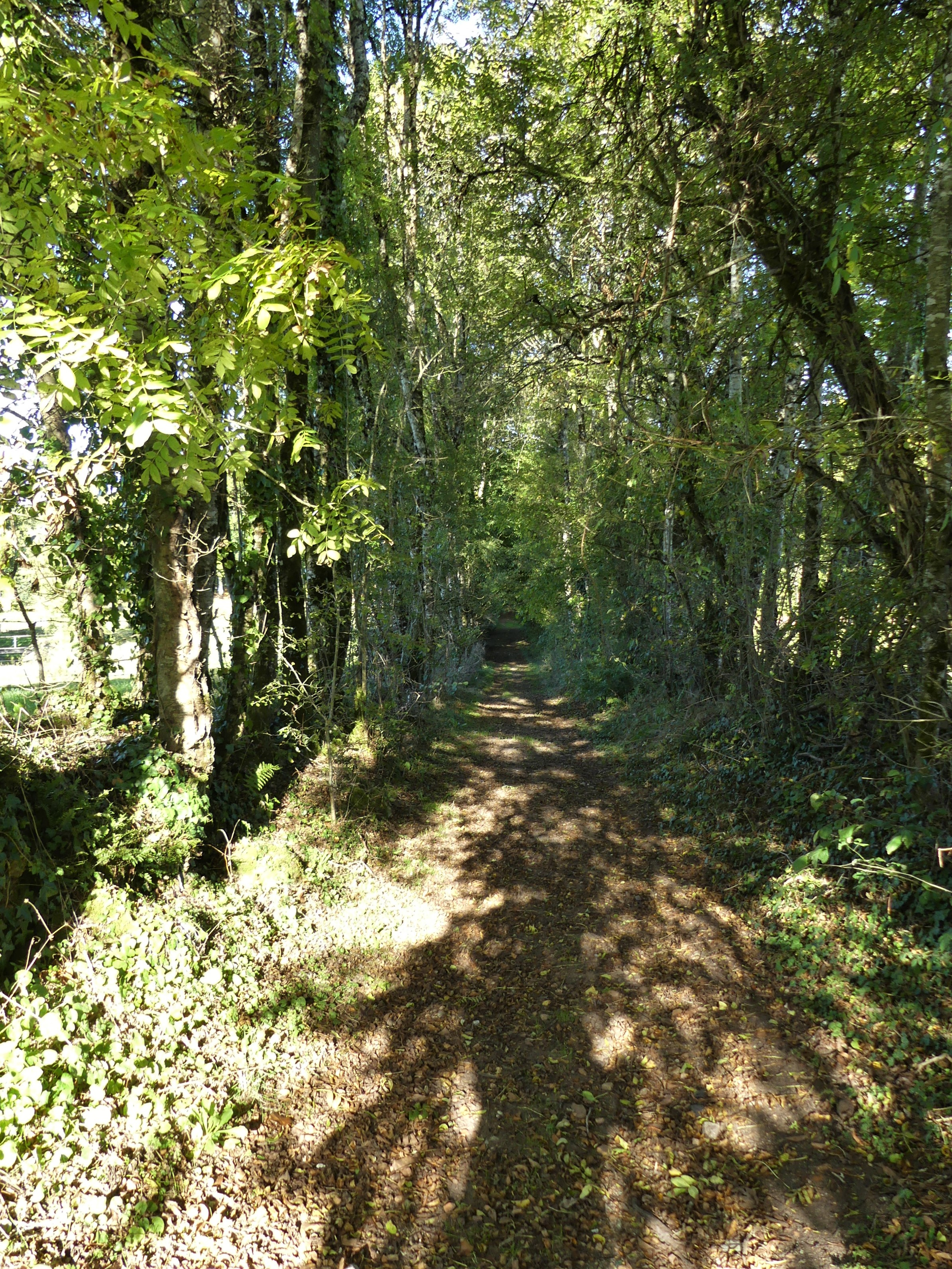
Le sentier, à Abjat-sur-Bandiat

- Bussière-Badil
  - Entrée dans le Parc Naturel Régional Périgord-Limousin
- Piégut-Pluviers
- Augignac
- Abjat-sur-Bandiat
  - Bandiat (rivière)

### Haute-Vienne

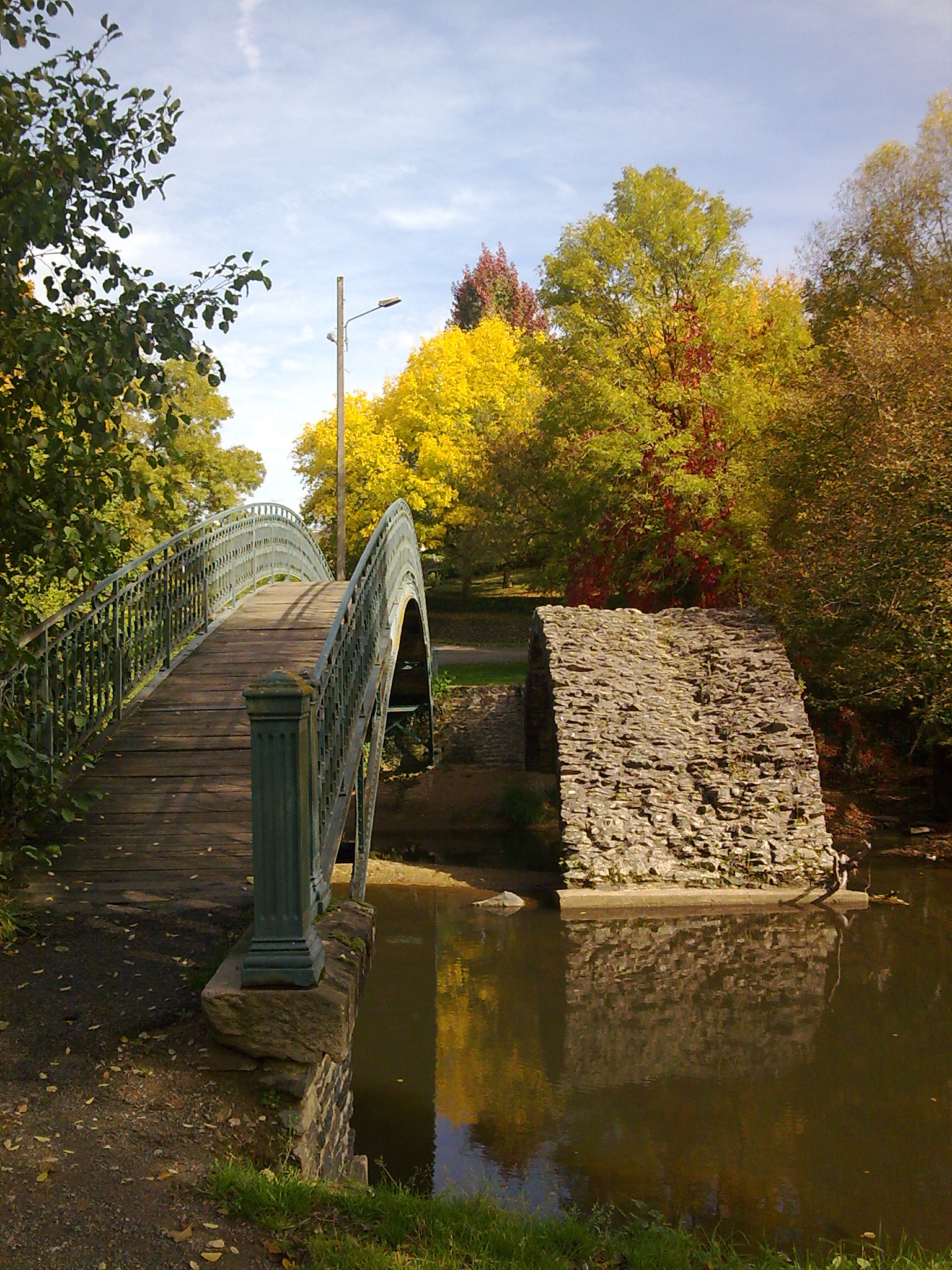
Pont de Malassert, à Aixe-sur-Vienne
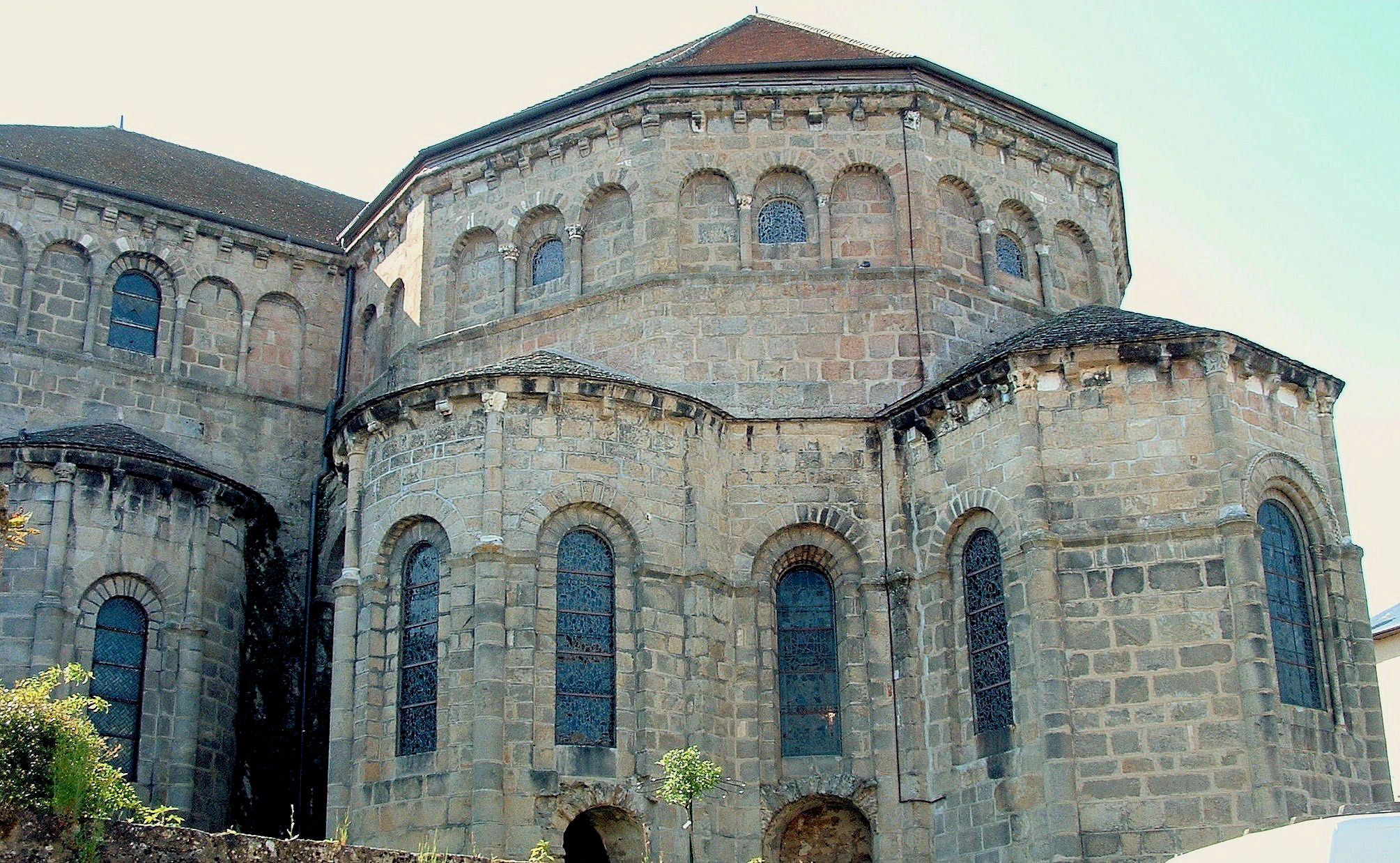
Abbaye de Solignac
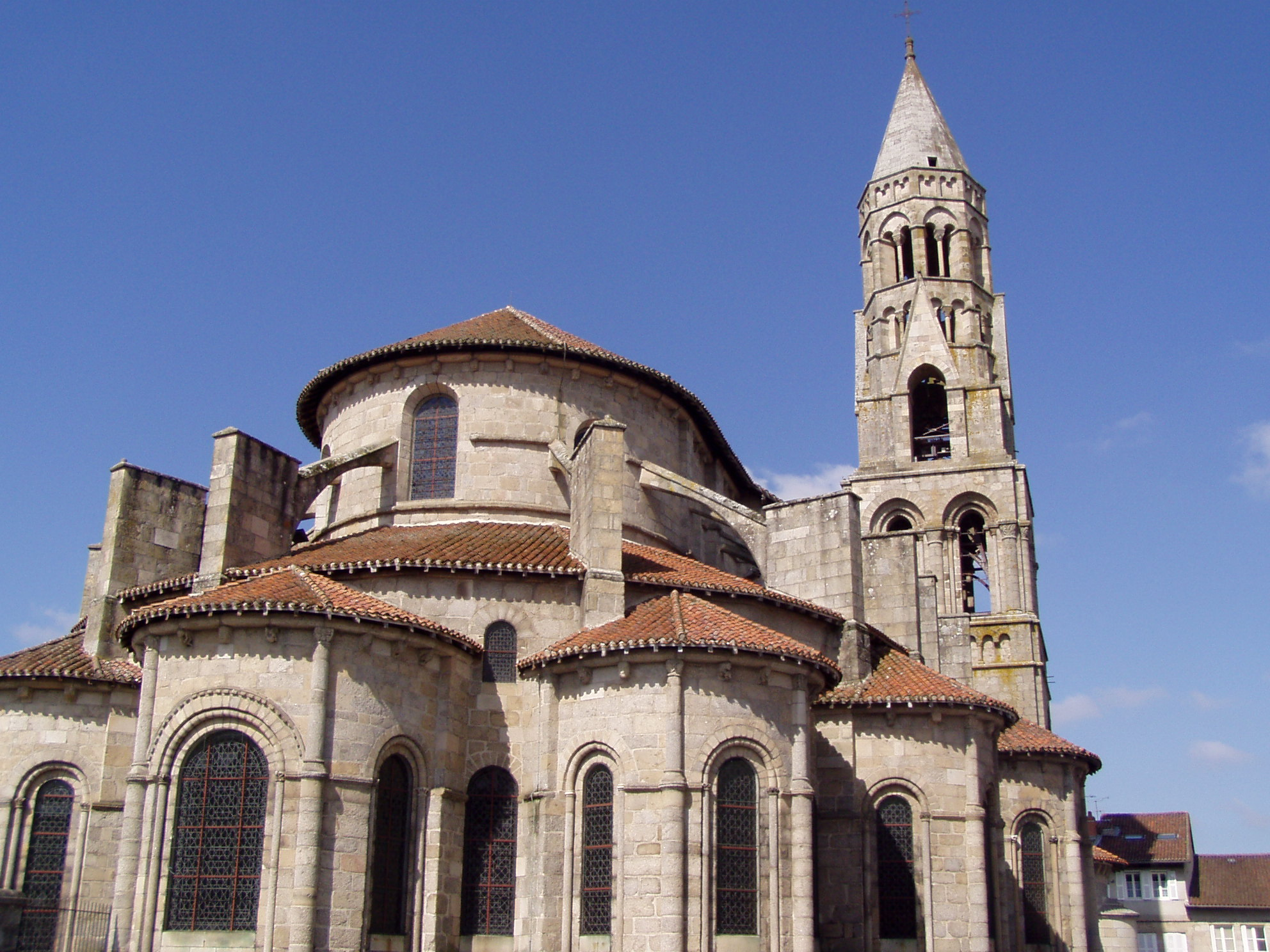
Collégiale de Saint-Léonard-de-Noblat
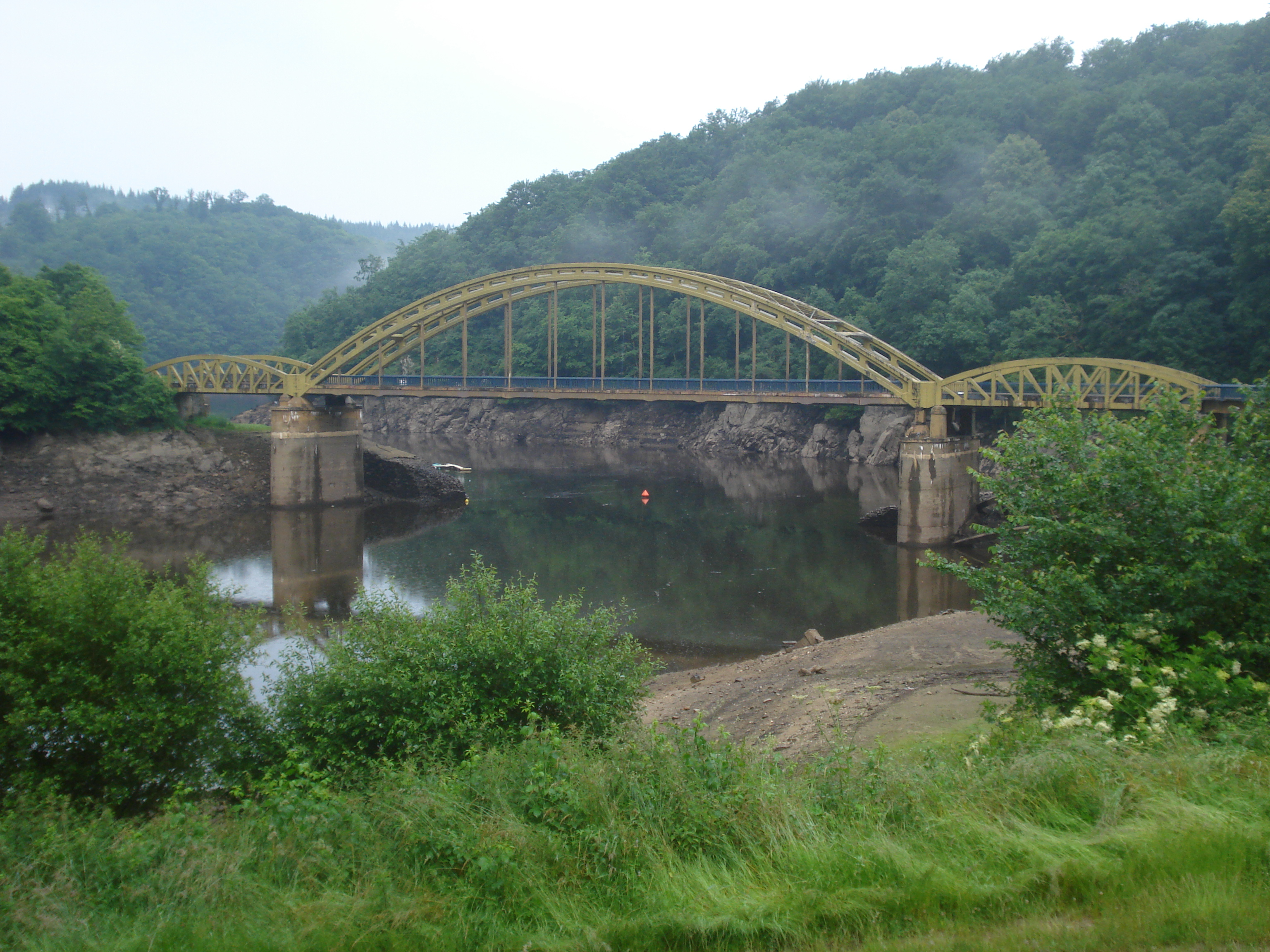
Pont du Dognon, à Saint-Laurent-les-Églises

- La Chapelle-Montbrandeix (à proximité)
  - Bandiat (rivière)
- Cussac
  - Tardoire (rivière)
- Oradour-sur-Vayres
- Gorre (à proximité)
- Saint-Laurent-sur-Gorre
  - Gorre (rivière)
  - Sortie du Parc Naturel Régional Périgord-Limousin
- Saint-Priest-sous-Aixe (à proximité)
  - La Croix des Bouchats
- Aixe-sur-Vienne
  - Vienne (rivière)
- Beynac
- Solignac
  - Briance (rivière)
  - Abbaye Saint-Pierre-Saint-Paul de Solignac
- Feytiat
- Panazol (à proximité)
- Limoges (à proximité)
- Saint-Just-le-Martel
- Saint-Léonard-de-Noblat
  - Vienne (rivière)
- Le Châtenet-en-Dognon
- Saint-Laurent-les-Églises
  - Taurion (rivière)
- Les Billanges

### Creuse

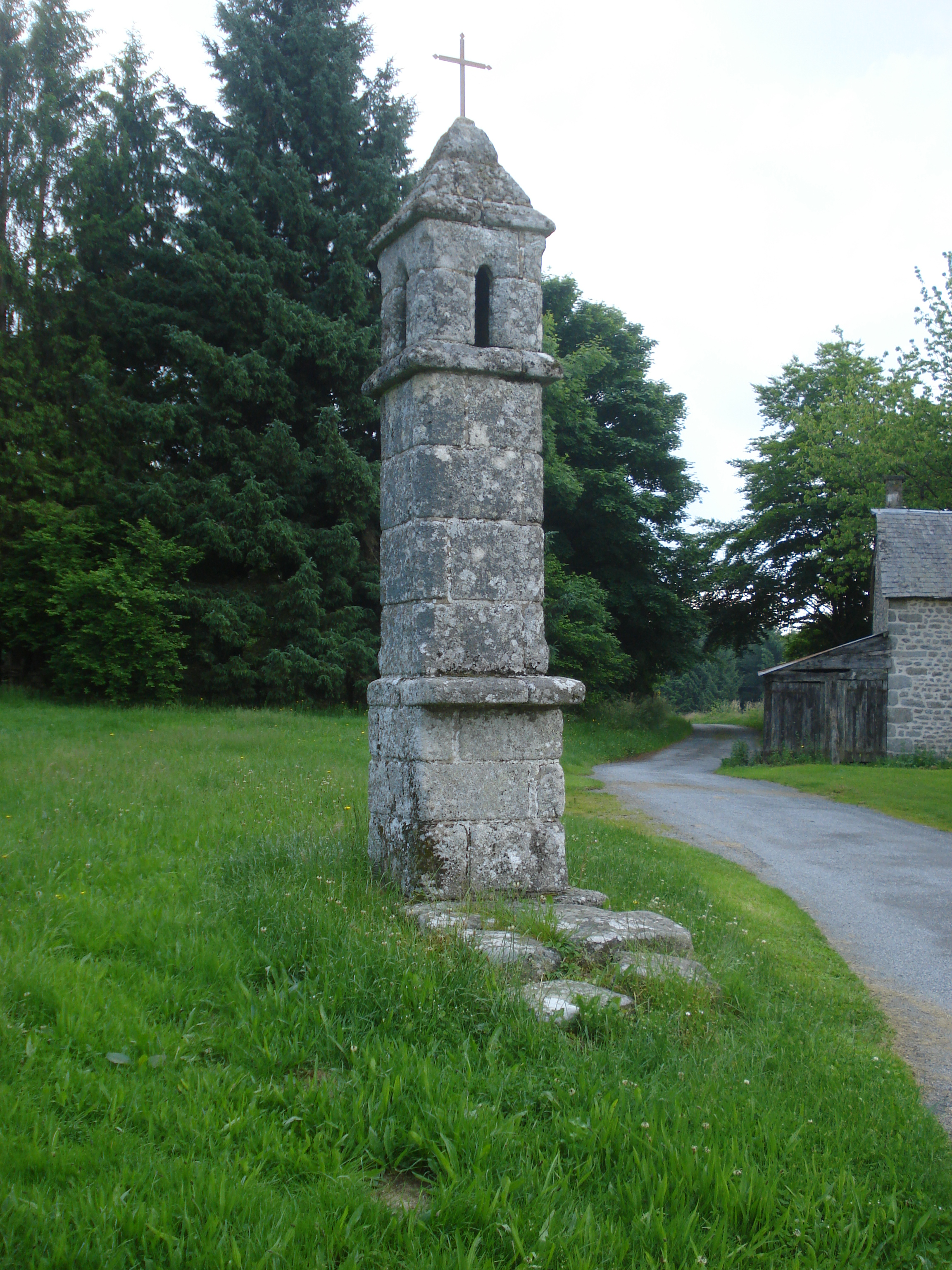
Lanterne des morts, à Saint-Goussaud
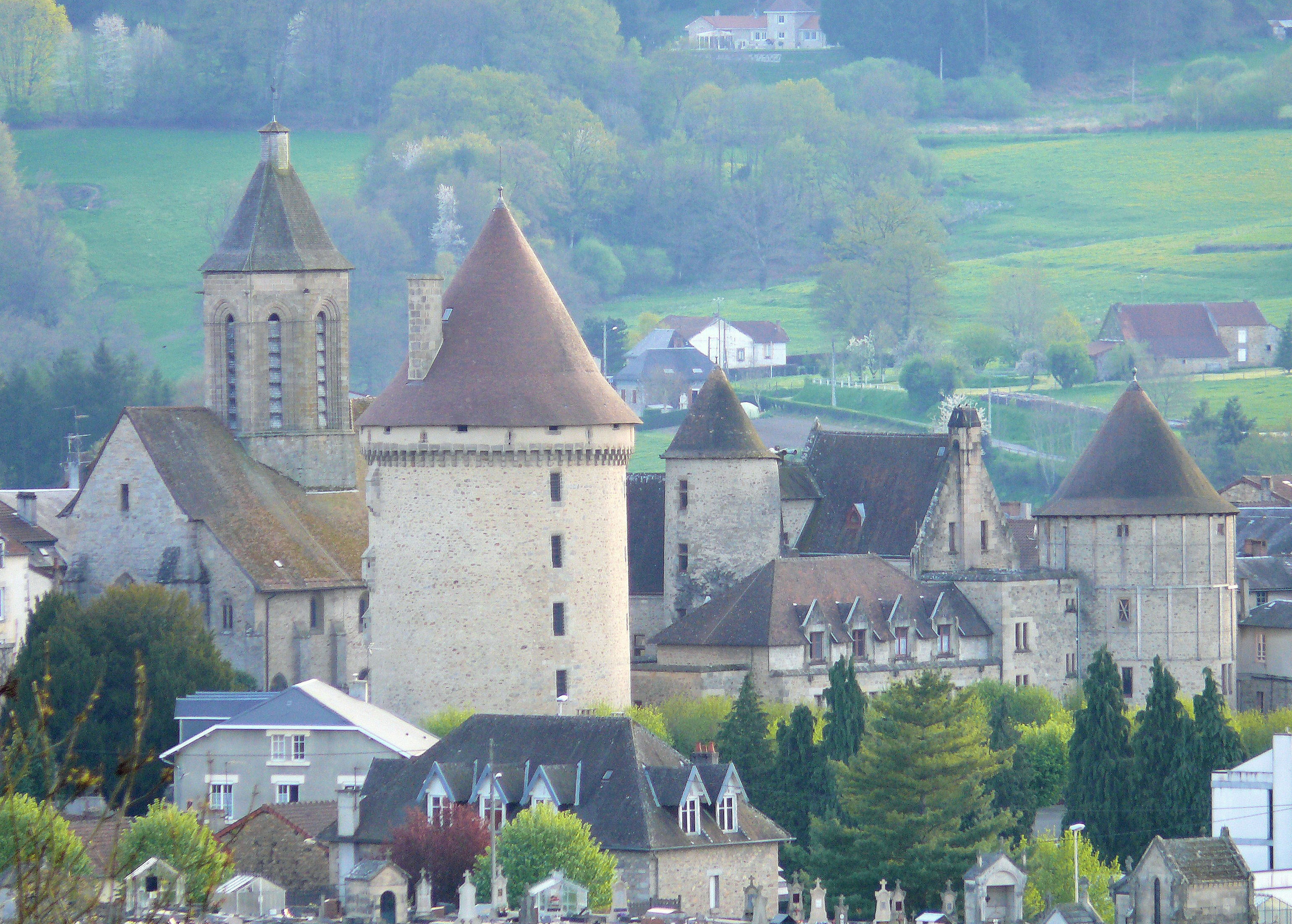
Château, église et Tour Zizim à Bourganeuf
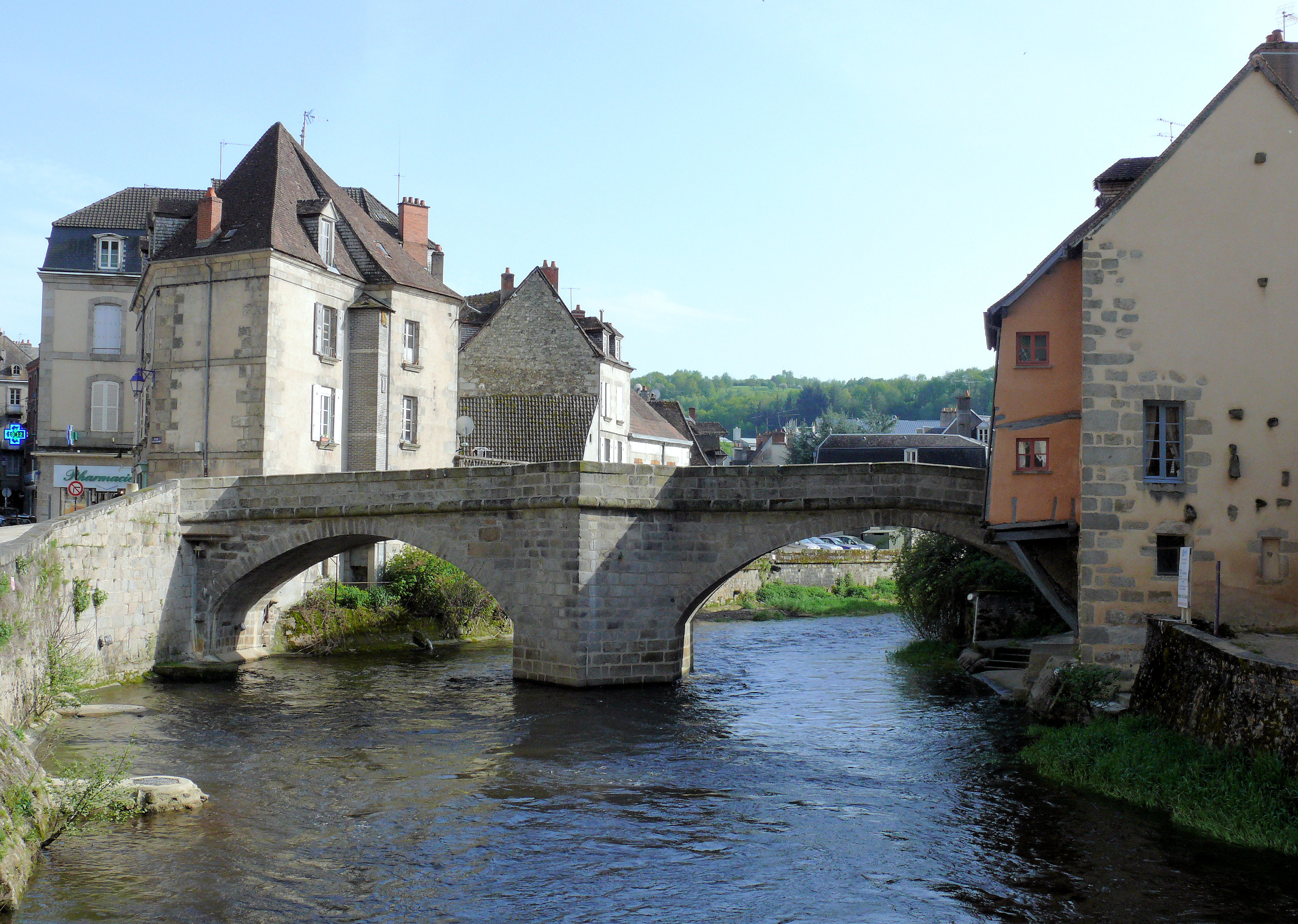
Pont de la Terrade, à Aubusson
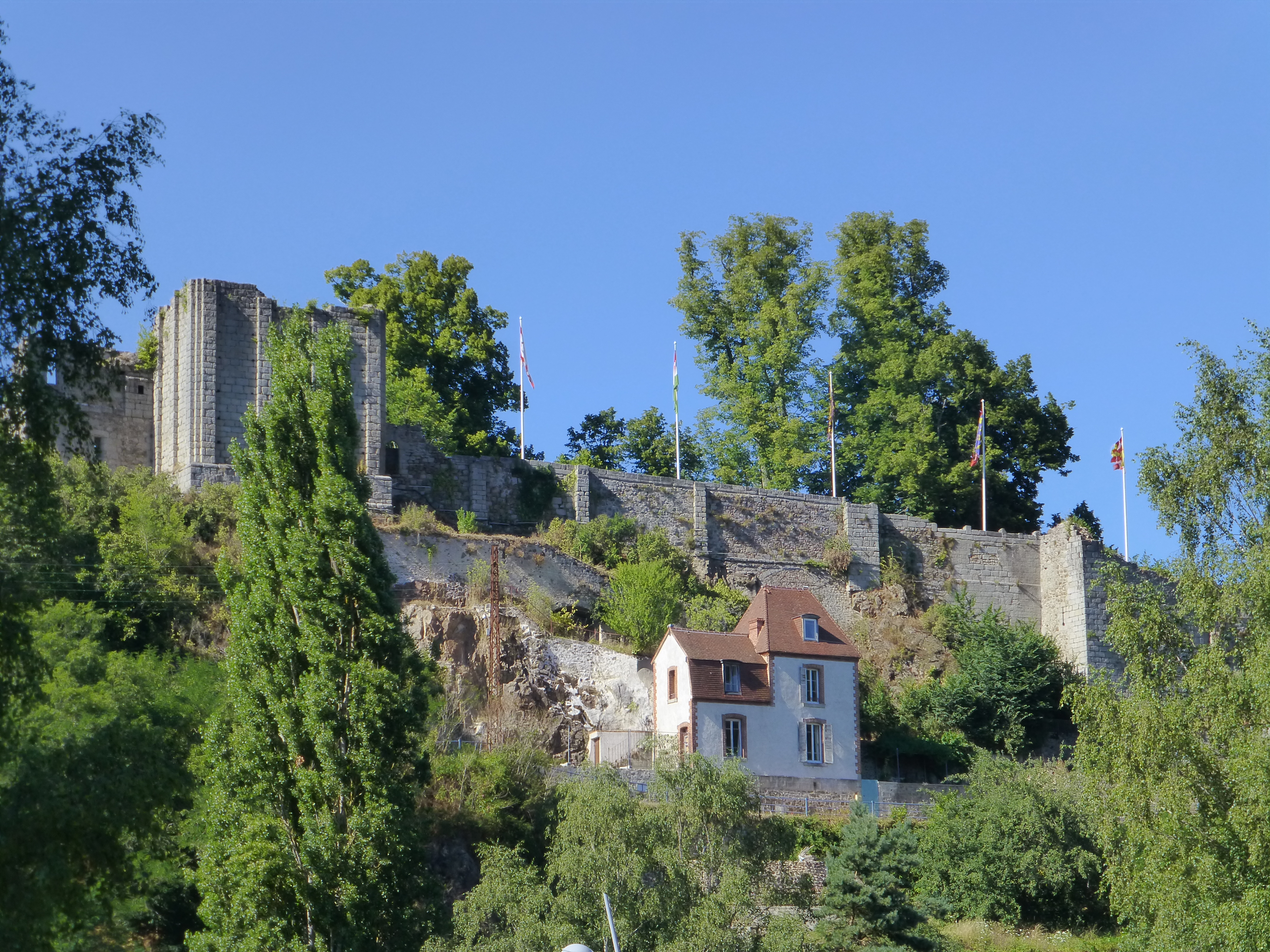
Château d'Aubusson
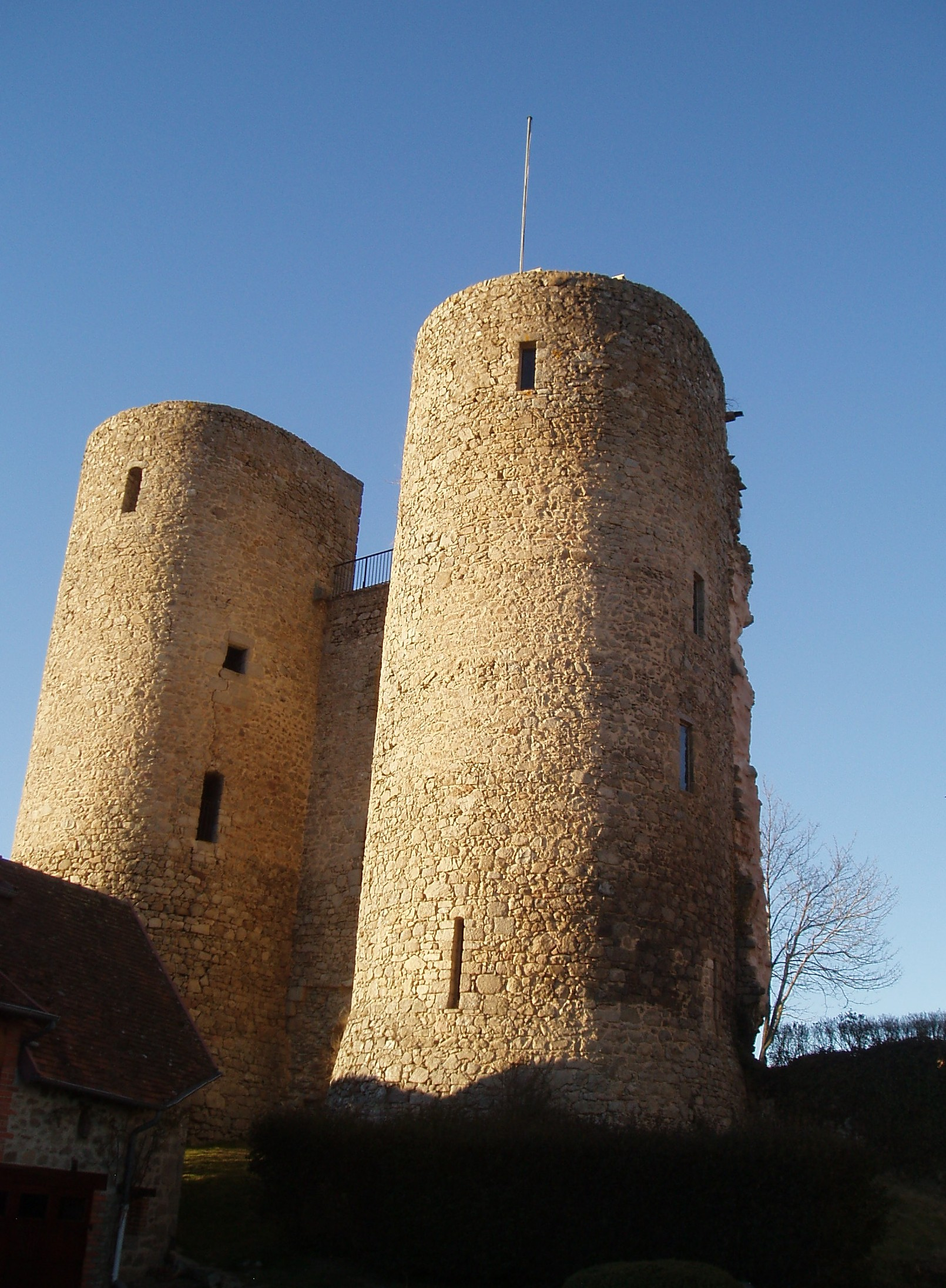
Tours du Château des Comtes d'Auvergne, à Crocq

- Saint-Goussaud
  - Lanterne des morts
- Châtelus-le-Marcheix
  - Taurion (rivière)
- Masbaraud-Mérignat
  - Taurion (rivière)
- Bourganeuf
- Faux-Mazuras
- Soubrebost
  - Parc Naturel Régional de Millevaches en Limousin
- Le Monteil-au-Vicomte (à proximité)
- Chavanat (à proximité)
  - Taurion (rivière)
- Banize
- Saint-Michel-de-Veisse
- Blessac
  - La Borne
- Aubusson
  - Creuse (rivière)
  - Château d'Aubusson
  - Cité internationale de la tapisserie
- Saint-Pardoux-le-Neuf
- Néoux
- Saint-Pardoux-d'Arnet
- Saint-Maurice-près-Crocq
- Crocq
  - Château des Comtes d'Auvergne

### Puy-de-Dôme

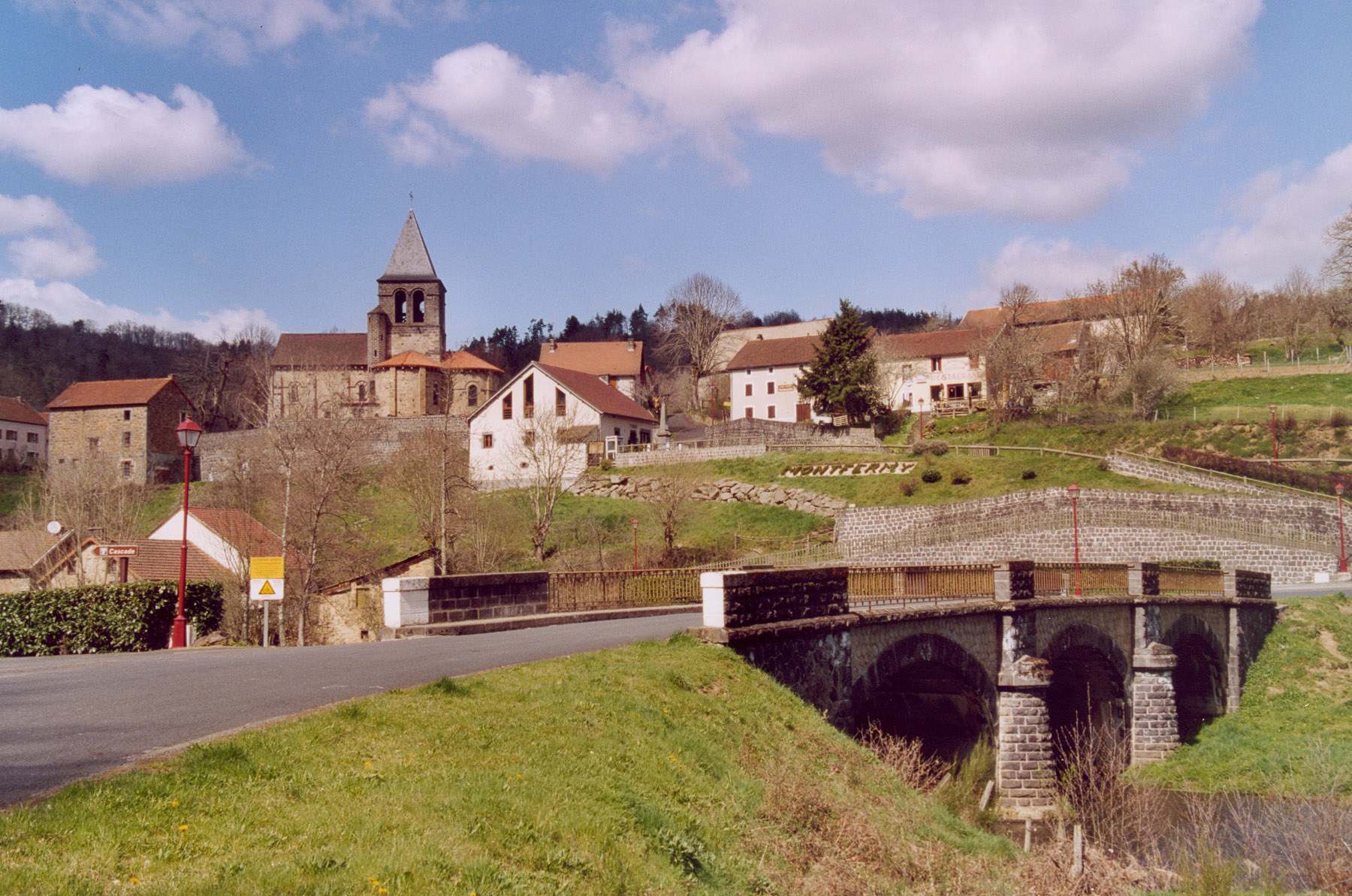
Le village de Montfermy
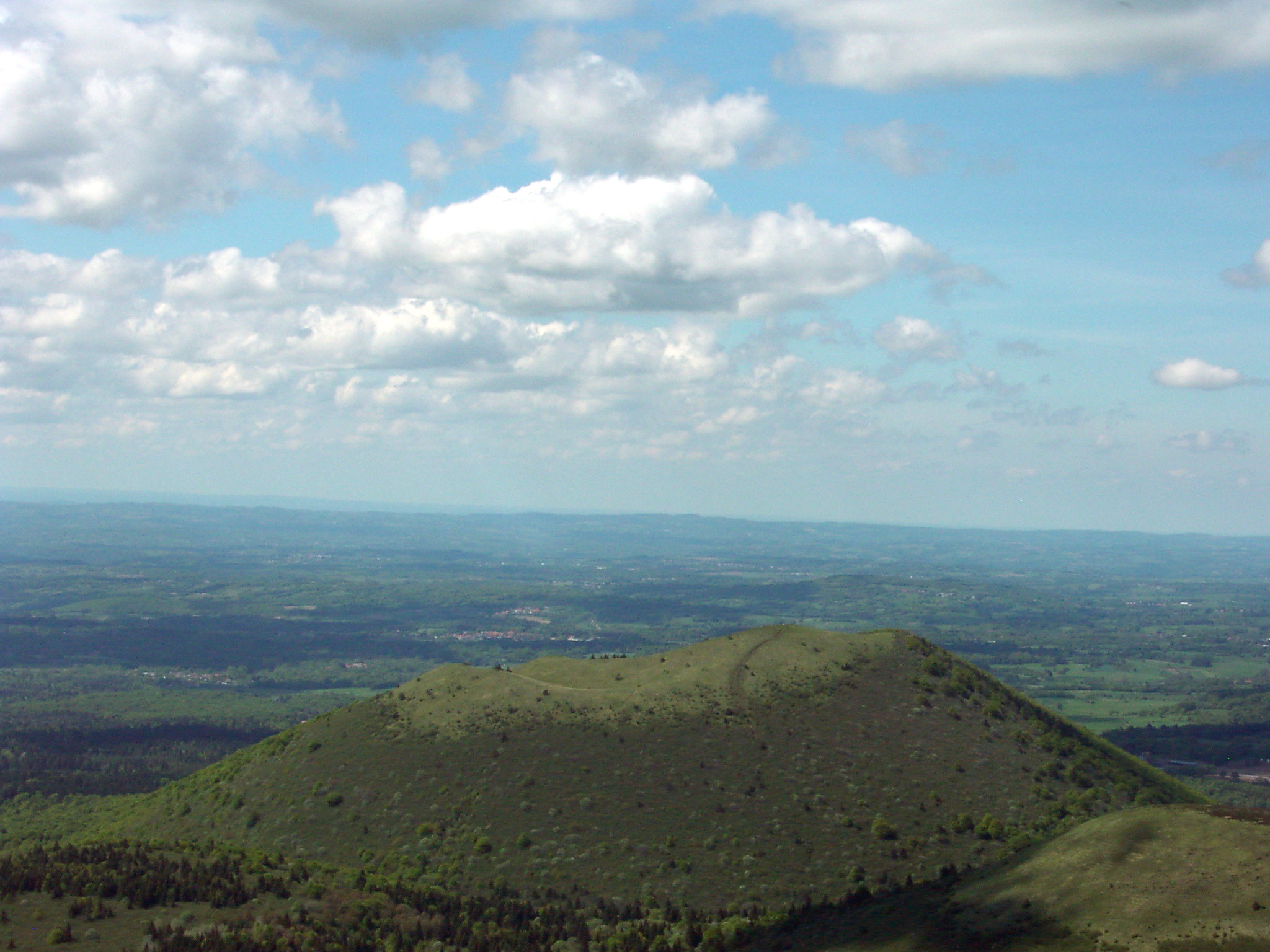
Le Puy de Côme
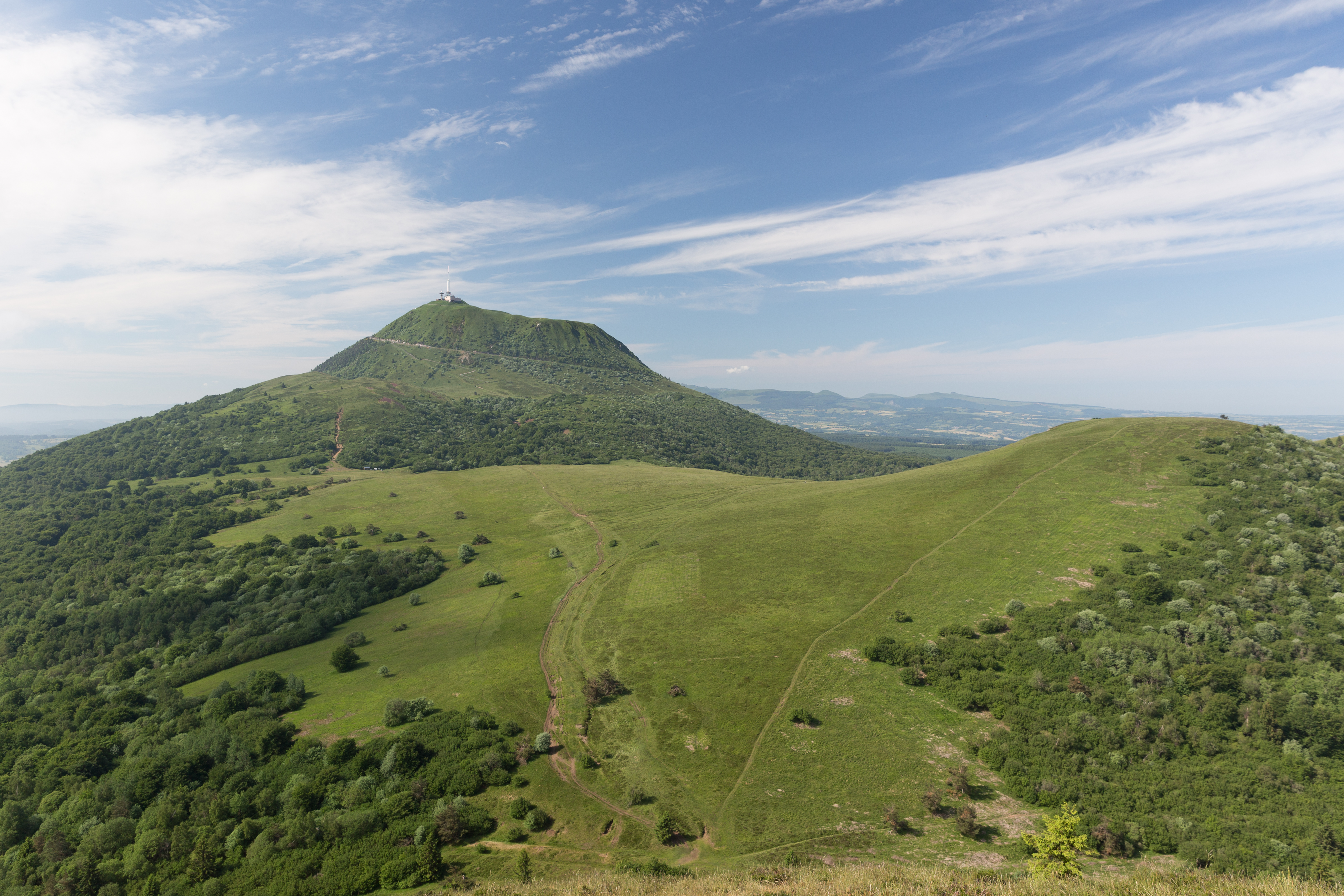
Le Puy de Dôme, vu du nord
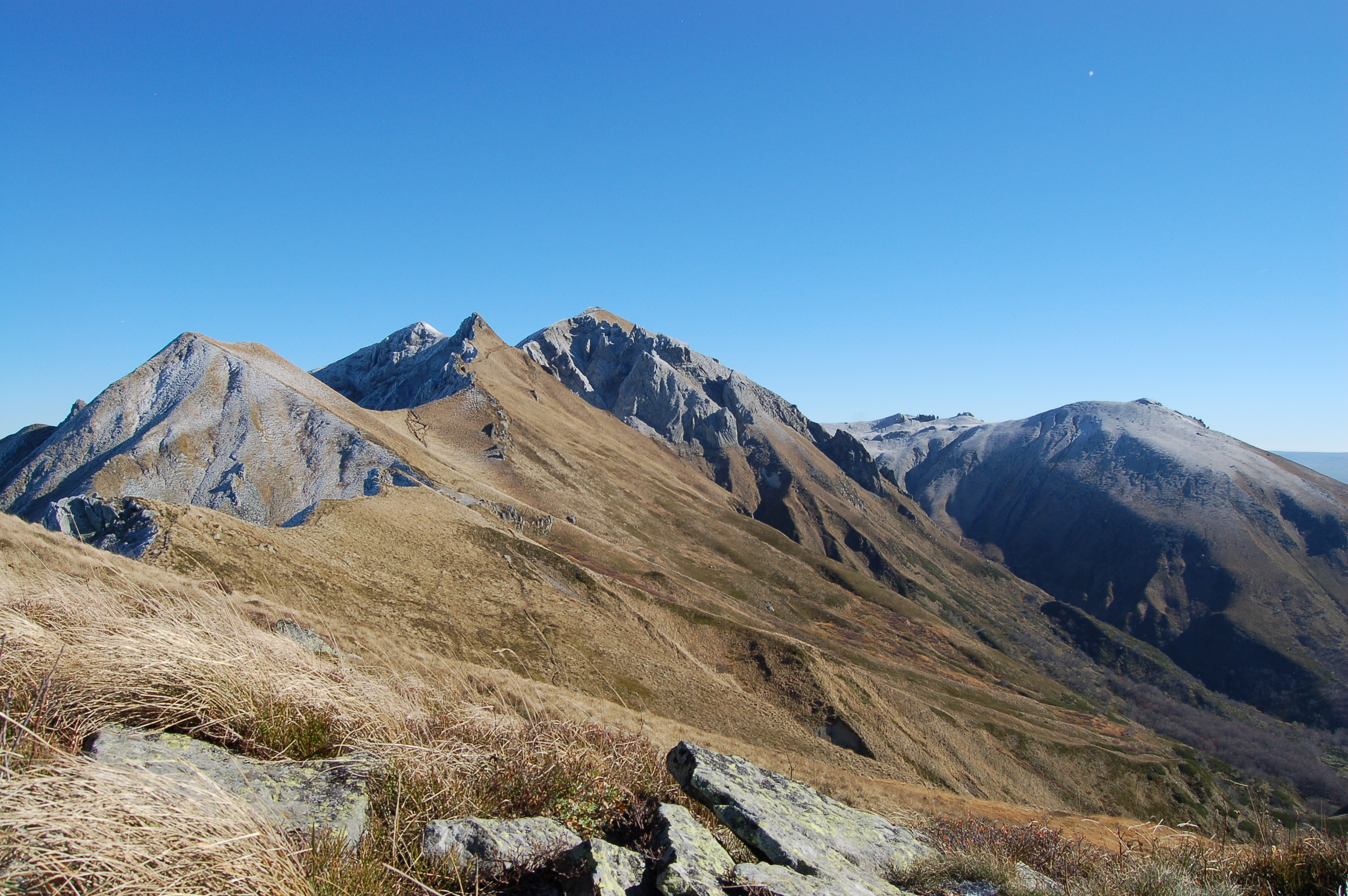
Le Puy de Sancy
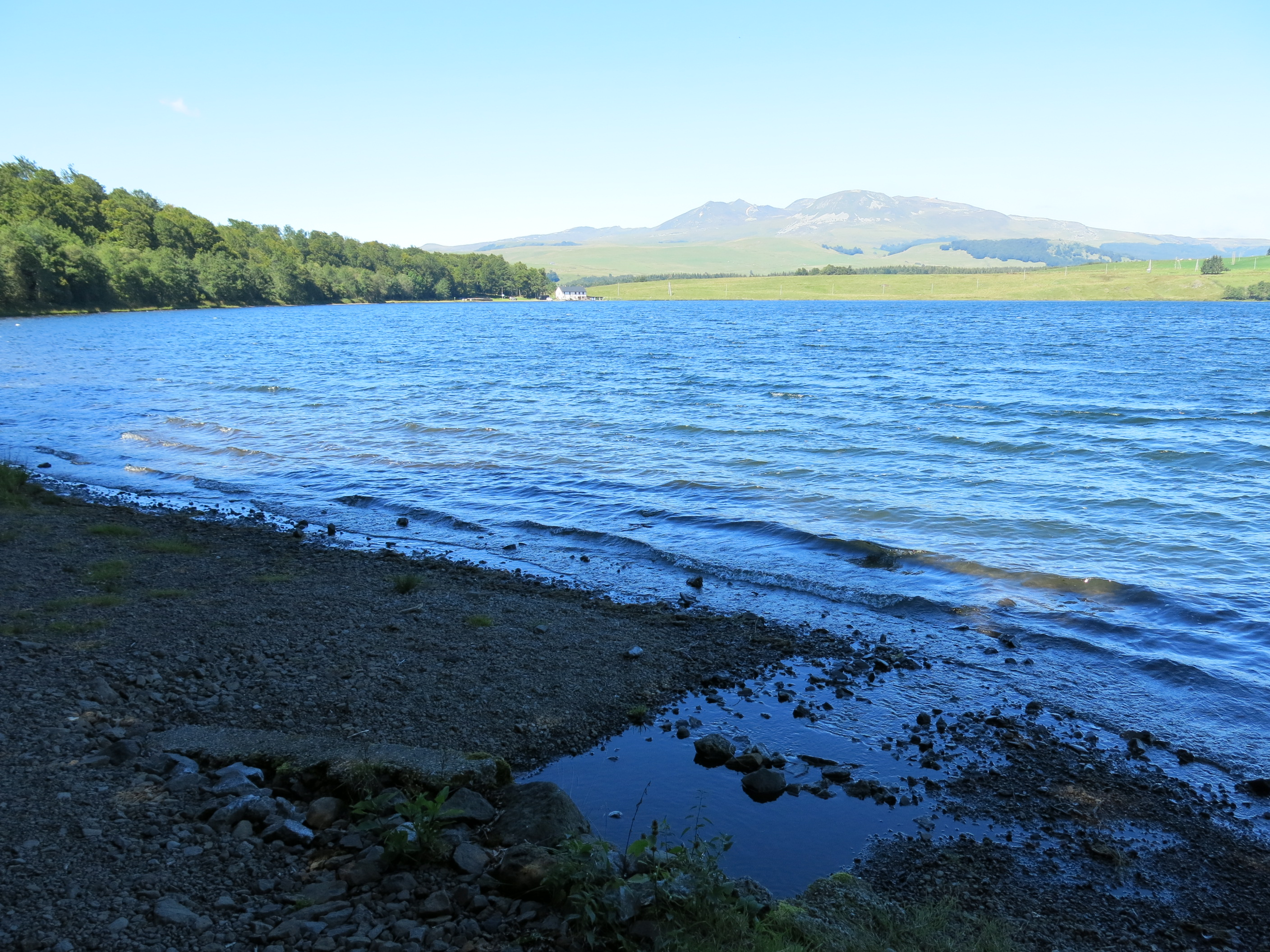
Le lac Chauvet, à Picherande

- La Celle
- Condat-en-Combraille
- Pontaumur (à proximité)
- Landogne (à proximité)
- Miremont
  - Sioulet (rivière)
- Saint-Jacques-d'Ambur
- Montfermy
  - Sioule (rivière)
- Chapdes-Beaufort (à proximité)
- Saint-Ours (à proximité)
  - Entrée dans le parc naturel régional des Volcans d'Auvergne
  - Puys Chopine et des Gouttes
  - Puy de Lemptégy (à proximité)
  - Vulcania (à proximité)
- Ceyssat (à proximité)
  - Puy-de-Côme
  - Puy de Dôme
- Saint-Genès-Champanelle (à proximité)
  - Puy-de-Lassolas
  - Puy-de-la-Vache
- Aydat (à proximité)
  - Puy-de-Vichatel
  - Lac d'Aydat (à proximité)
- Saulzet-le-Froid
- Mont-Dore (par variante)
  - Massif des Monts Dore
  - Col de la Croix-Morand
  - Col de la Croix-Saint-Robert
  - Le Mont-Dore (station, par variante)
  - Puy de Sancy (à proximité, au col de la Cabane)
  - Puy Ferrand
- Besse en Chandesse
  - Super-Besse
  - Lac Pavin (à proximité)
- Picherande (à proximité)
  - Lac Chauvet
- Égliseneuve-d'Entraigues

### Cantal

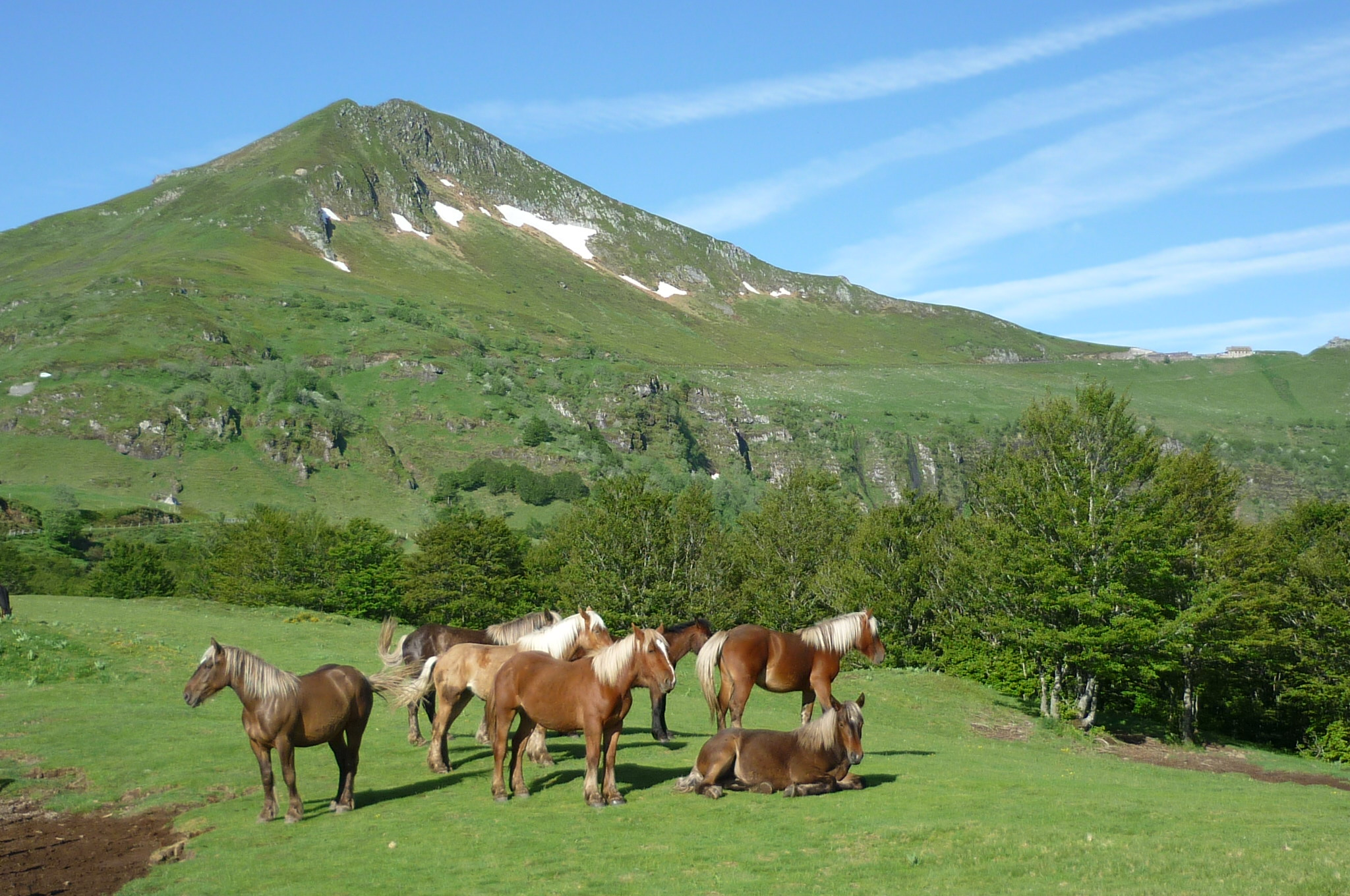
Le Puy Mary
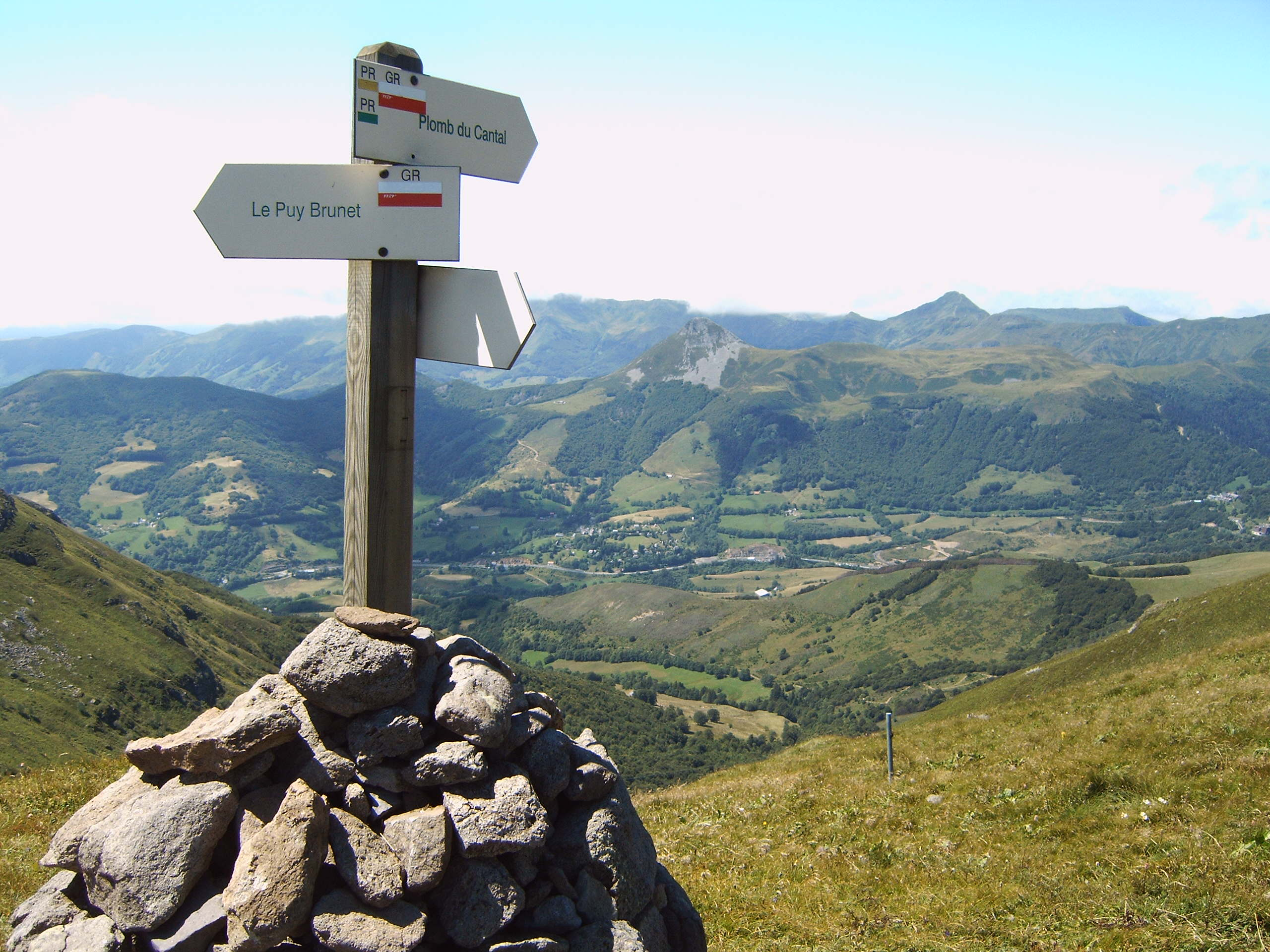
Sommet du Plomb du Cantal, avec vue sur le Puy Griou
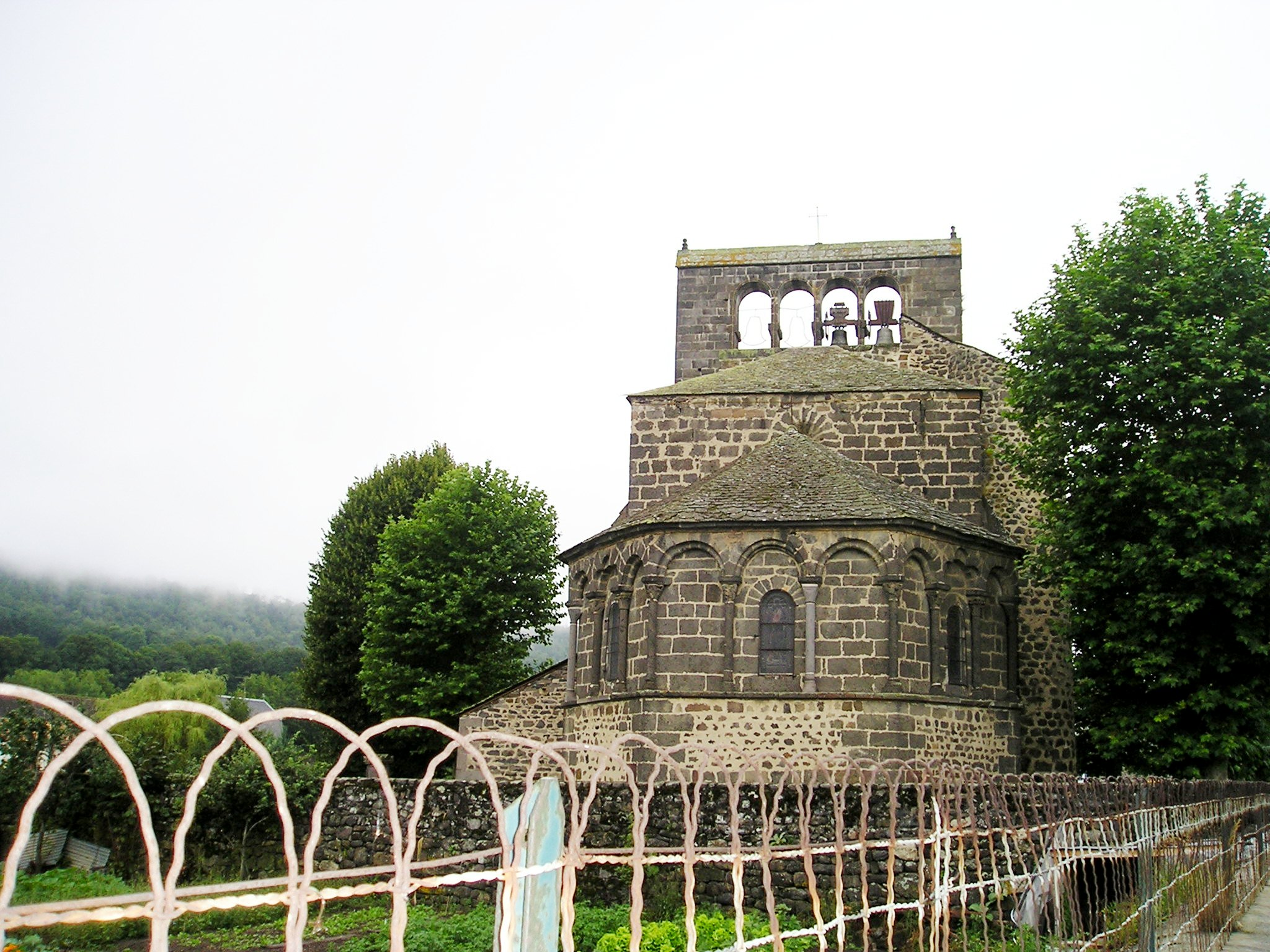
Église de Roffiac
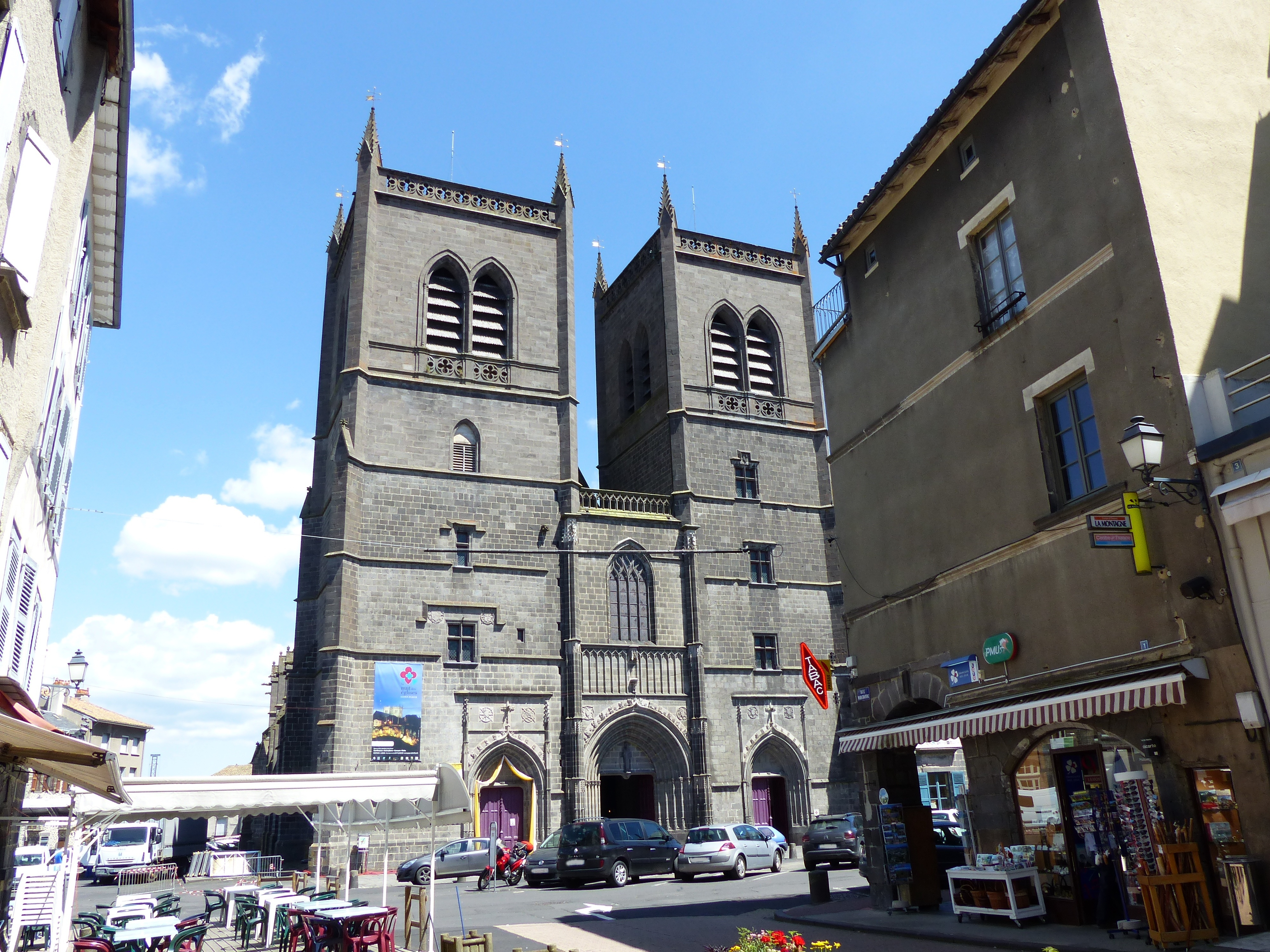
Cathédrale Saint-Pierre de Saint-Flour
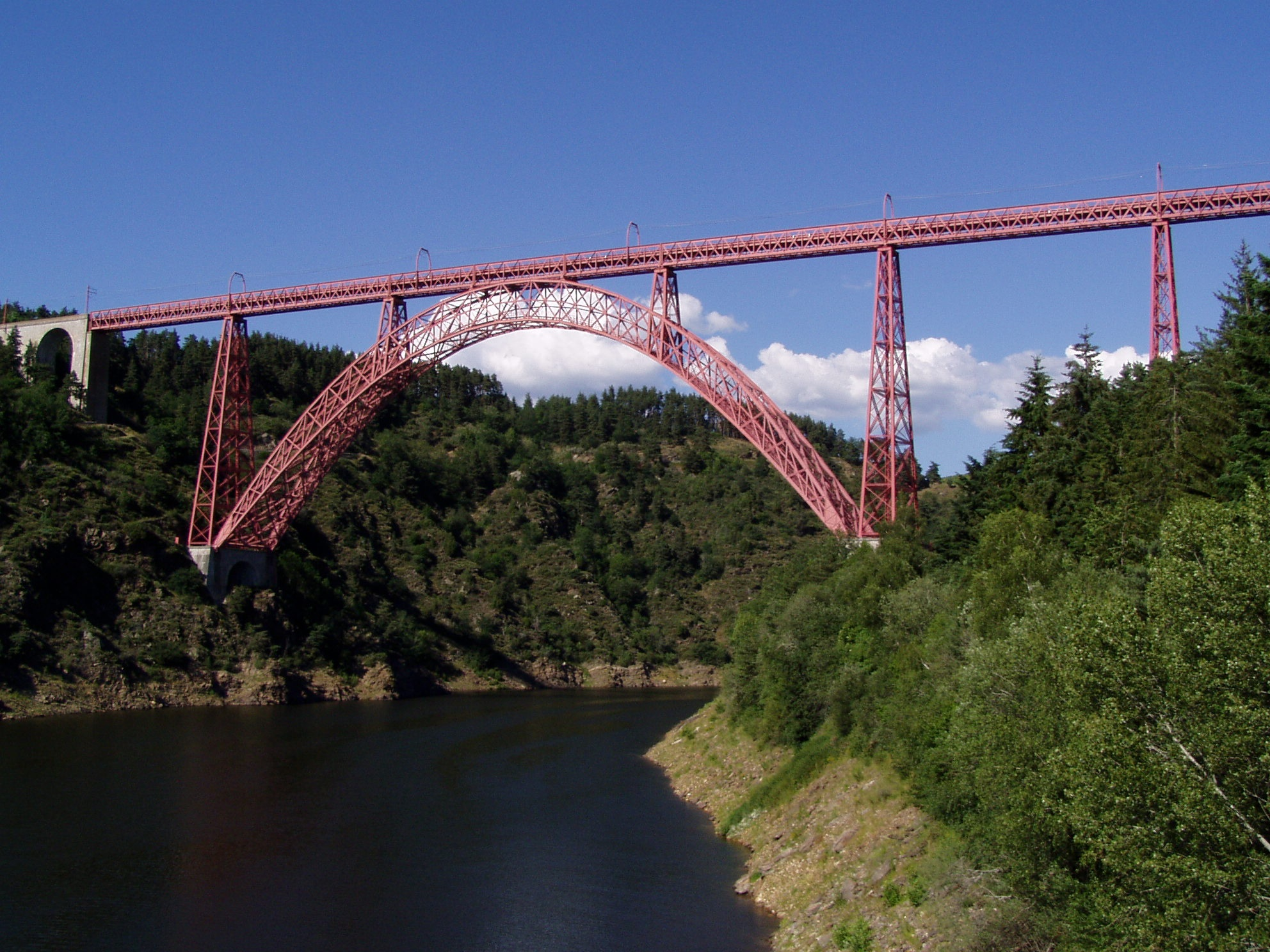
Le viaduc de Garabit

- Montboudif (à proximité)
- Condat
  - Grande Rhue (rivière)
  - Santoire (rivière)
- Lugarde
  - Gentiane express
- Saint-Saturnin
  - Plateau du Limon
- Dienne (à proximité)
- Lavigerie (à proximité)
  - Puy Mary
  - Puy de Peyre Arse
- Le Lioran
  - Plomb du Cantal
- Albepierre (variante évitant le bourg)
  - Col de Prat de Bouc
- Valuéjols
  - Sortie du parc naturel régional des Volcans d'Auvergne
- Roffiac (à proximité)
  - Ander (rivière)
- Andelat
- Saint-Flour
  - Ander (rivière)
  - Chemin des chèvres 330 marches
  - Cathédrale Saint-Pierre de Saint-Flour
- Saint-Georges
- Ruynes-en-Margeride (par variante)
  - Viaduc de Garabit (à proximité)
- Lorcières (à proximité)

### Lozère

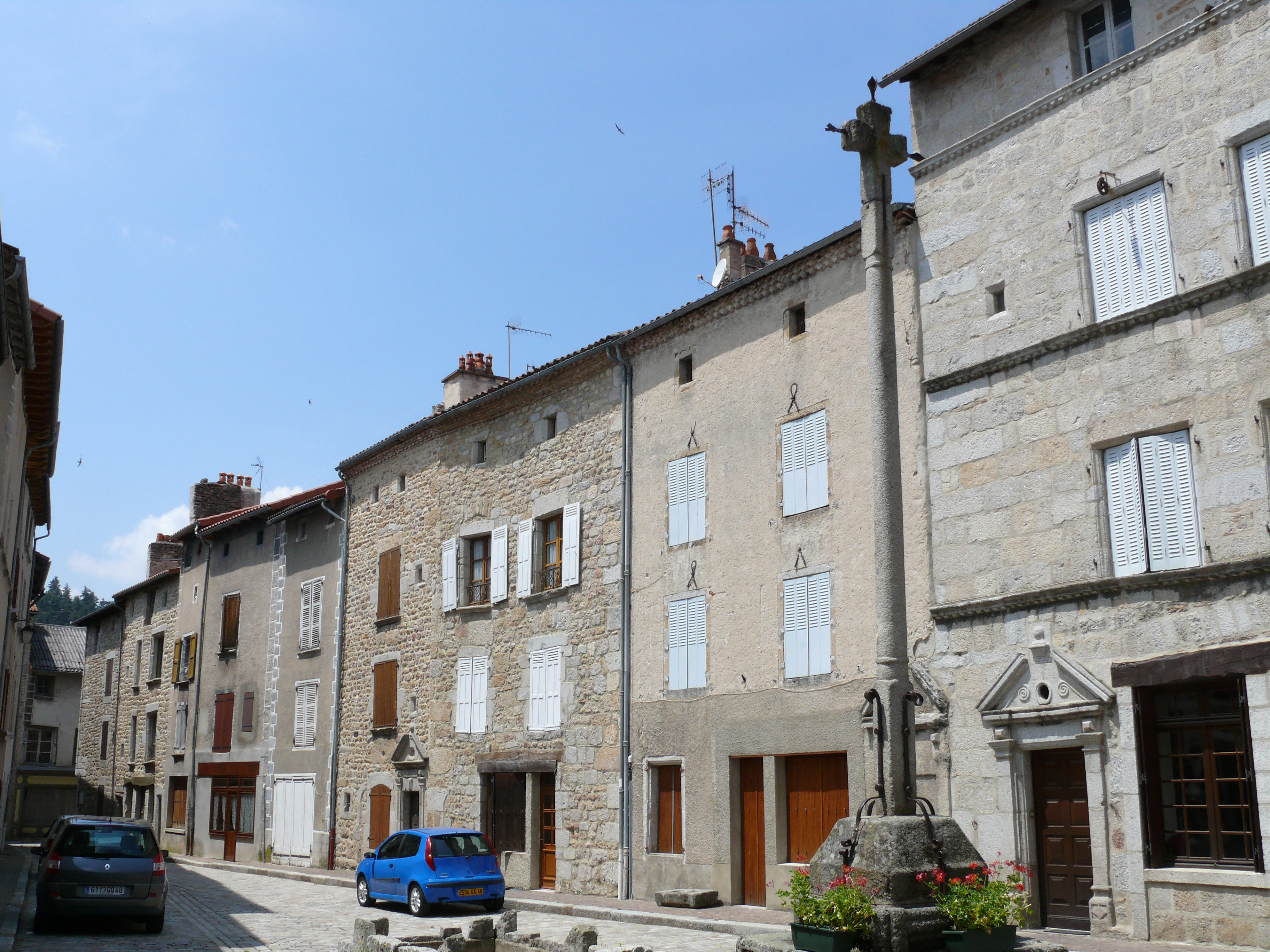
Place du Marché, au Malzieu-Ville
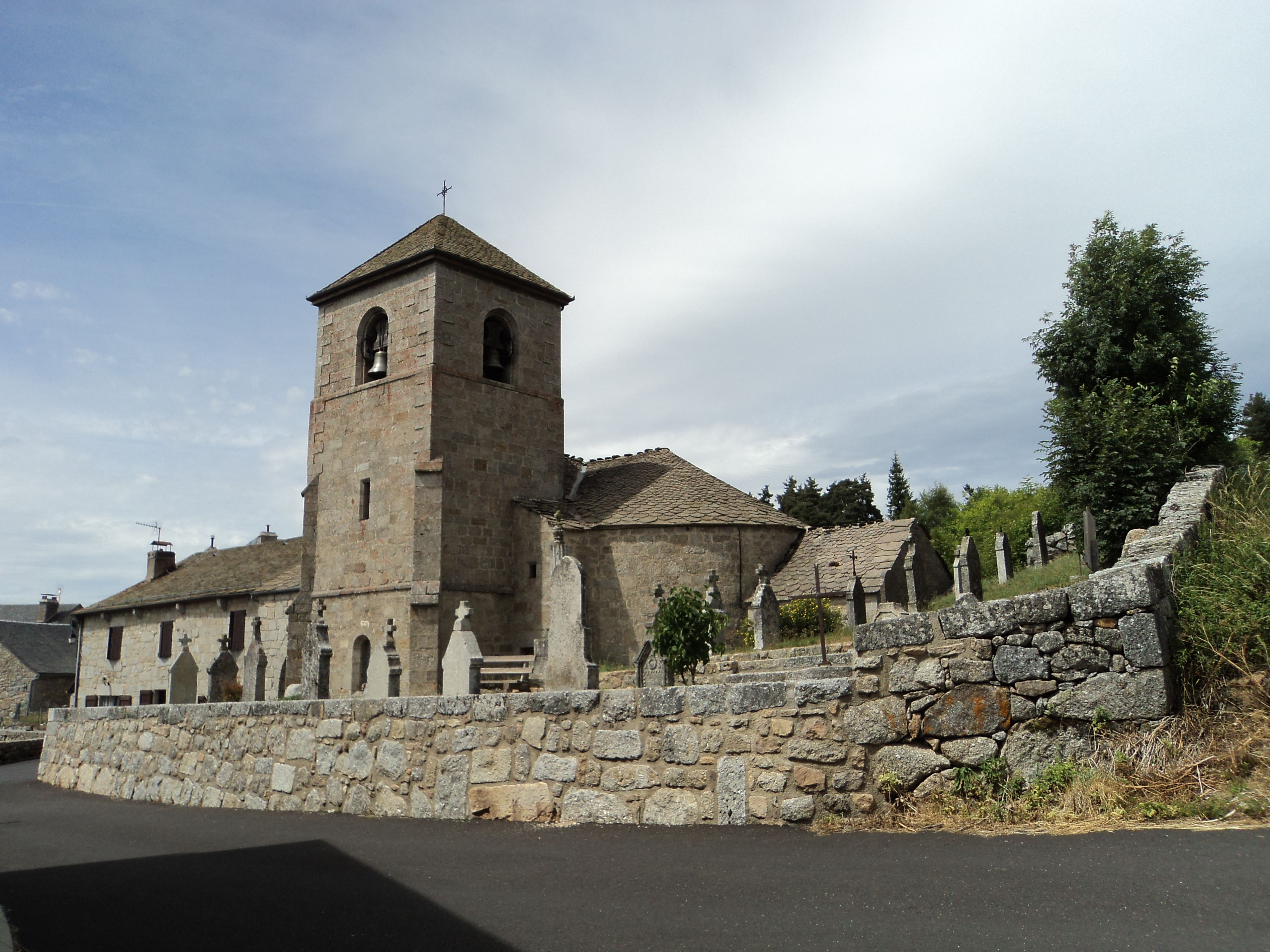
Église Saint-Roch à Lajo
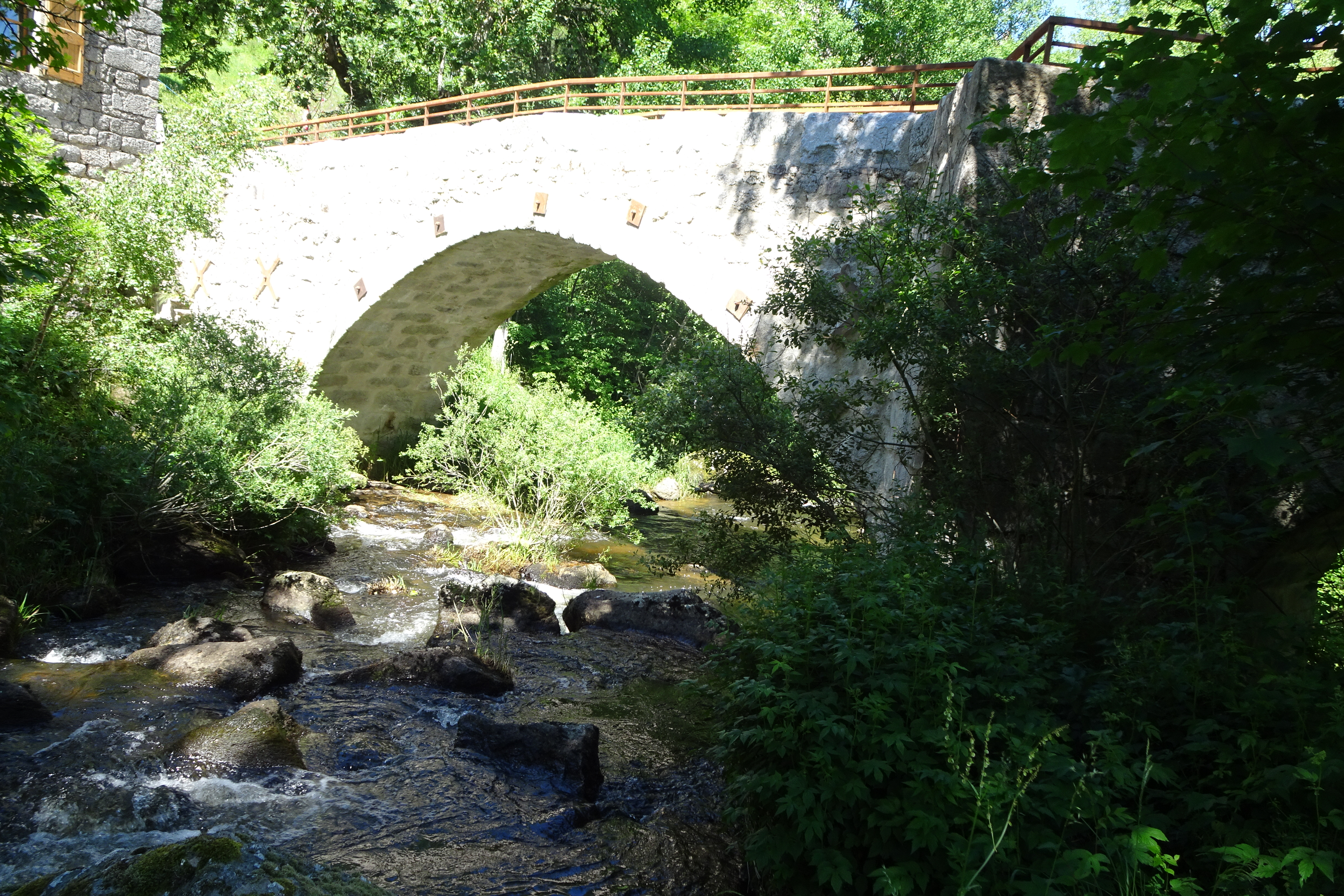
Pont romain à Grandrieu
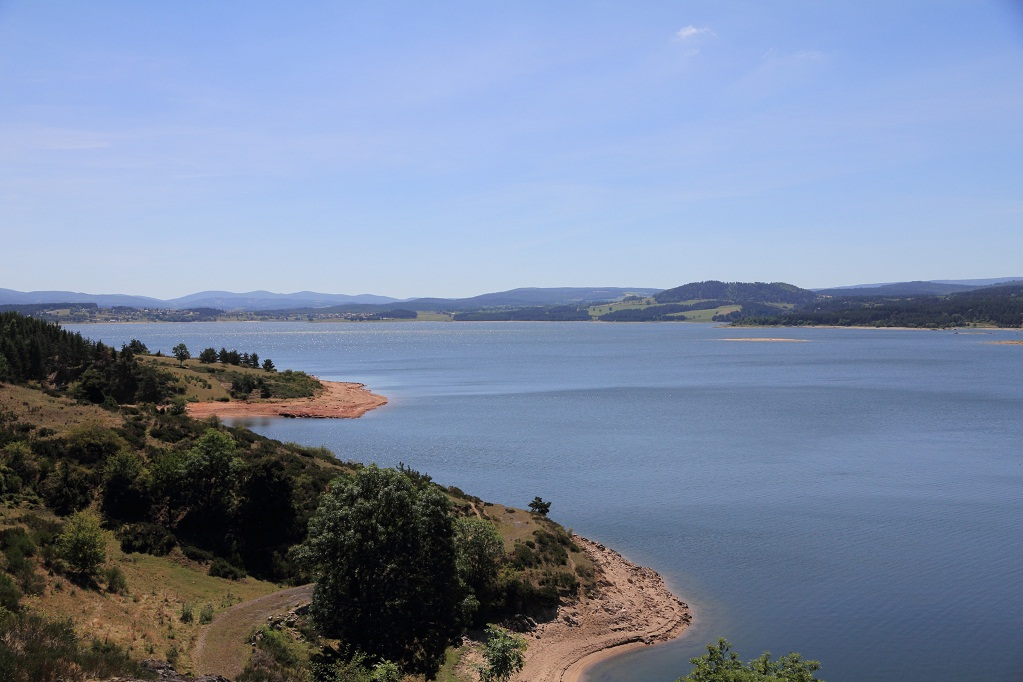
Vue du lac de Naussac
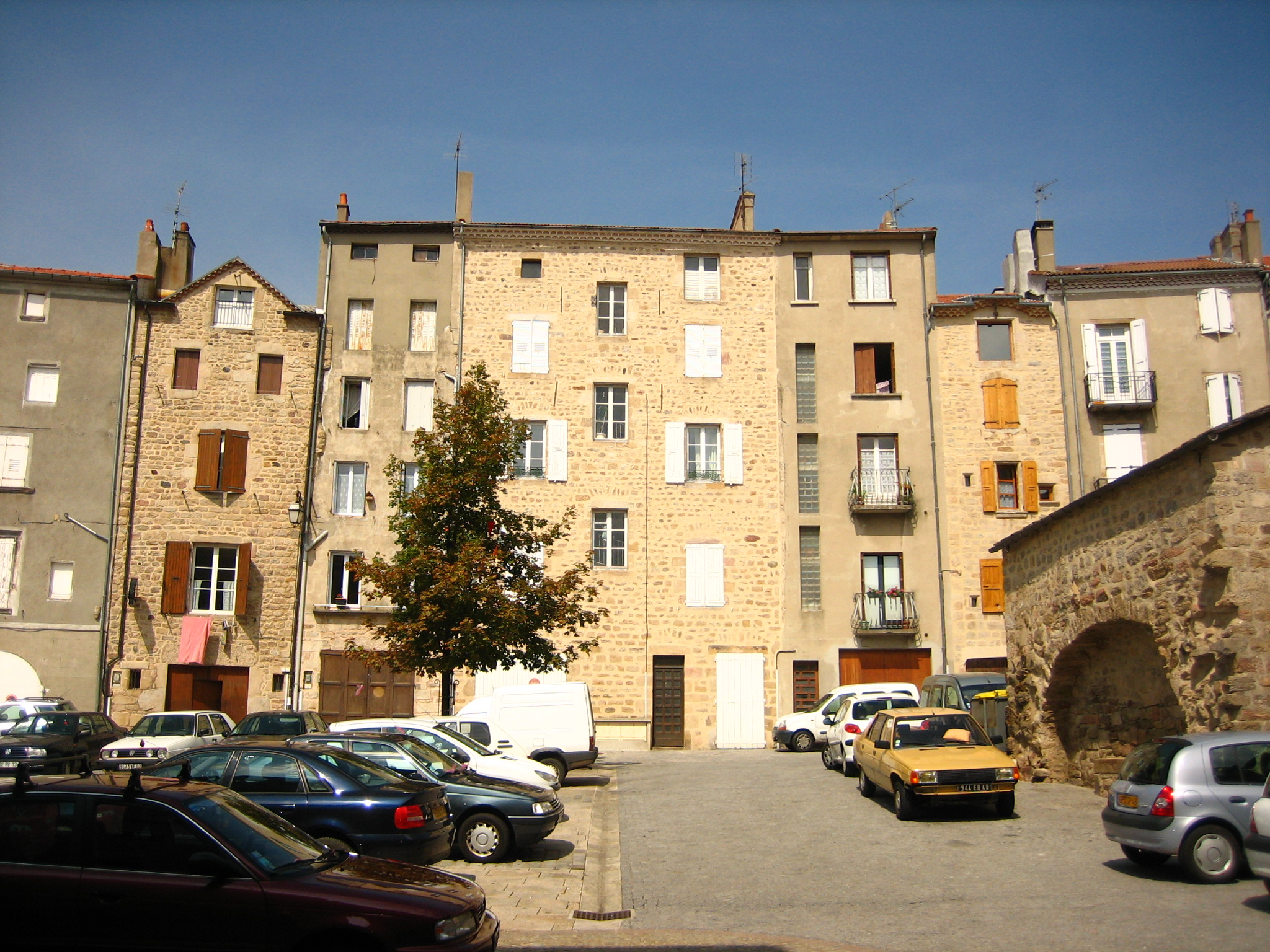
Bourg de Langogne

- Chaulhac
- Saint-Léger-du-Malzieu
  - Truyère (rivière)
- Le Malzieu-Ville
  - Truyère (rivière)
- Le Malzieu-Forain
- Lajo
- Sainte-Eulalie

Variante de Lajo à Saint-Paul-le-Froid
- Le Chayla d'Ance (à proximité)

Tracé principal
- Saint-Paul-le-Froid
- Grandrieu
  - Grandrieu (rivière)
- Auroux
  - Chapeauroux (rivière)
- Langogne
  - Lac de Naussac
- Naussac
- Langogne
  - Allier (rivière)

### Ardèche

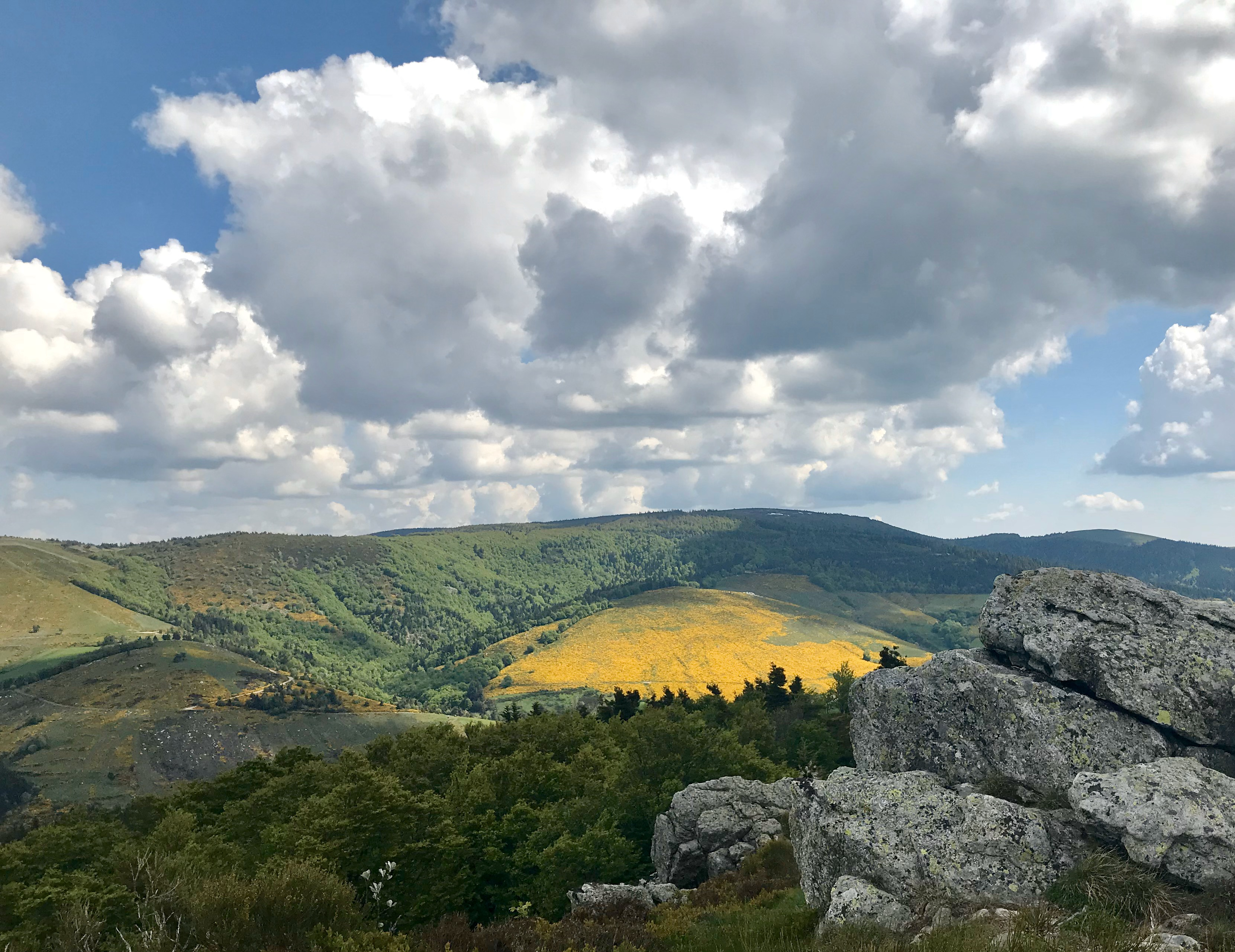
Monts du Vivarais
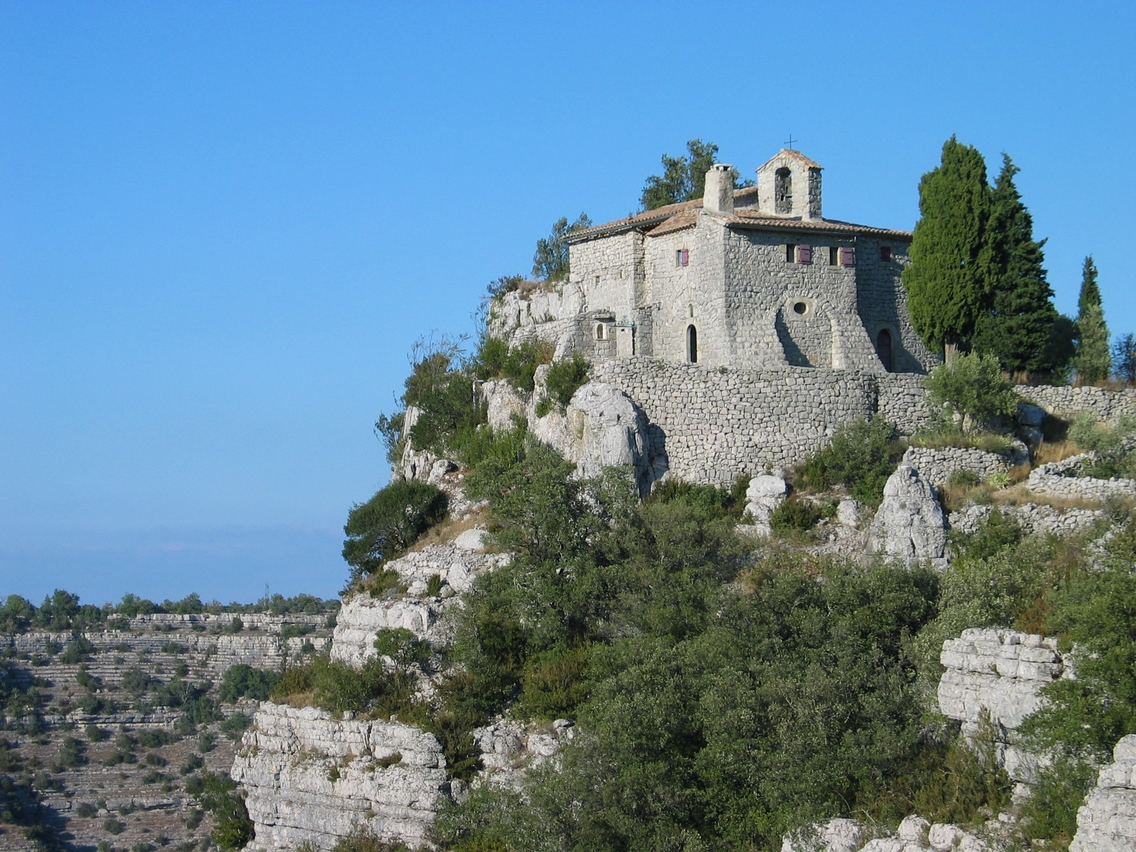
Ermitage Saint-Eugène, aux Vans
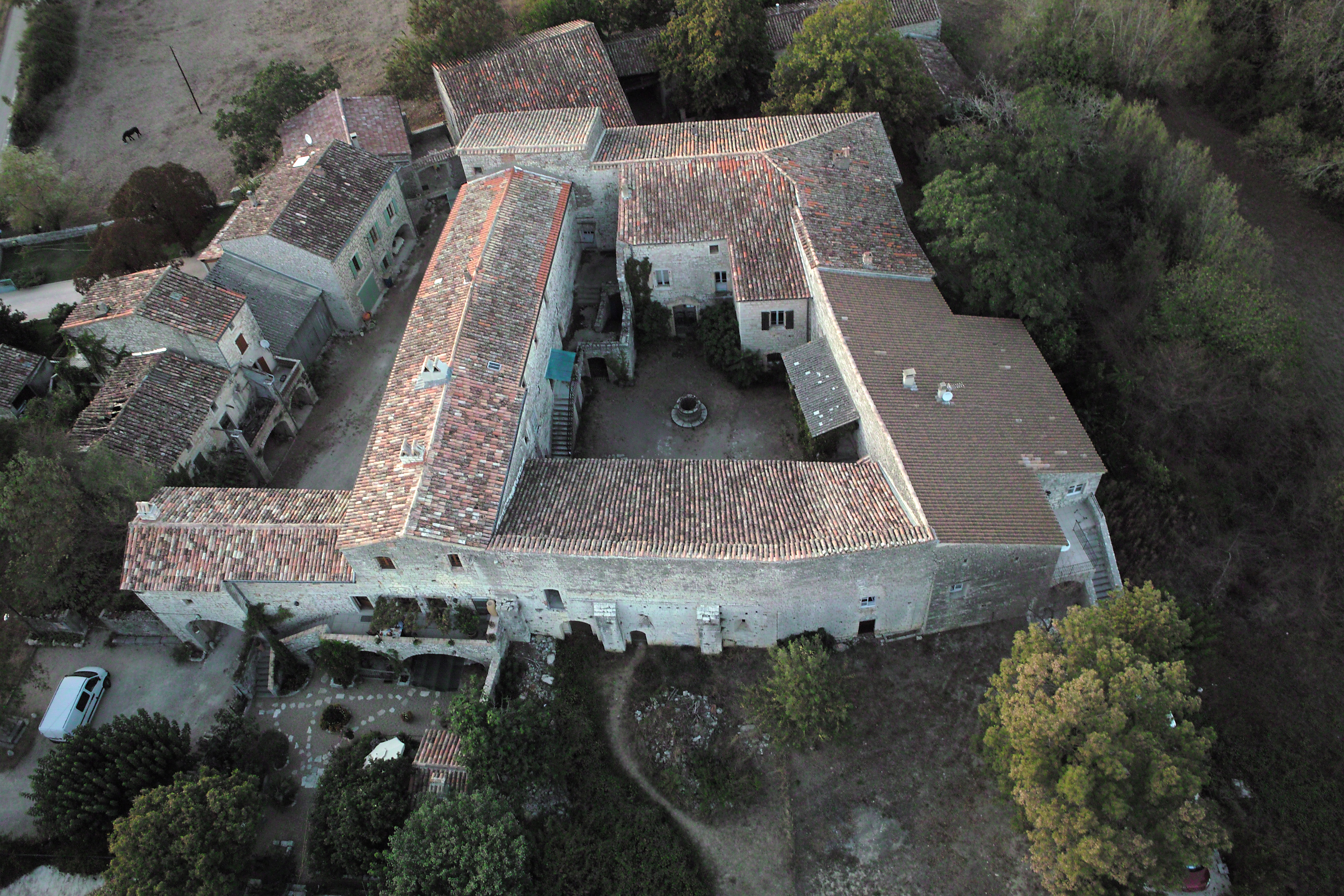
Commanderie templière de Jalès
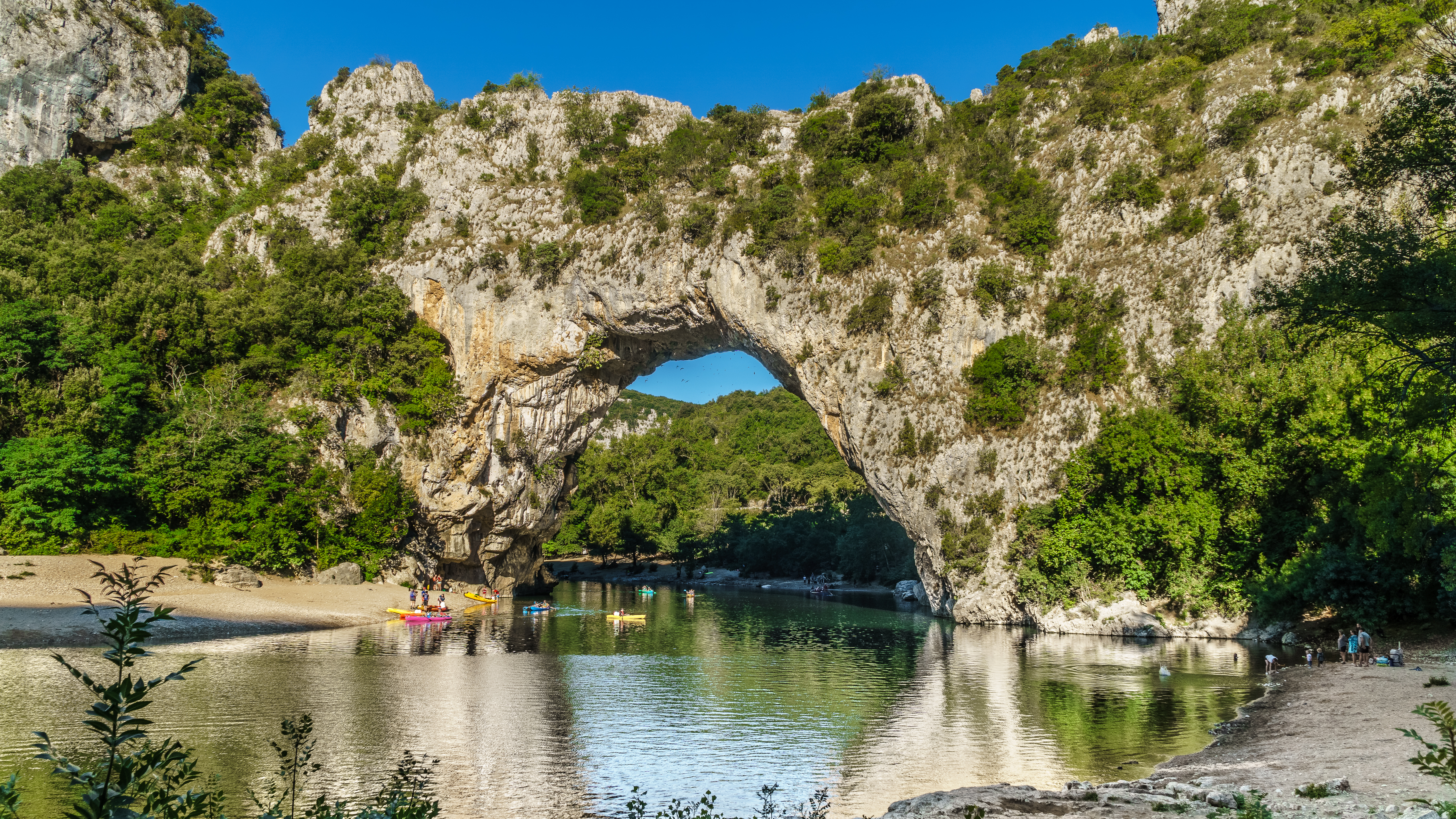
Le Pont d'Arc, dans les Gorges de l'Ardèche
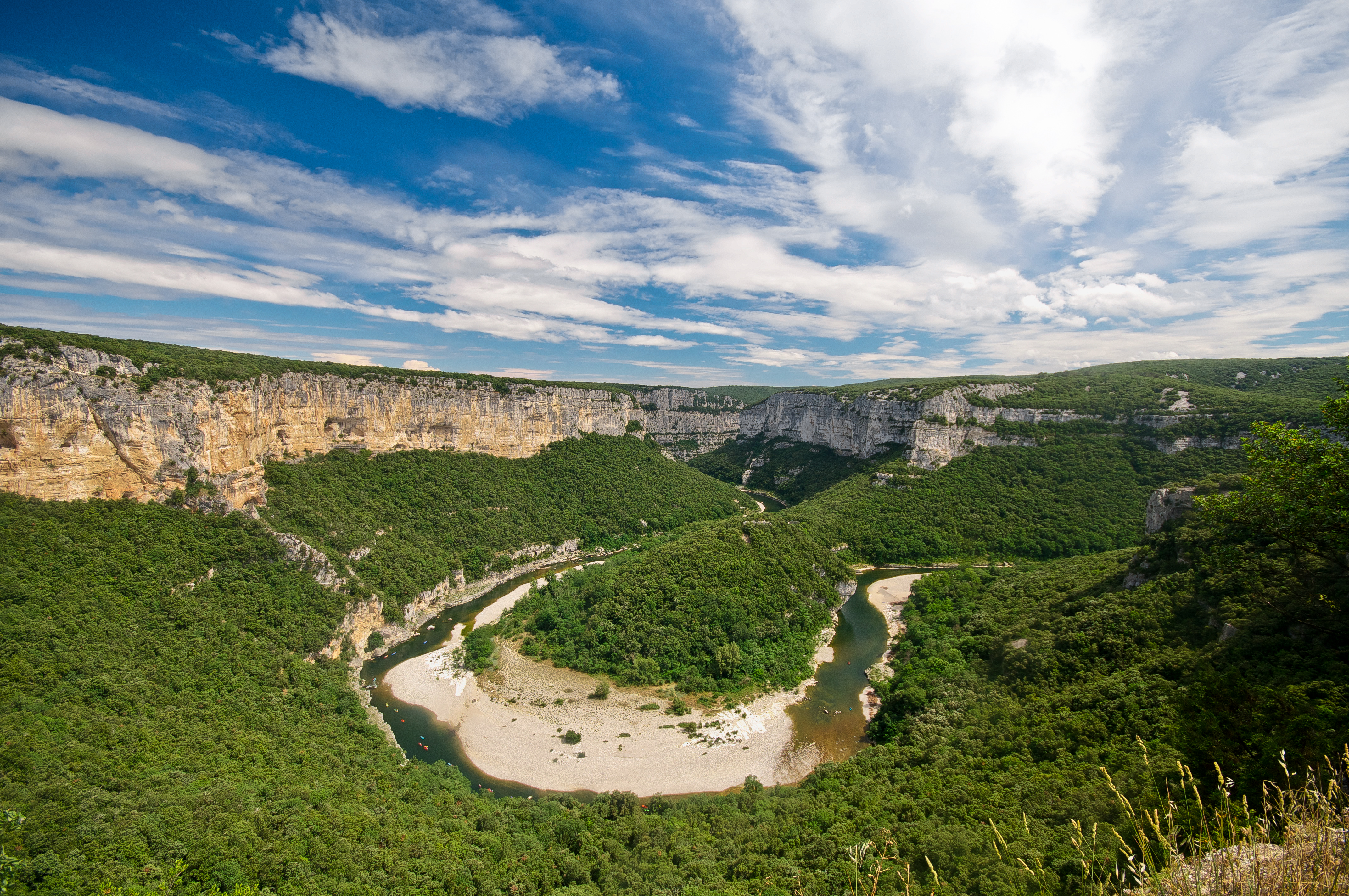
Les gorges de l'Ardèche

- Lespéron (à proximité)
- Le Plagnal
- Loubaresse
  - Entrée dans le Parc Naturel Régional des Monts d'Ardèche
- Monselgues
- Malarce-sur-la-Thines
  - Thines
  - Malarce
- Les Salleles
  - Chassezac (rivière)
- Les Vans
  - Ermitage Saint-Eugène
  - Chassezac (rivière)
- Berrias-et-Casteljau
  - Commanderie de Jalès (à proximité)
- Maison Neuve (à proximité)
- Grospierres (à proximité)
- Salavas
  - Ardèche (rivière)
- Labastide-de-Virac
  - Gorges de l'Ardèche

Variante de Salavas à Bourg-Saint-Andéol
- Vallon-Pont-d'Arc
  - Gorges de l'Ardèche
  - Pont-d'Arc
  - Grotte Chauvet (à proximité)
- Saint-Remèze
- Bidon
- Bourg-Saint-Andéol (liaison avec le tracé principal par le GR42 en direction de Saint-Martin-d'Ardèche)

### Gard

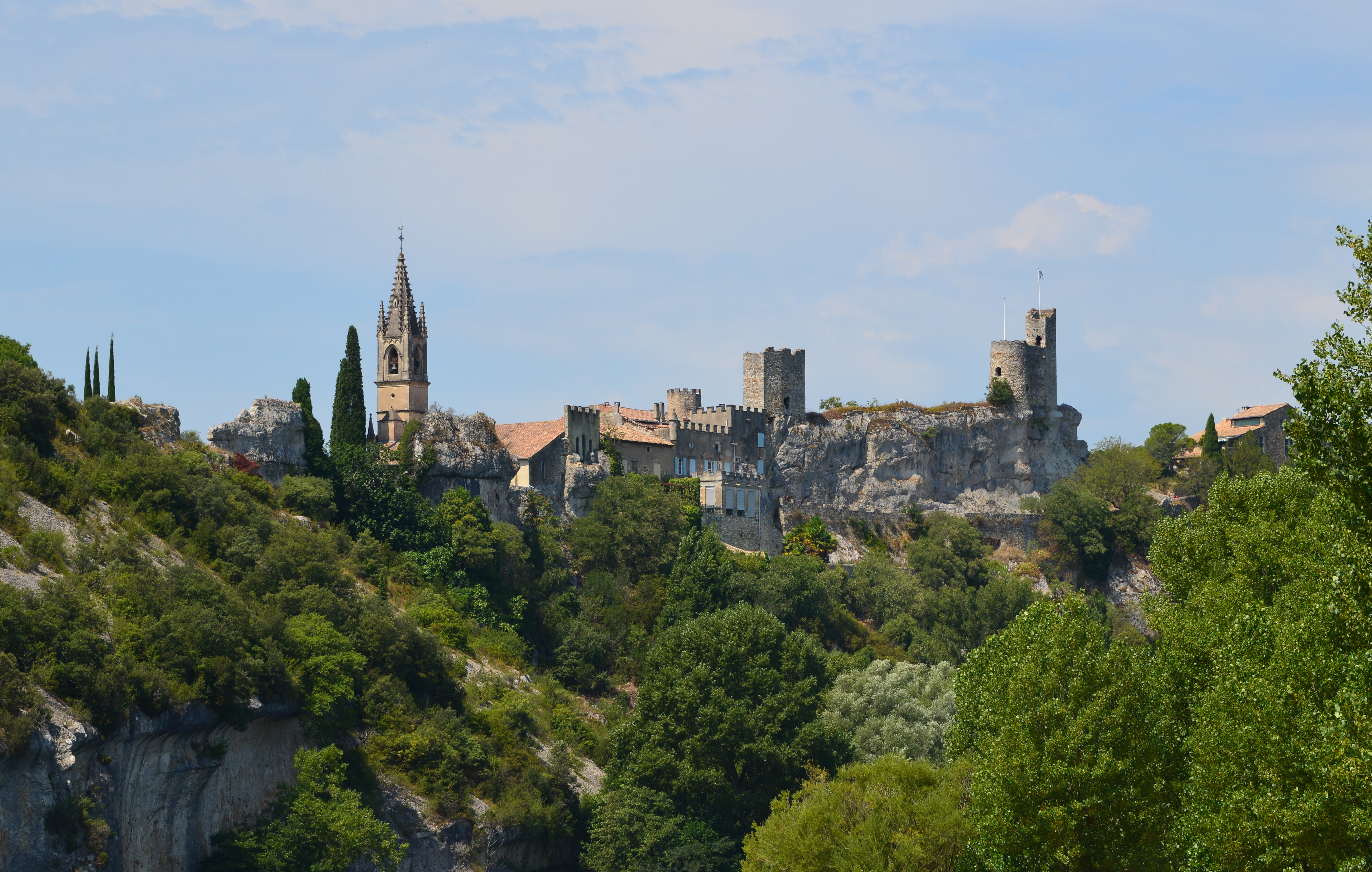
Le village d'Aiguèze surplombant l'Ardèche
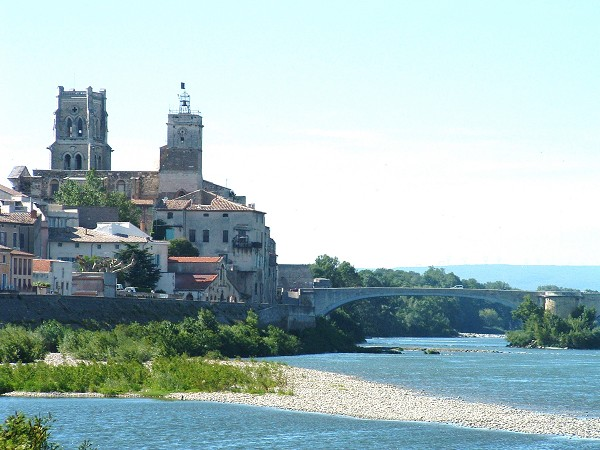
Pont-Saint-Esprit
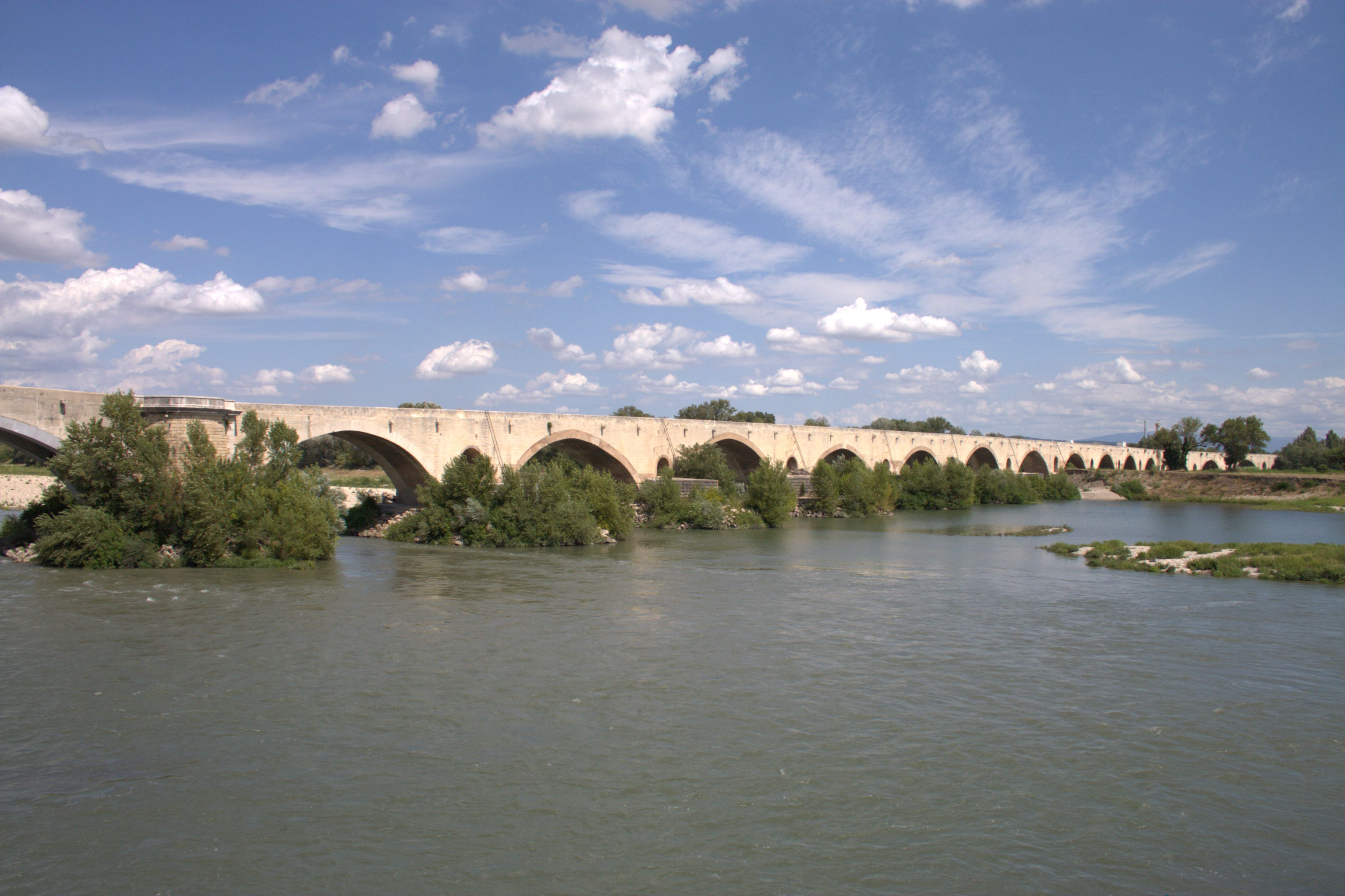
Le pont médiéval franchissant le Rhône, à Pont-Saint-Esprit

- Aiguèze
- Saint-Martin-d'Ardèche (à proximité)
  - Ardèche (rivière)
- Saint-Julien-de-Peyrolas
- Saint-Paulet-de-Caisson
- Pont-Saint-Esprit
  - Église Saint-Saturnin de Pont-Saint-Esprit
  - Pont du Saint-Esprit
  - Rhône (fleuve)

### Vaucluse

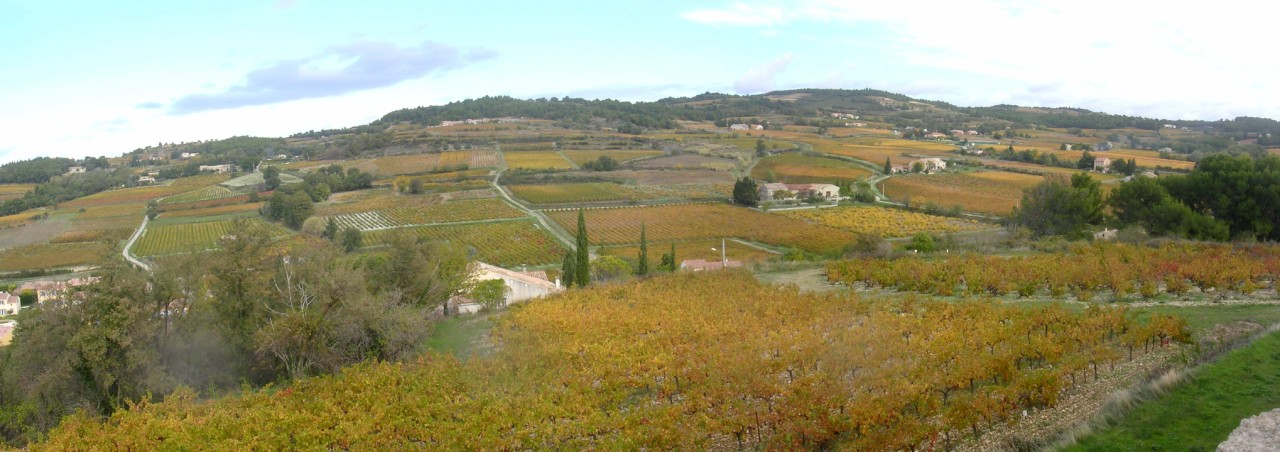
Vignoble à Cairanne
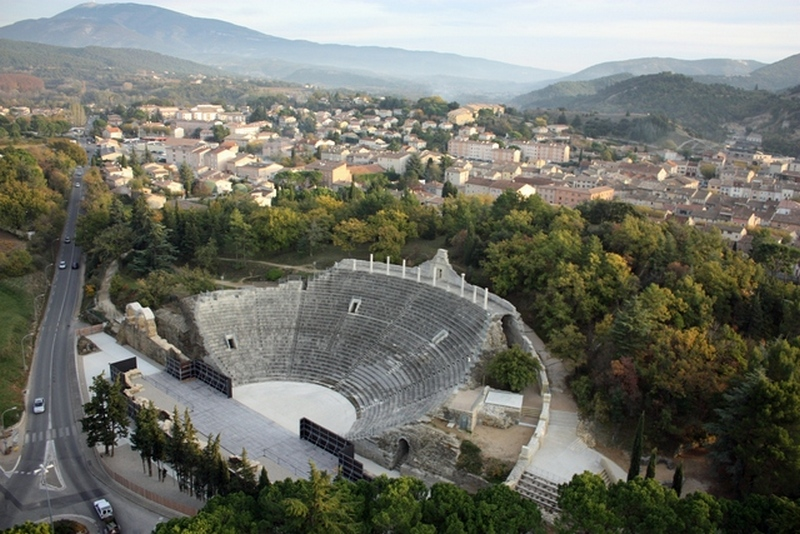
Théâtre de Vaison-la-Romaine
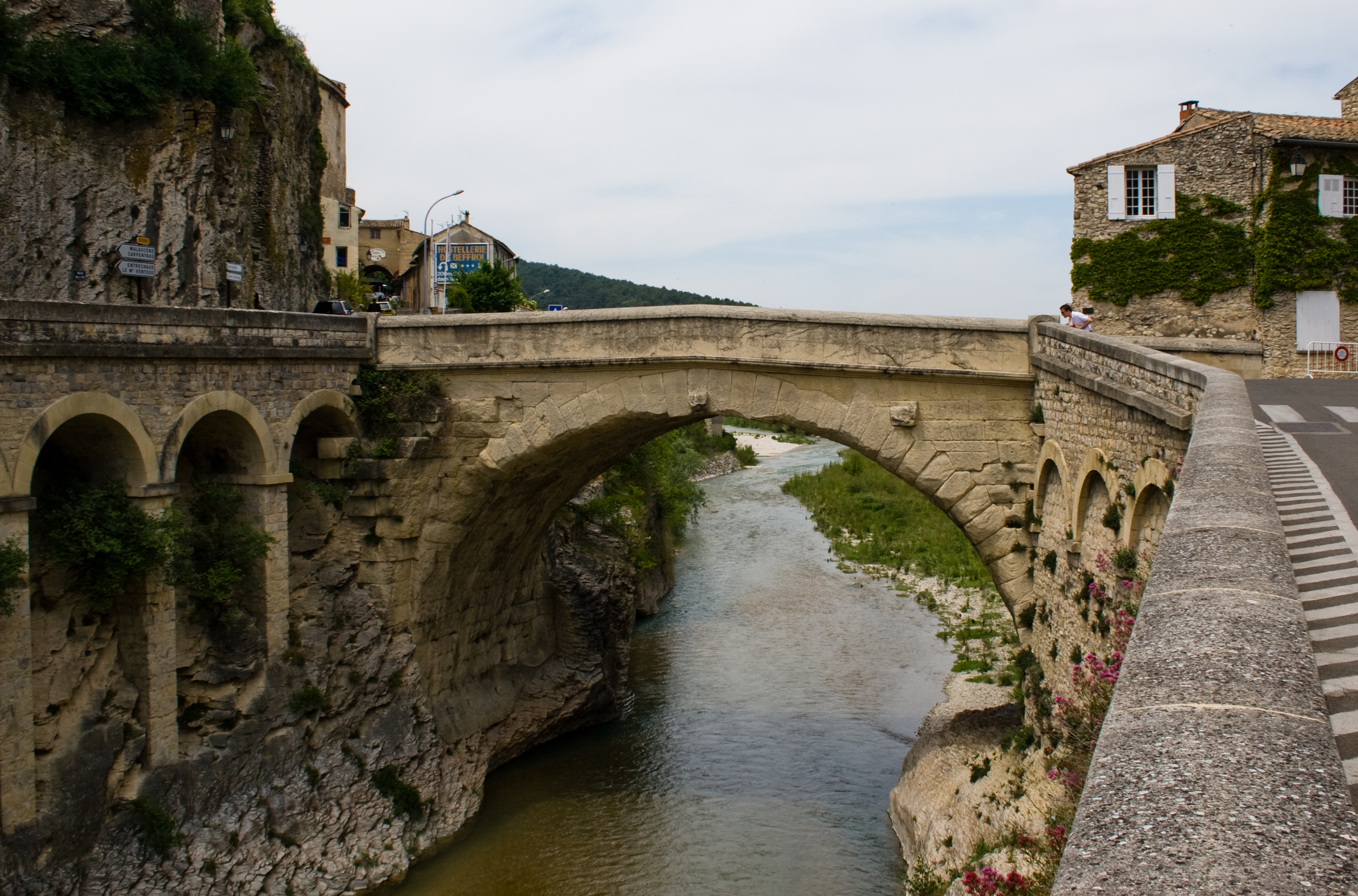
Pont romain de Vaison-la-Romaine
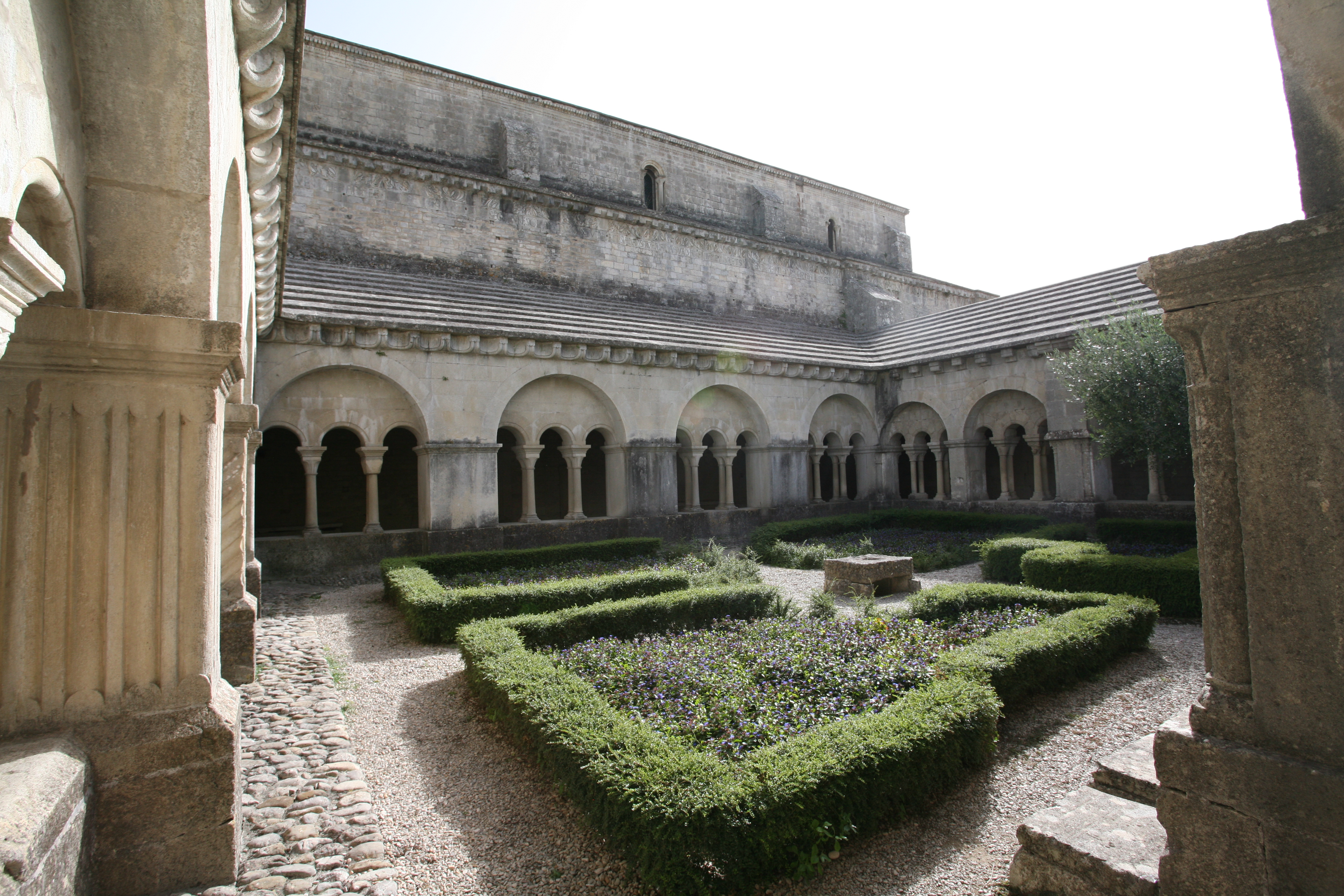
Cloître de la Cathédrale Notre-Dame de Nazareth à Vaison-la-Romaine
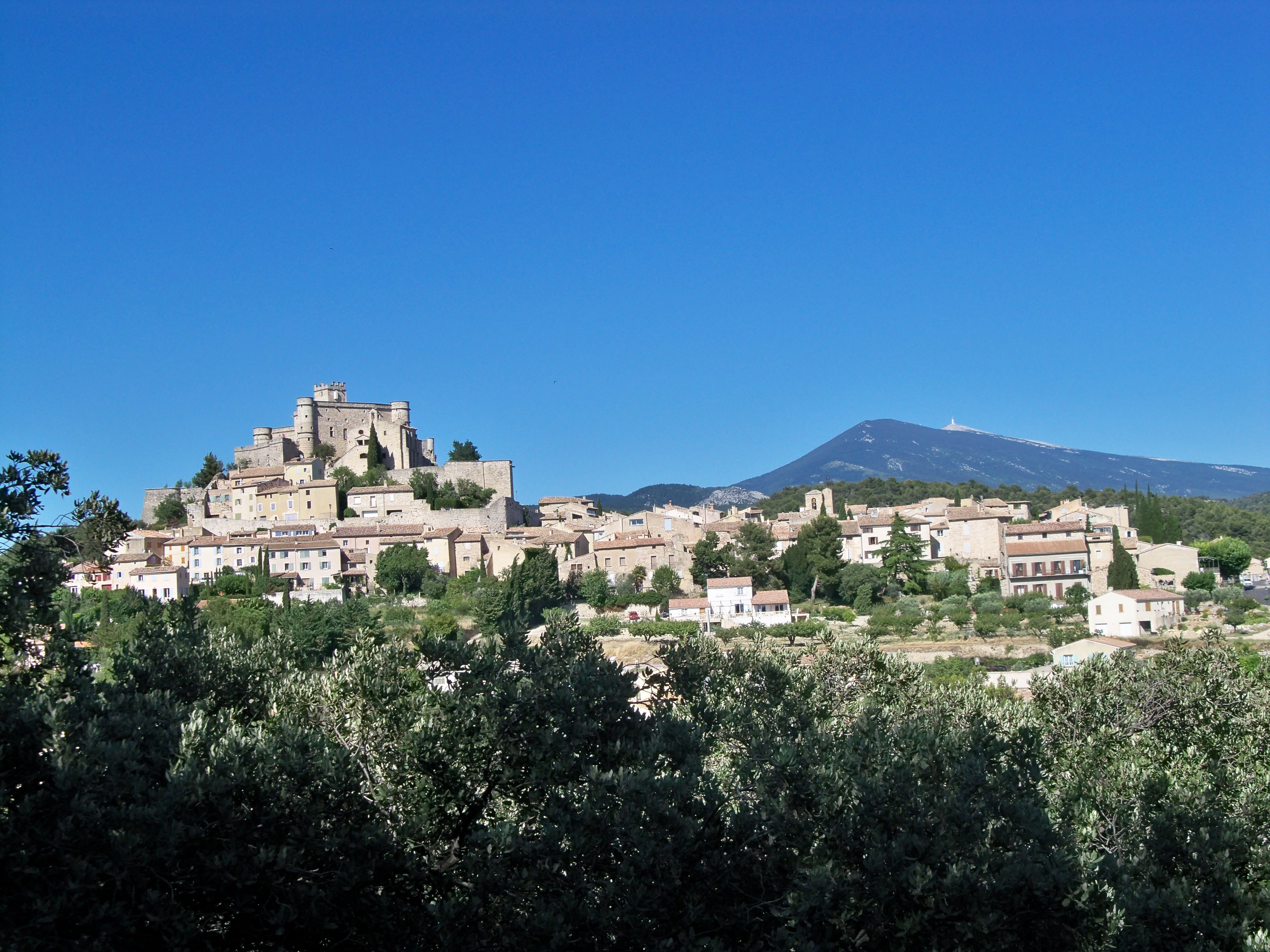
Le Barroux, et le Mont Ventoux
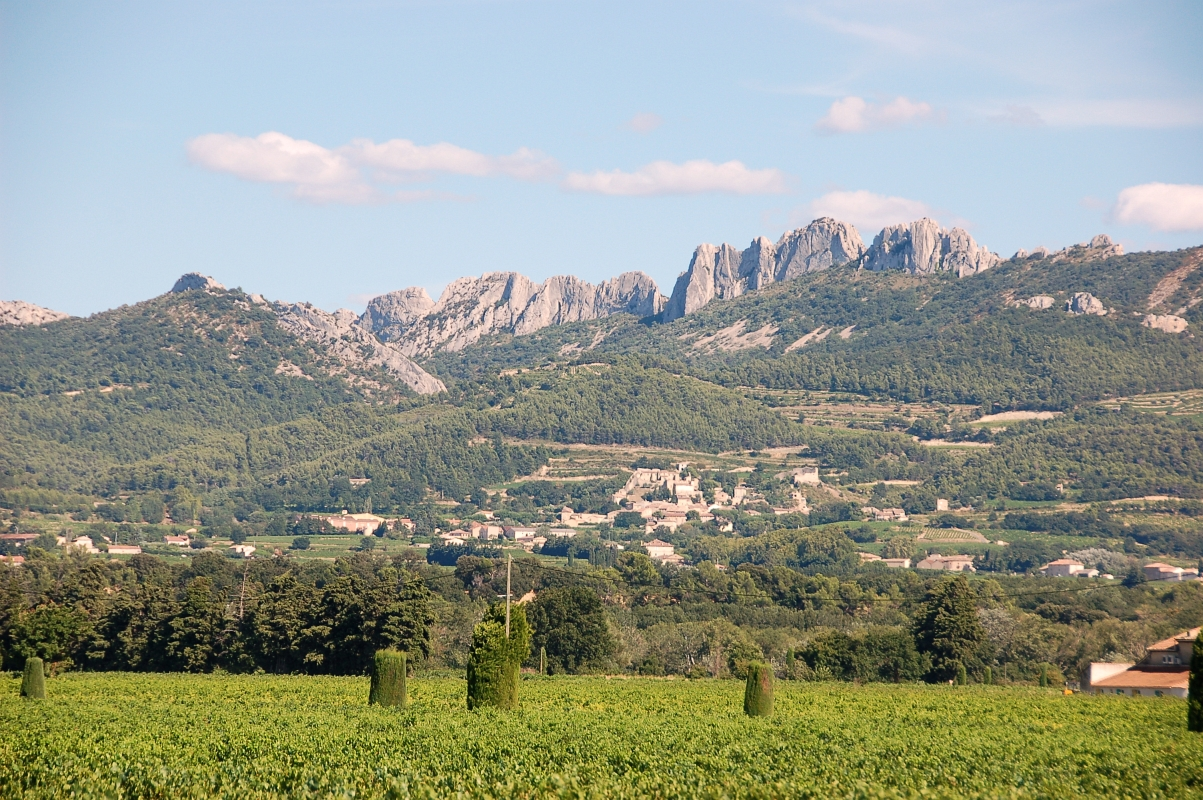
Les Dentelles de Montmirail

- Lamotte-du-Rhône (à proximité)
- Mondragon
  - Canal de Donzère-Mondragon
  - Lez (rivière)
- Lagarde-Paréol
- Sainte-Cécile-les-Vignes
- Cairanne
  - Aygues (rivière)
- Rasteau
- Roaix
  - Ouvèze (rivière)

Variante de Cairanne à Roaix
- Saint-Roman-de-Malegarde
- Buisson
- Roaix

Tracé principal
- Vaison-la-Romaine (à proximité)
- Séguret
- Sablet (à proximité)
- Le Barroux (à proximité)
  - Dentelles de Montmirail
- Malaucène
- Beaumont-du-Ventoux (à proximité)
  - Mont-Serein
  - Mont Ventoux
- Sault
- Saint-Christol (à proximité)
- Lagarde-d'Apt
  - Parc Naturel Régional du Luberon

### Alpes-de-Haute-Provence

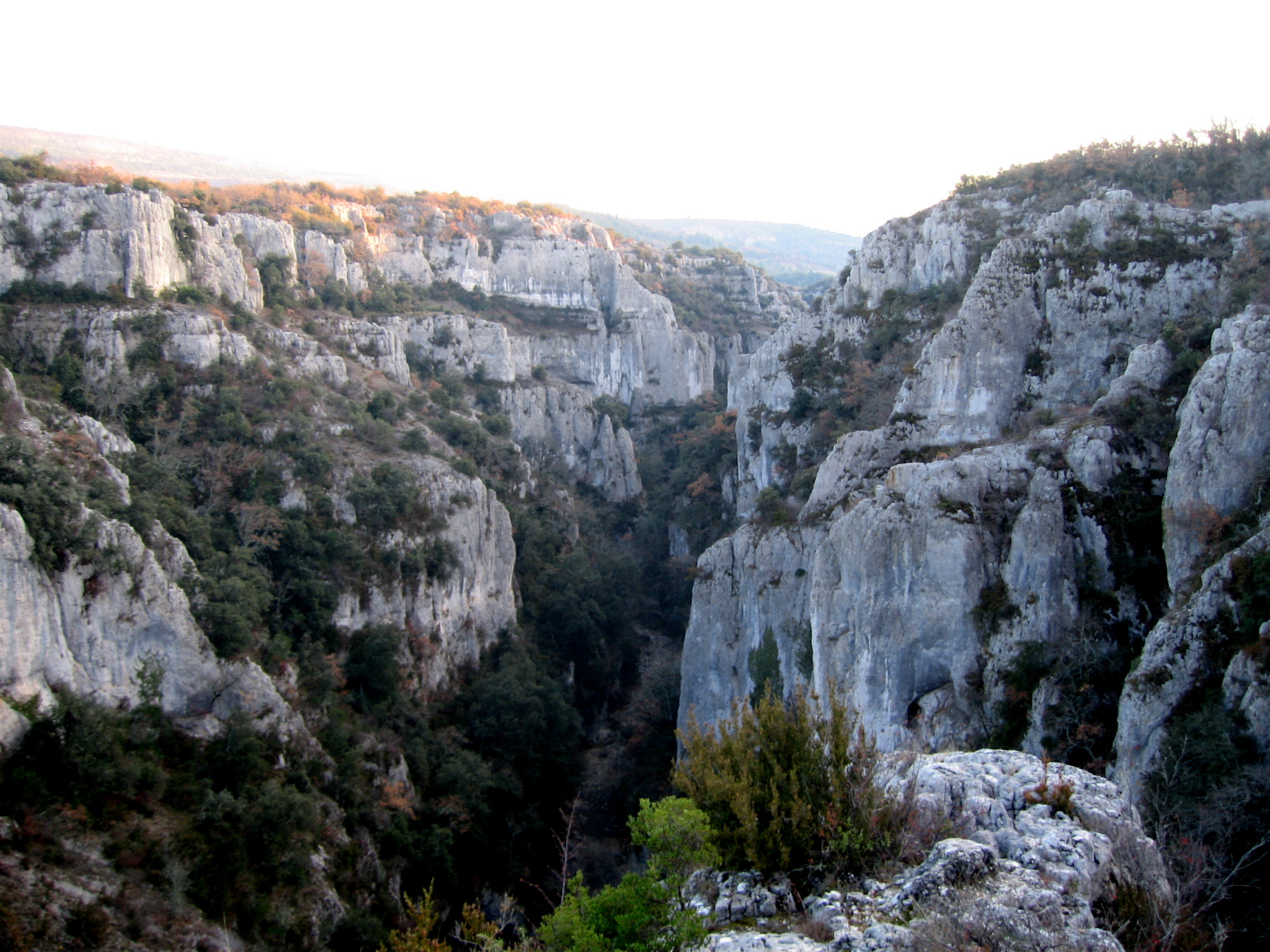
Les Gorges d'Oppedette
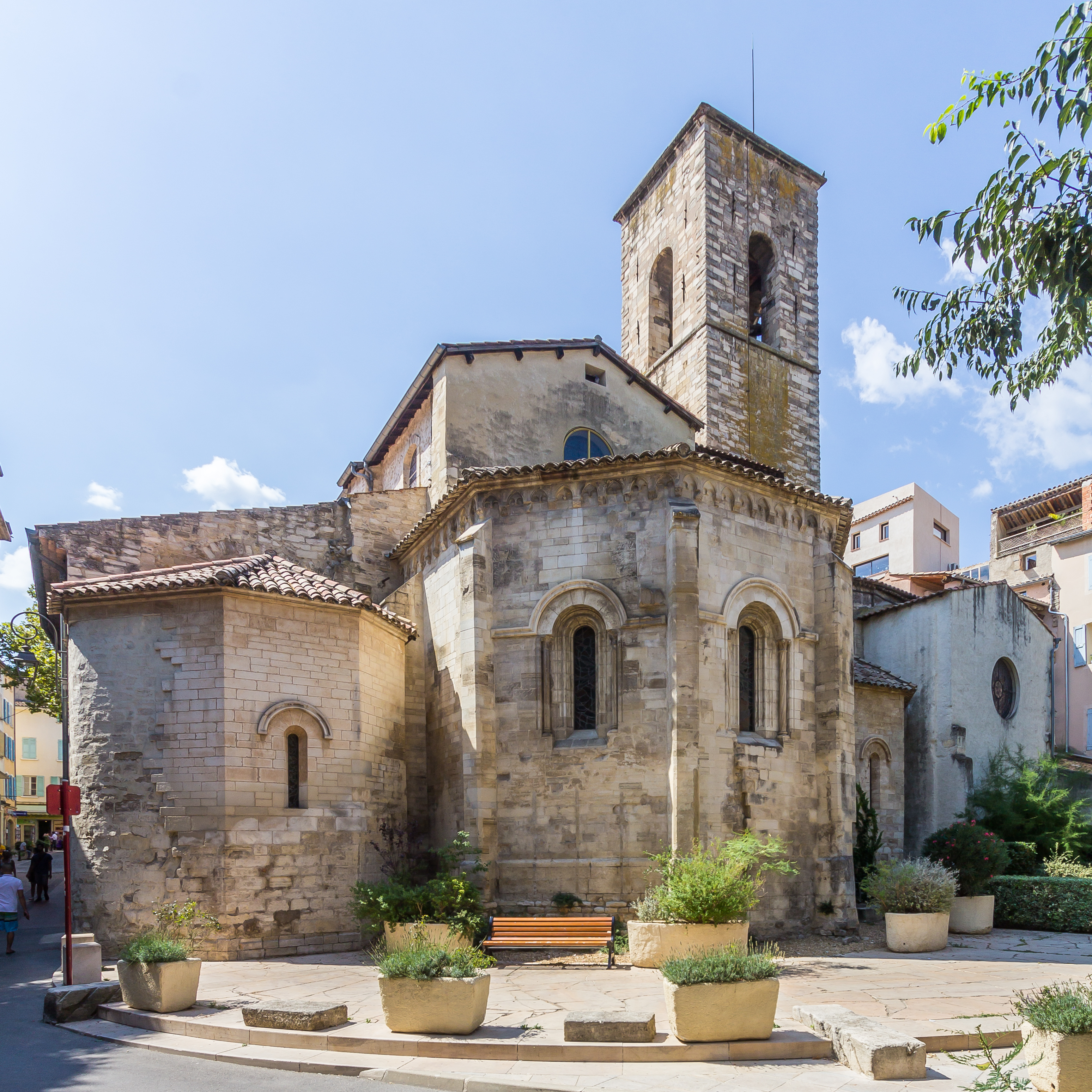
Église Notre Dame de Romigier à Manosque
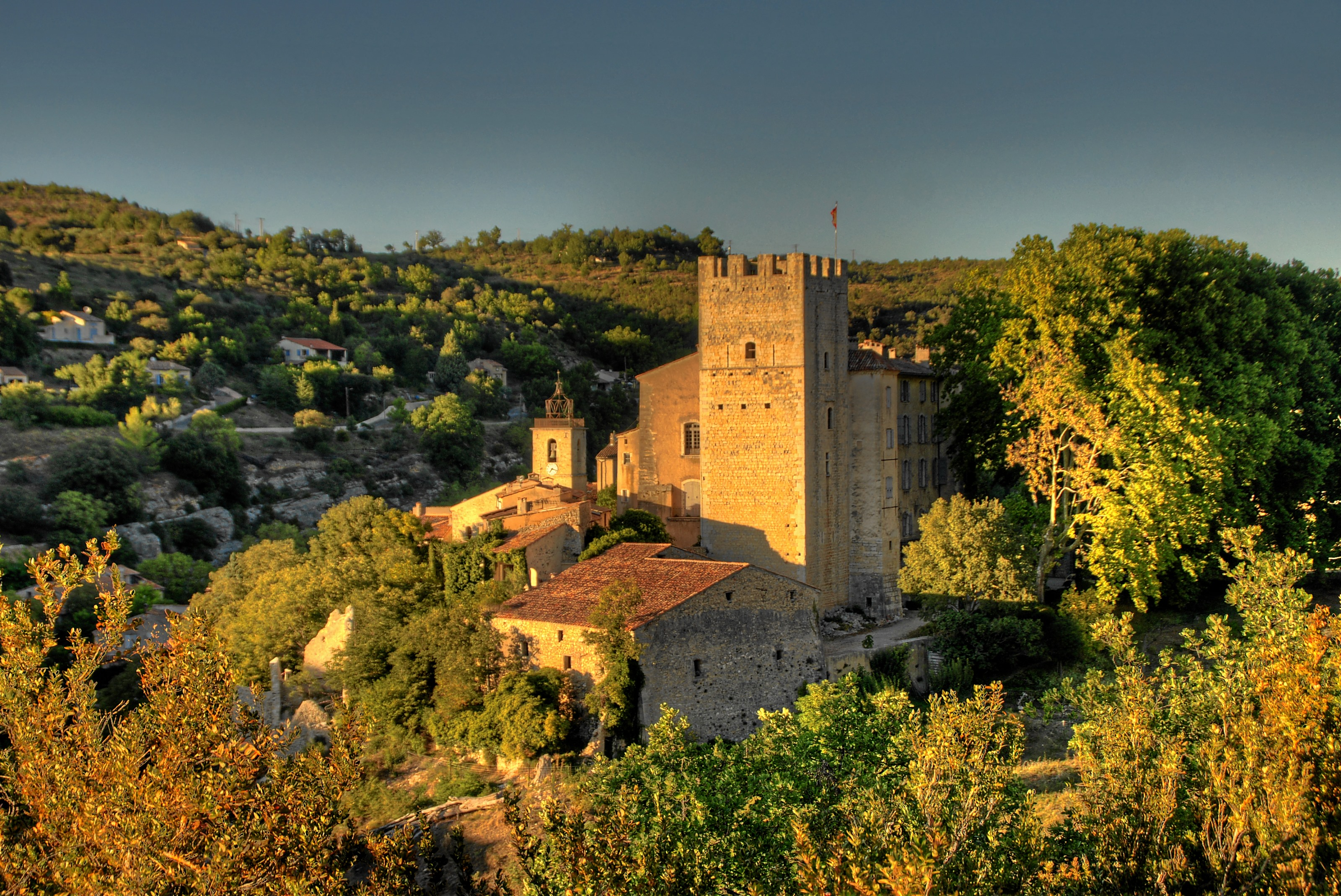
Le château d'Esparron
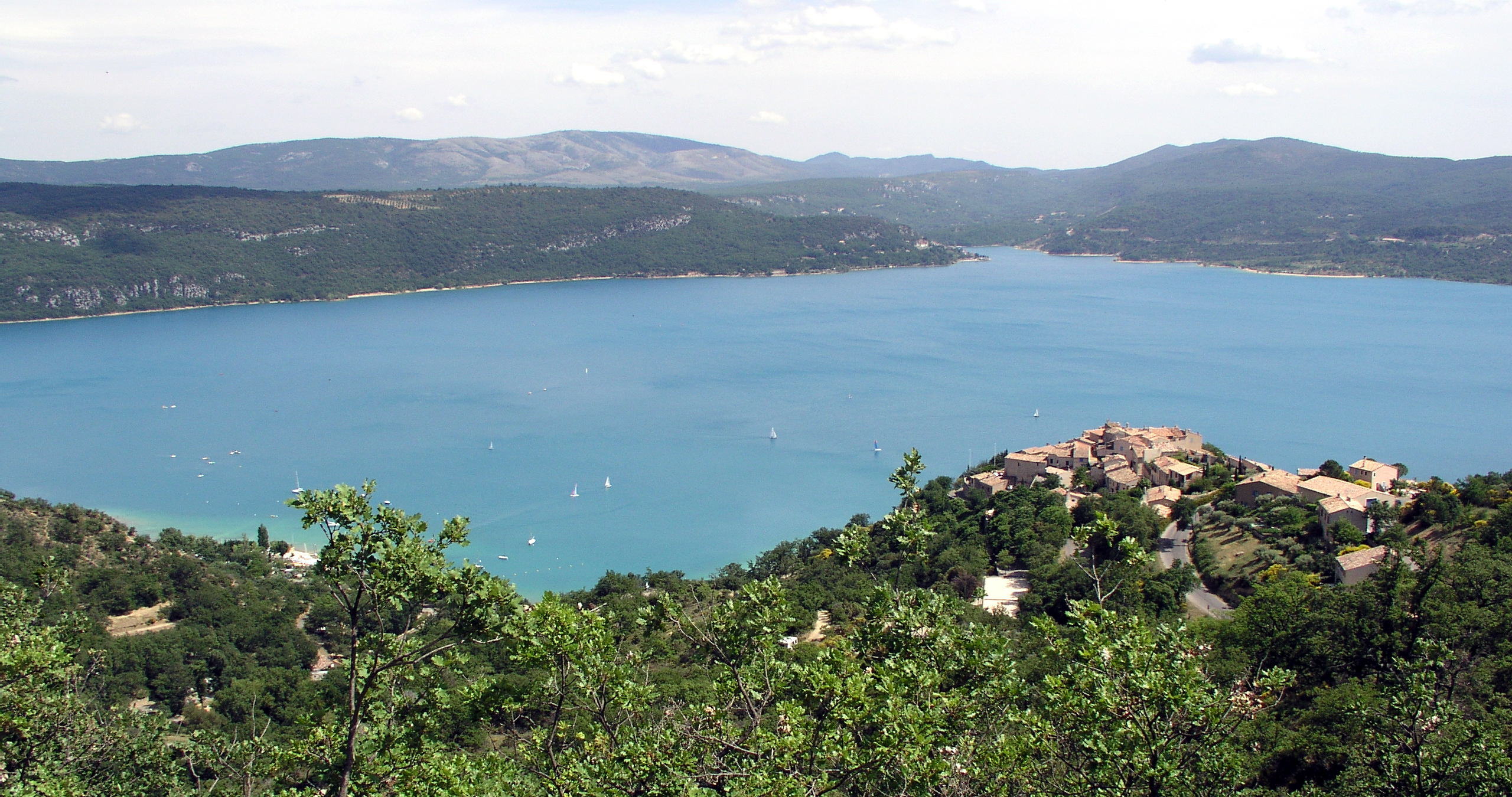
Le lac et le village de Sainte-Croix
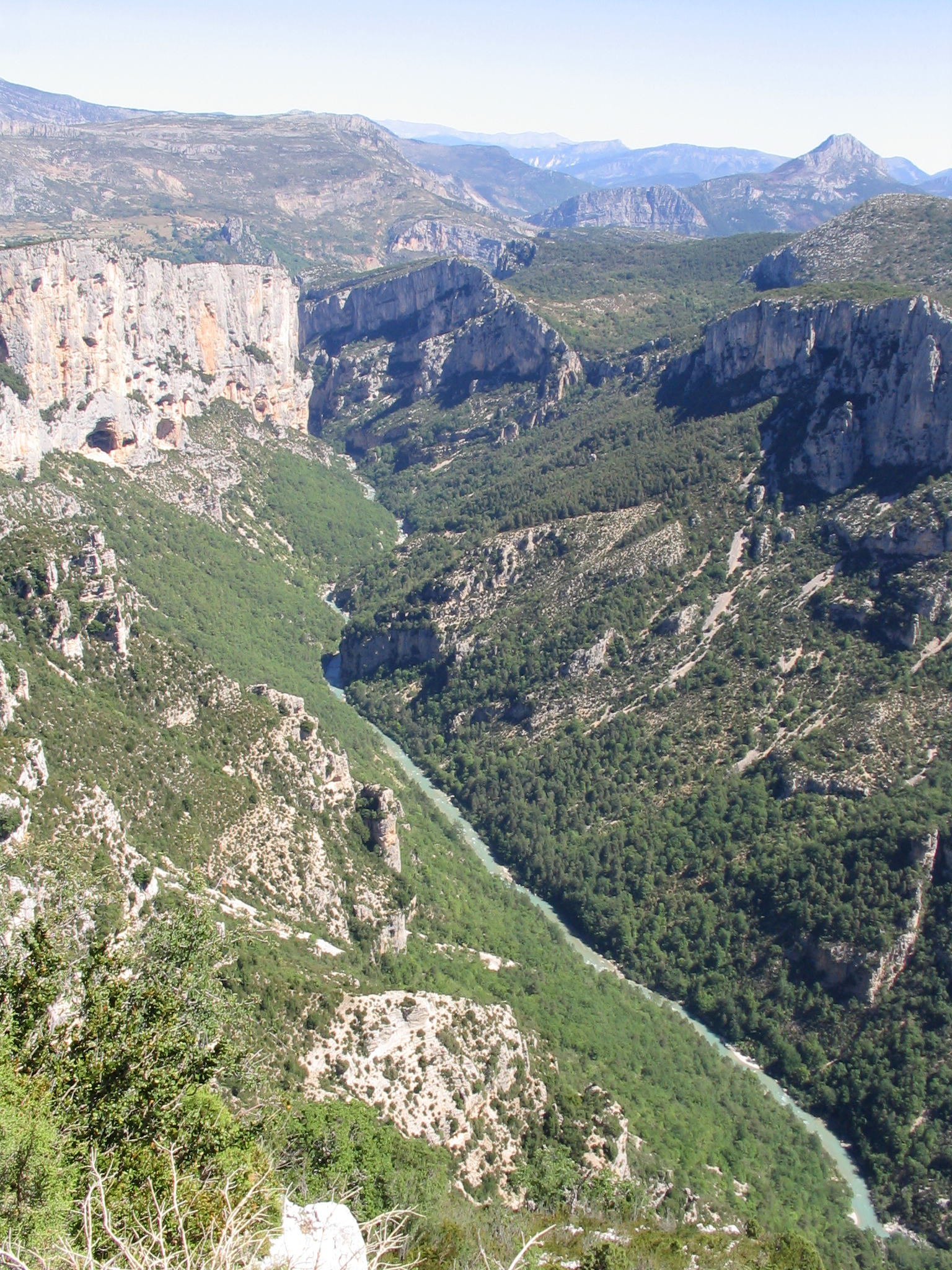
Les Gorges du Verdon
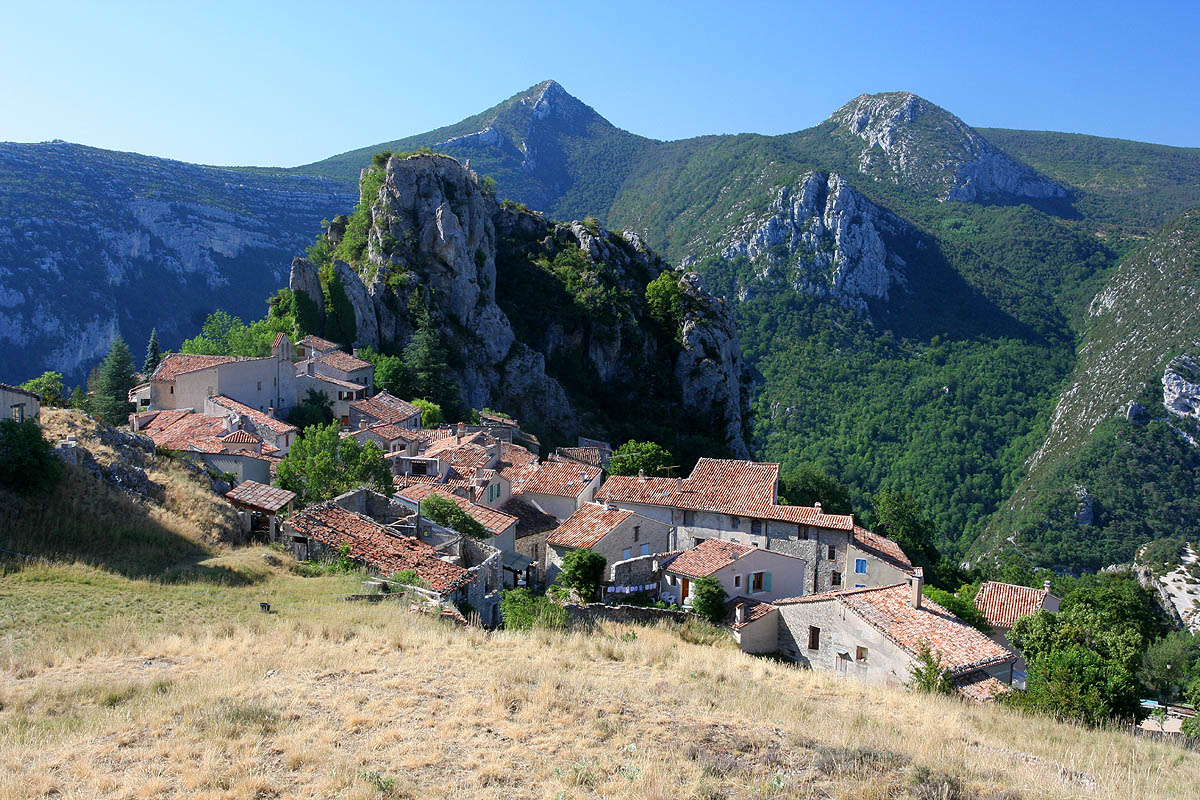
Le village de Rougon
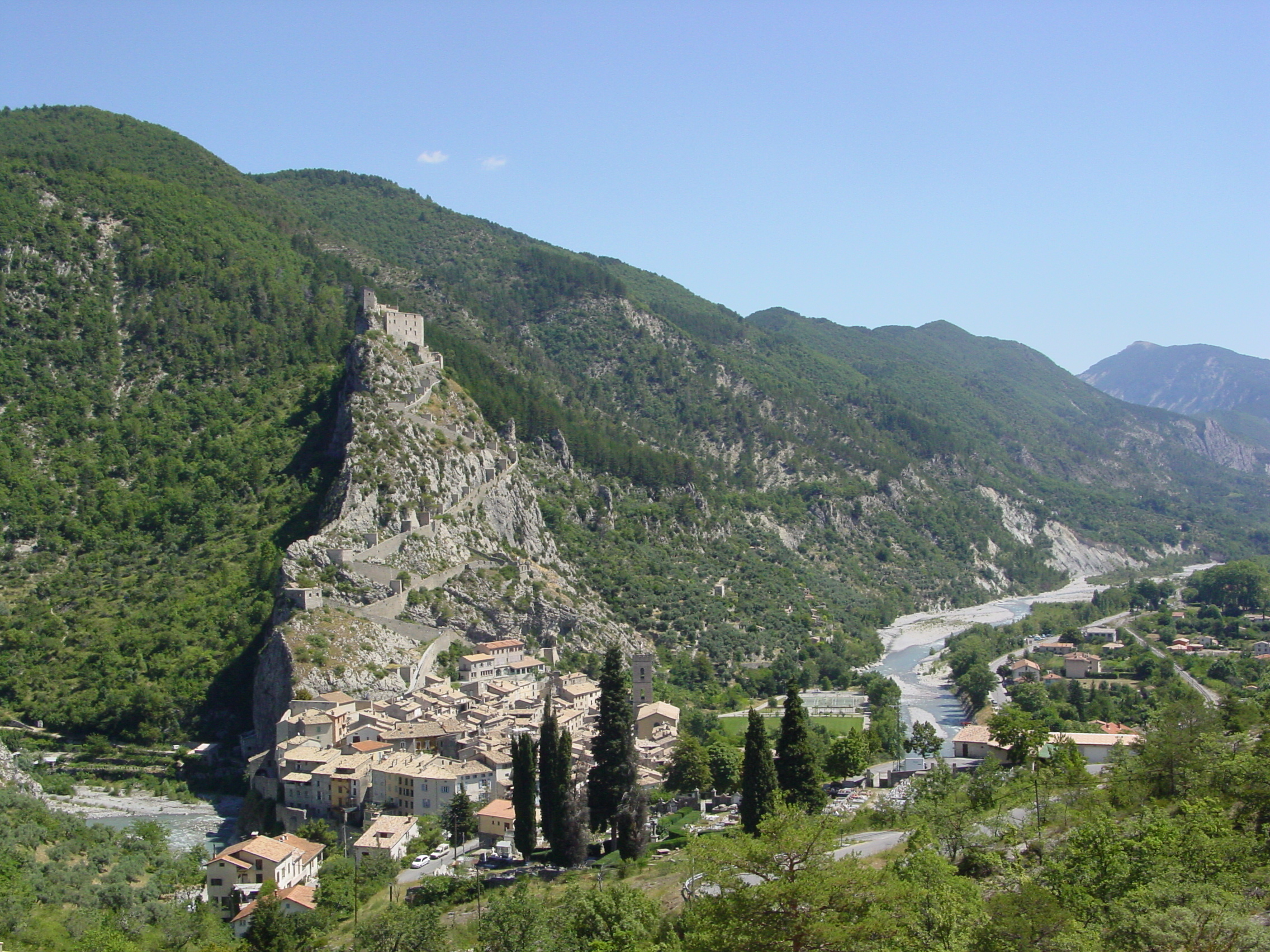
Entrevaux, au bord du Var

- Simiane-la-Rotonde
- Oppedette
  - Gorges d'Oppedette
  - Entrée dans le Parc Naturel Régional du Luberon
- Reillanne (à proximité)
- Céreste
- Montfuron
- Pierrevert
- Manosque
  - Église Notre-Dame de Romigier de Manosque
  - Durance (rivière)
- Gréoux-les-Bains
  - Verdon (rivière)
- Saint-Martin-de-Brômes
  - Colostre (rivière)
- Esparron-de-Verdon
  - Lac d'Esparron
- Quinson
- Saint-Laurent-du-Verdon
- Montpezat
- Sainte-Croix-du-Verdon
  - Lac de Sainte-Croix

Variante à partir de Saint-Martin de Brômes, jusqu'au lac de Sainte-Croix
- Allemagne-en-Provence (à proximité)
- Riez
  - Colostre (rivière)
  - Colonnes romaines de Riez
  - Baptistère de Riez
  - Cathédrale Notre-Dame-de-l'Assomption de Riez
- Roumoules
  - Colostre (rivière)

Retour sur le tracé principal
- Moustiers-Sainte-Marie
  - Lac de Sainte-Croix
  - Entrée dans le Parc Naturel Régional du Verdon
- La Palud-sur-Verdon (variante délaissant la partie amont des gorges du Verdon pour un accès direct à Rougon)
  - Gorges du Verdon
- Rougon
- Castellane
  - Chasteuil
  - Verdon (rivière)
  - Église Saint-Victor de Castellane
  - Notre-Dame du Roc
  - Pont du Roc
  - Route Napoléon
- La Garde (variante évitant le bourg)
- Demandolx (à proximité)

Variante par Soleilhas et La Sagne du Col de Saint-Barnabé, allant jusqu'à Ubraye. Sortie du Parc Naturel Régional du Verdon.
- Ubraye
- Entrevaux
  - Var (fleuve)
  - Cathédrale Notre-Dame-de-l'Assomption d'Entrevaux
  - Citadelle d'Entrevaux
  - Pont de la Chalvagne
  - Chalvagne (rivière)
  - Cathédrale Notre-Dame-de-la-Sed
- Castellet-Saint-Cassien

### Alpes-Maritimes

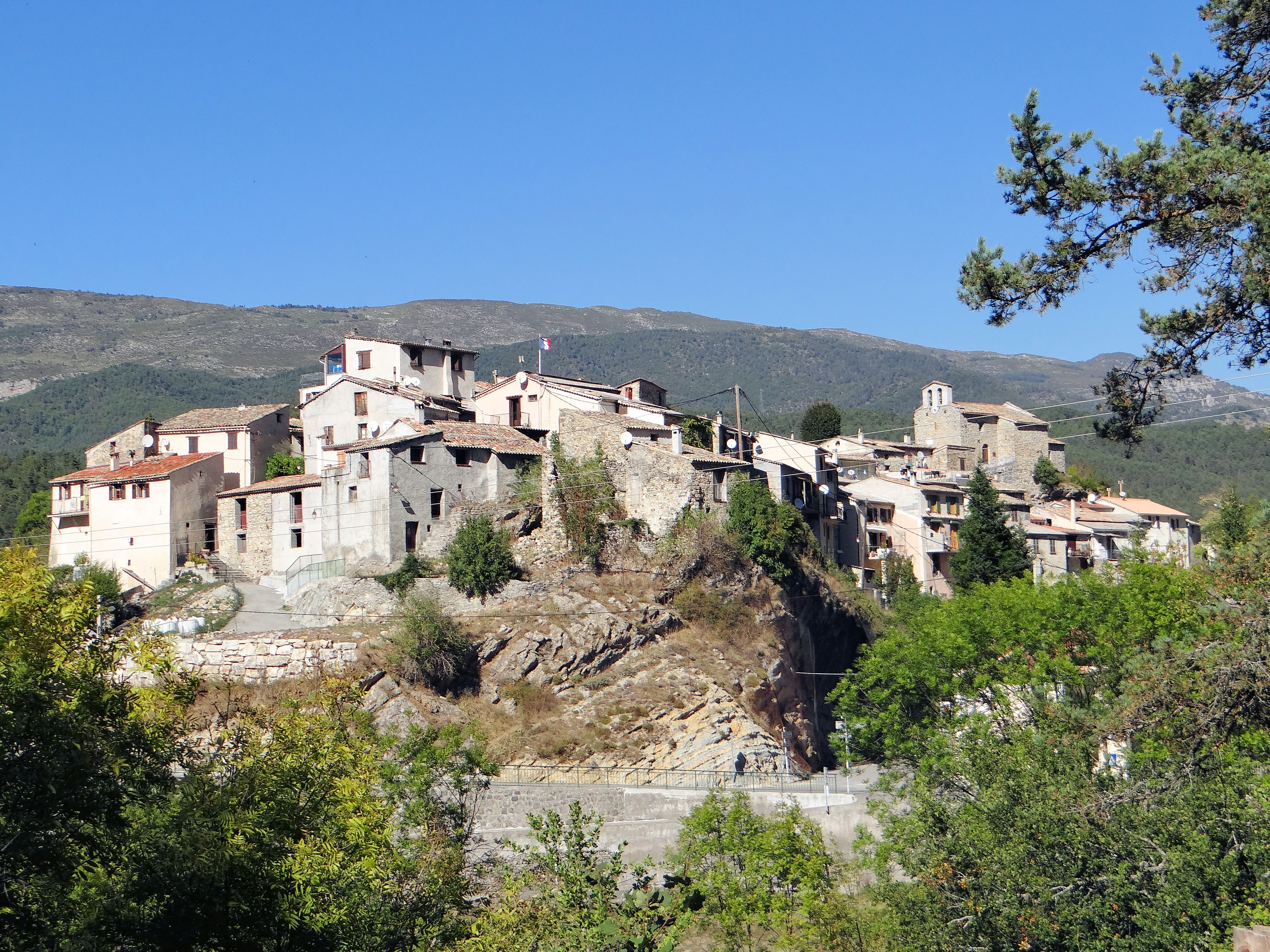
Village de Collongues
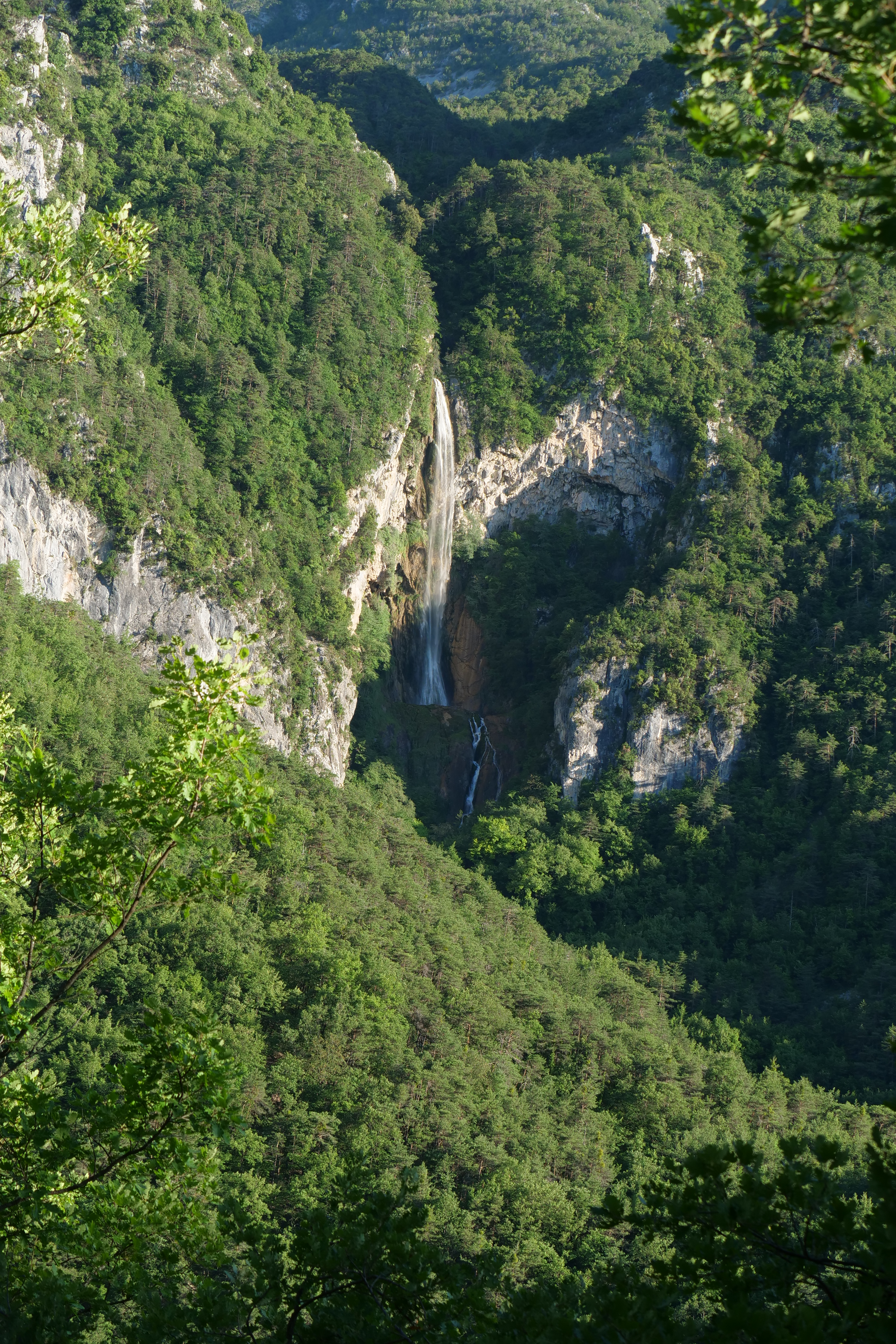
Cascade du Végay depuis Aiglun
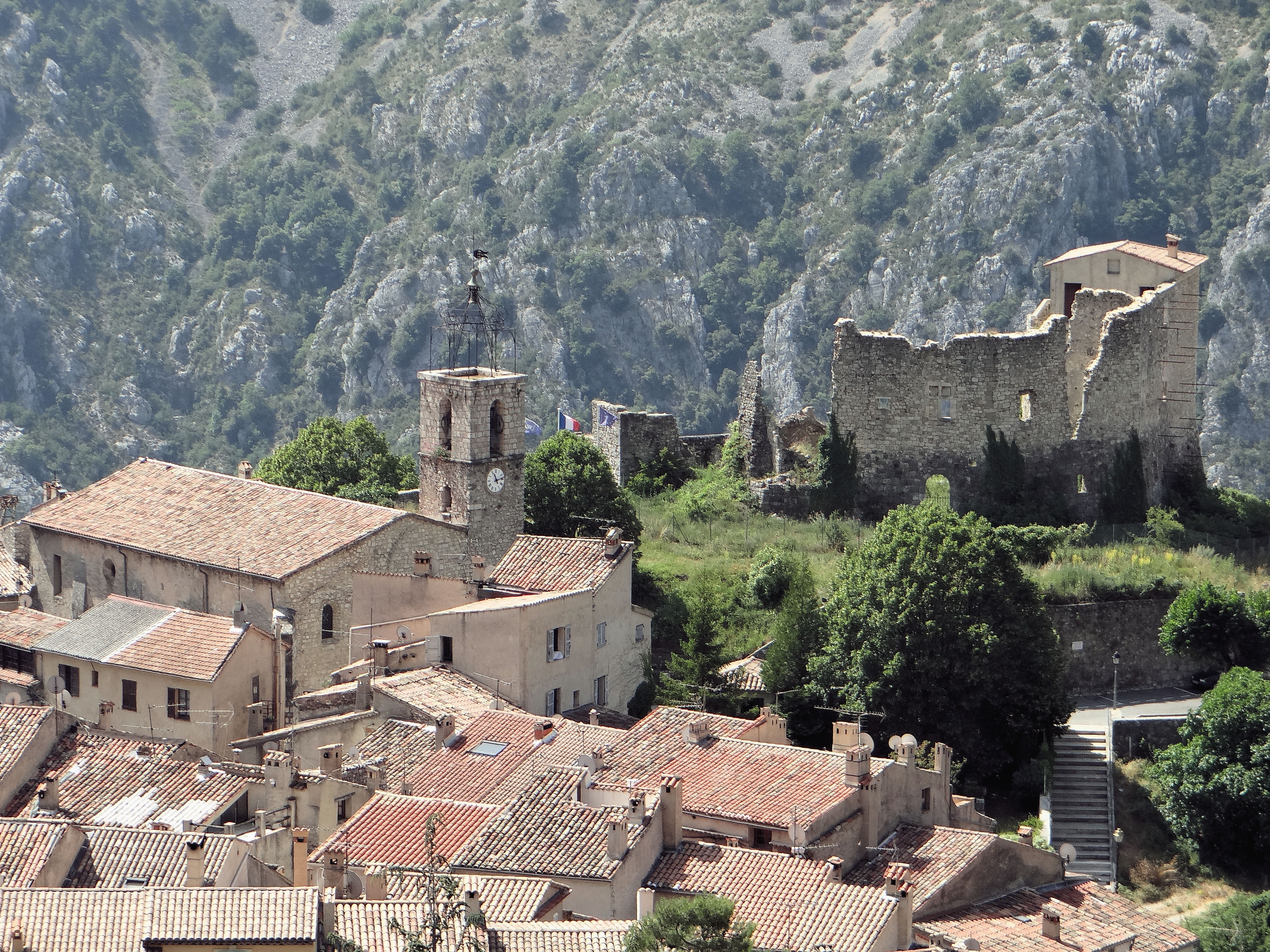
Église Saint-Pierre et Château de Gréolières
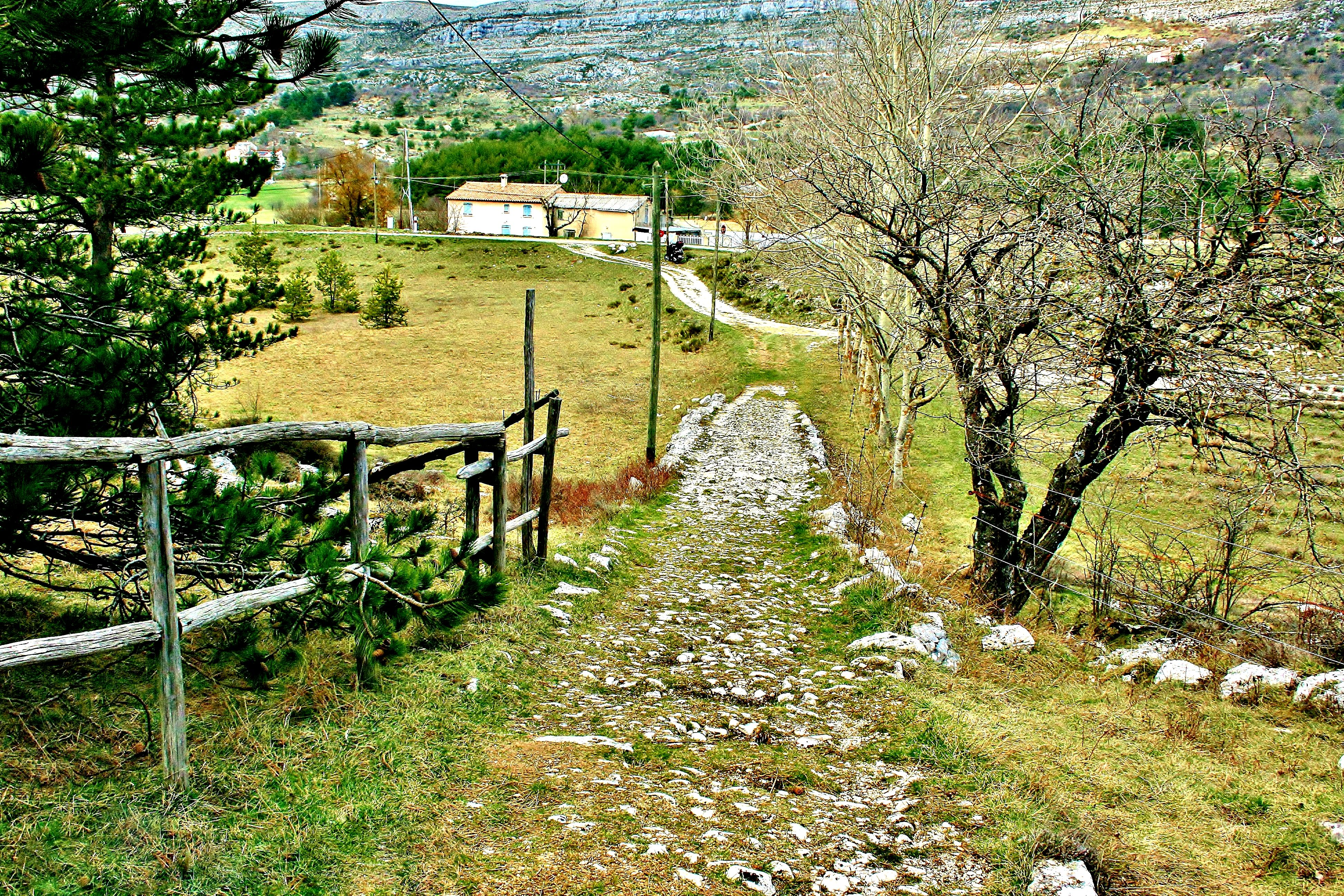
Voie romaine à Caussols
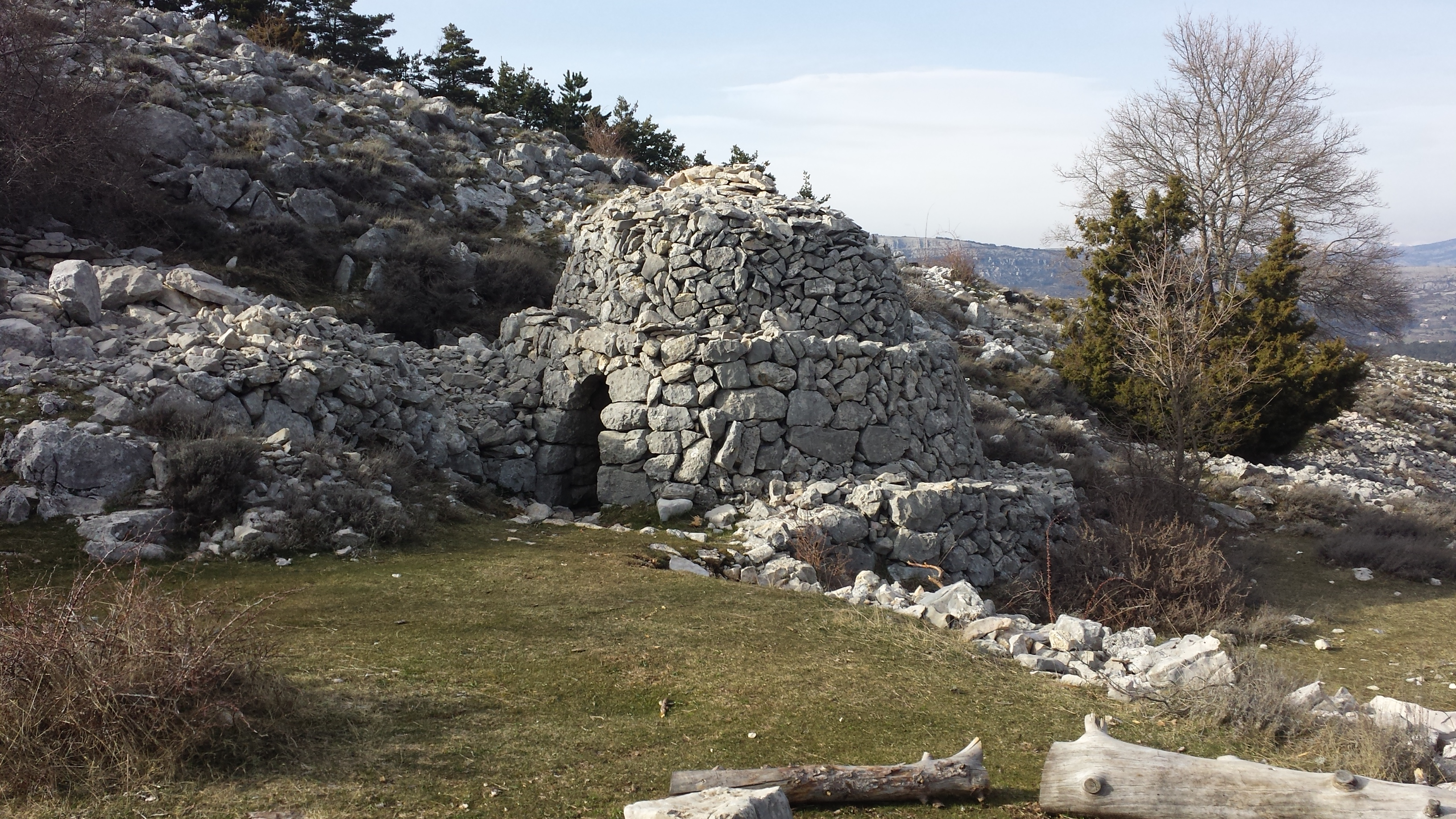
Borie, cabane en pierres sèches servant à abriter les bergers depuis le XIXe siècle. Sur le GR4 entre Grasse et Caussols
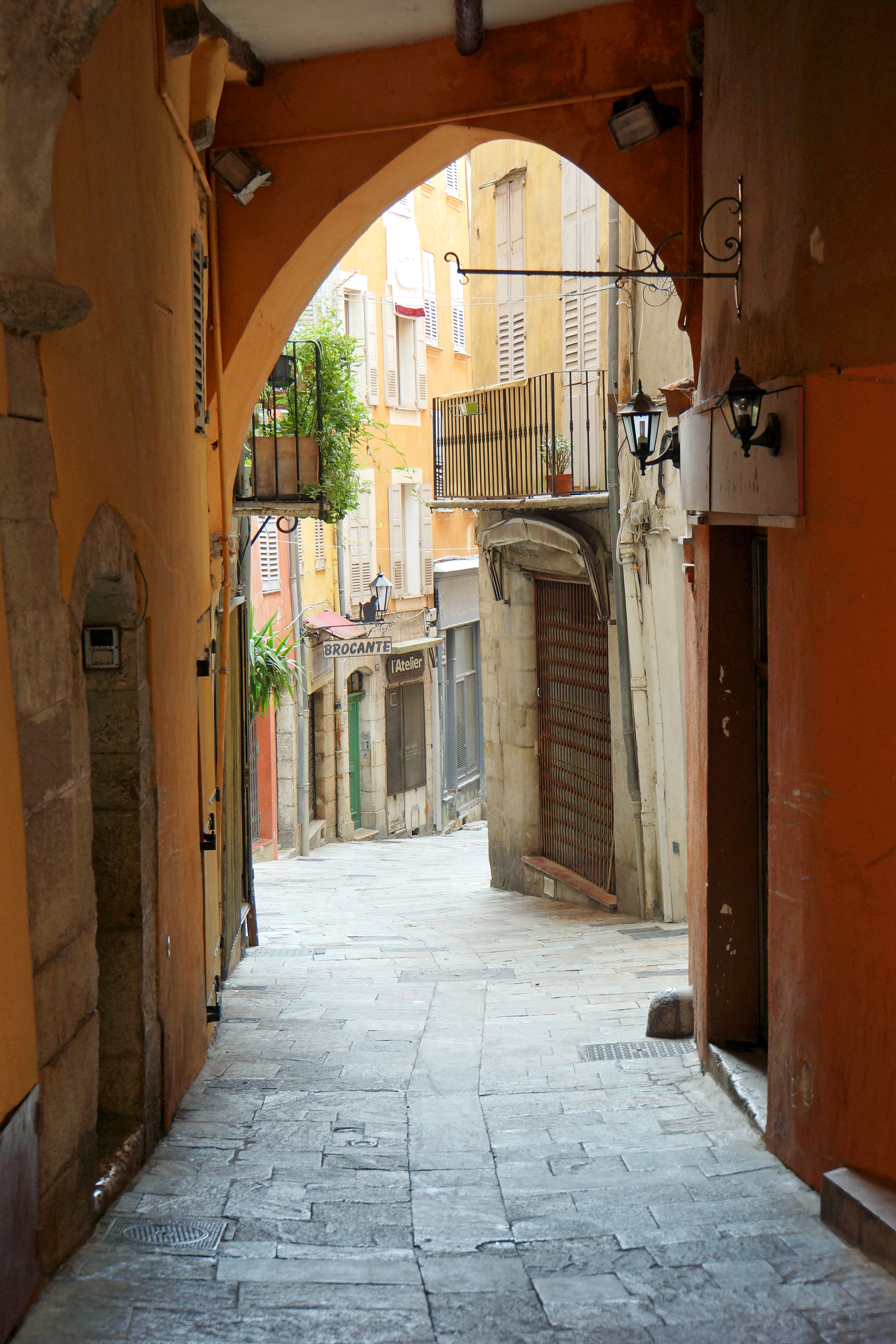
Ruelle à Grasse
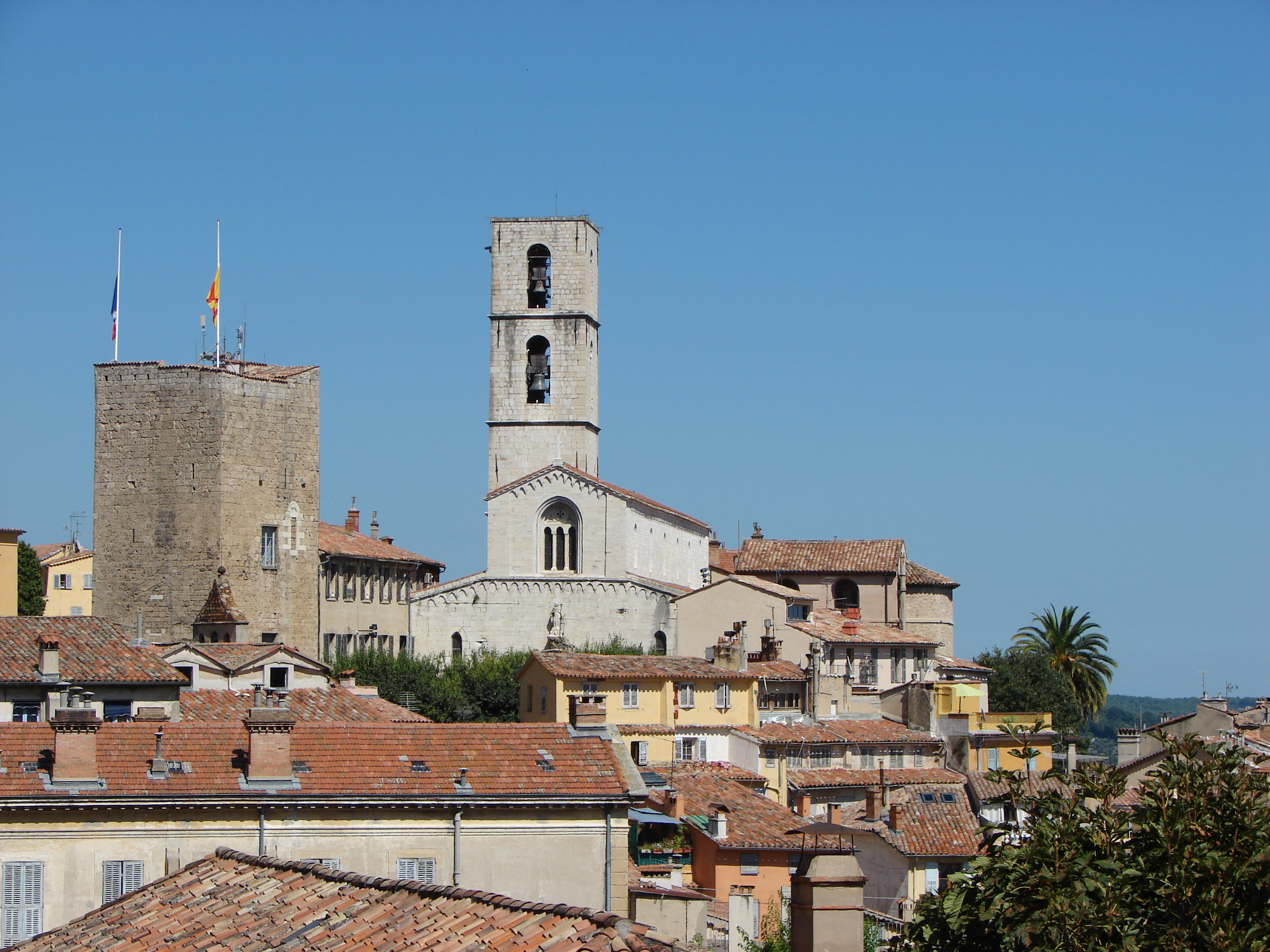
Vue de Grasse

- Collongues
  - Entrée dans le Parc Naturel Régional des Préalpes d'Azur
- Aiglun
  - Cascade du Végay
  - Estéron (rivière)
- Gréolières
  - Gréolières 1400
  - Montagne du Cheiron
- Cipières
- Caussols
- Grasse
  - Sortie du Parc Naturel Régional des Préalpes d'Azur
  - Cathédrale Notre-Dame-du-Puy de Grasse